# 広島電鉄
広島電鉄株式会社（ひろしまでんてつ、英: Hiroshima Electric Railway Co.,Ltd.）は、広島県を主たる事業対象地域としている鉄道・軌道事業、バス事業、不動産事業を行う会社。略称・愛称は広電（ひろでん）。前記3事業以外にレジャー、建築などを営む企業群を擁する広電グループの中核企業である。

## 概要
本社は広島県広島市中区東千田町二丁目9番29号。現在の会社は1942年（昭和17年）4月10日に広島瓦斯電軌より分離設立された（詳細は「企業の歴史」を確認のこと）。日本最大の路面電車事業者 および中四国地方最大のバス事業者 で、2012年（平成24年）時点では電車、バス、不動産の3事業が広電の三本柱になっている。広電バスは、青バスとも呼ばれる。
電子マネー（交通系ICカード）は、西日本旅客鉄道（JR西日本）のICOCAが利用でき、その他のSuicaやPASMO等の交通系ICカードも利用できる。なお、2024年7月からは日本電気 (NEC)、レシップと共同開発した新たな決済システム「MOBIRY DAYS」を導入している。2008年から2025年3月までは広島県バス協会が発行するPASPYが系列会社のエイチ・ディー西広島、芸陽バス、備北交通、宮島松大汽船、宮島ロープウエーとともに利用できた。
社是は「協力一致 心からのサービス みんなで無事故」であり、『無事故の誓い』と『広島電鉄社員行動規範』も制定している。また、「広島のワクワクを創造する」を広電グループの旗印（パーパス）としている。

## 企業の歴史

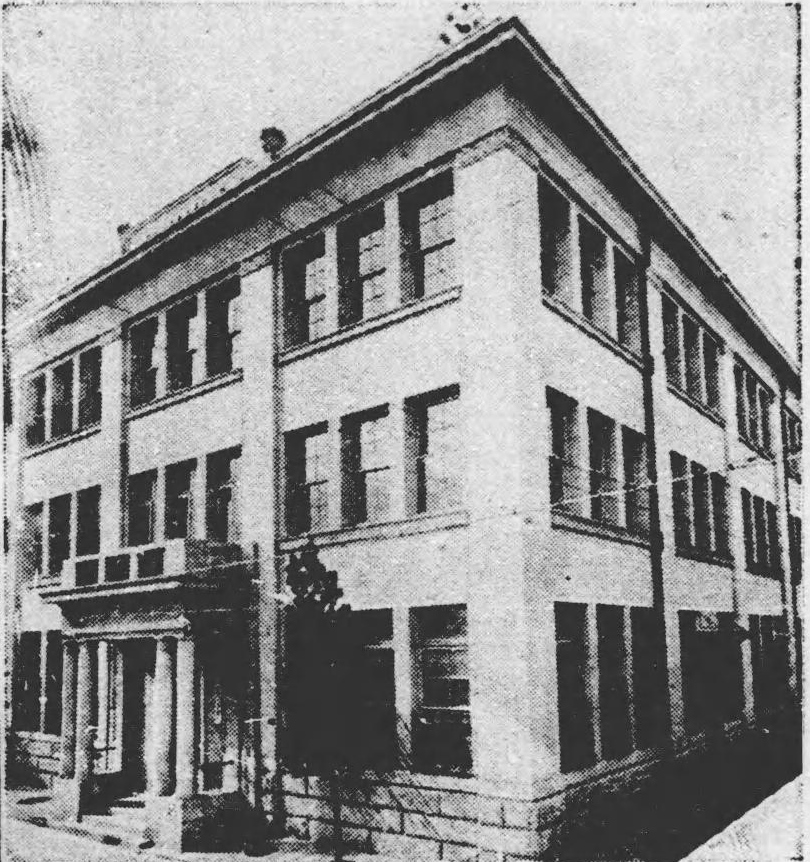
1925年頃の本社
（[ 広島瓦斯電軌株式会社経営電車沿線案内]より）

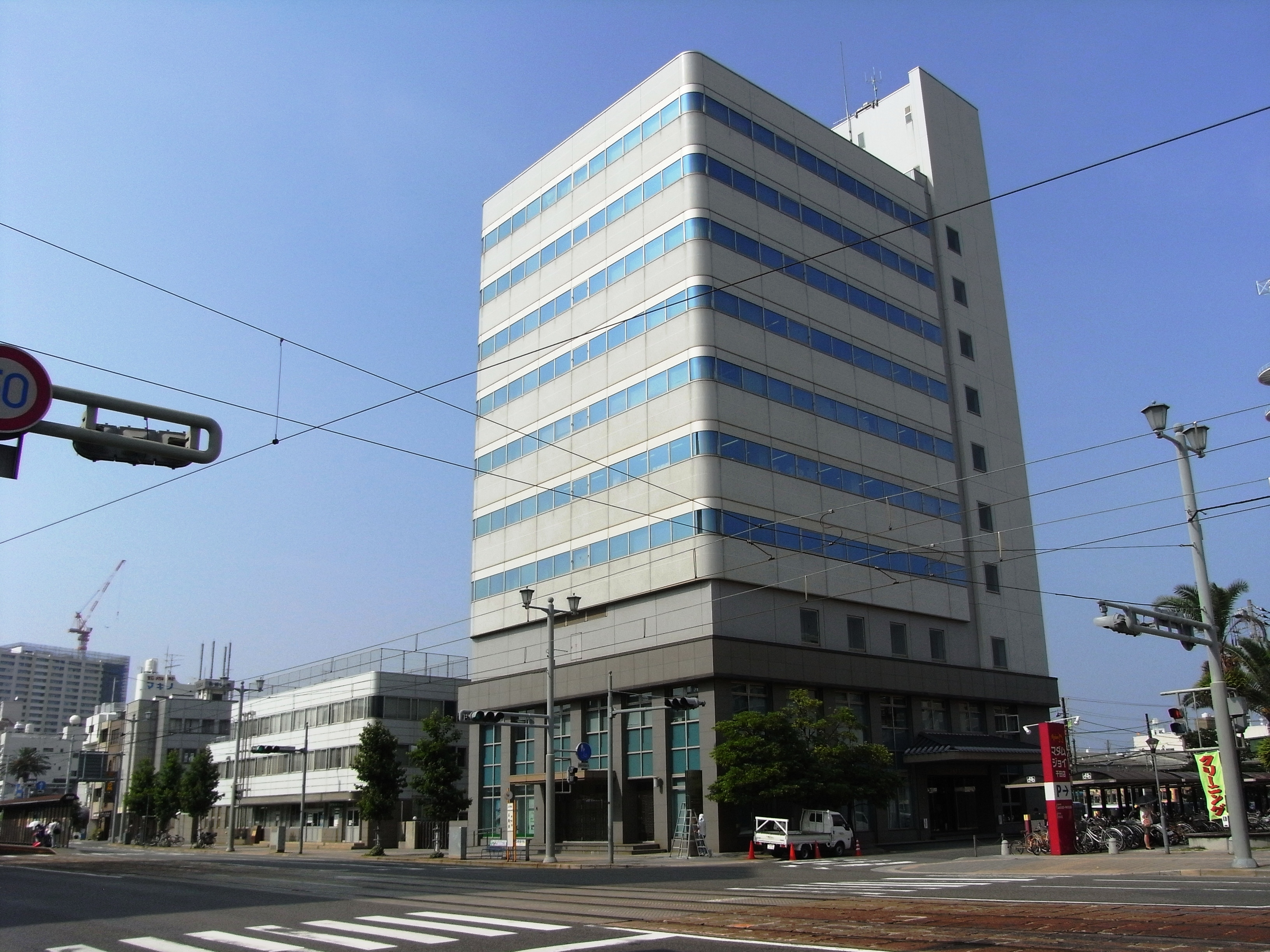
現在の広島電鉄本社

現在の会社は、1942年（昭和17年）4月10日に「広島瓦斯電軌株式会社」（現在の広島ガス）から運輸事業を分離して設立された。前身の会社を含めると、「広島電気軌道株式会社」として1910年（明治43年）6月18日に設立された。
広島電気軌道株式会社として創立した当初は大林組傘下の企業で、同様の経緯によって作られた会社に広島ガスがある。また、その2社は「広島瓦斯電軌株式会社」として1つの会社だった時期もある。大林組社主の大林芳五郎が北浜銀行の破綻と、その資金支援のため広島瓦斯の株式を1913年（大正2年）から1914年（大正3年）に放出。広島電気軌道も1916年（大正6年）、大林芳五郎の没後、後継者の大林義雄が株を継承したものの社長は空位 で、その後、大林組傘下を離脱。両社とも、鈴木商店の支援を得て、実業家の藤田謙一に株式が売却されて、同時期に、同一人物が社長だったこと、需要のピークがガスと路面電車で異なることにより、広島瓦斯と合併した。

広島電気軌道
広島瓦斯電軌
広島電鉄

本社所在地は開業時および広島電鉄設立 より当地に置かれているが、太平洋戦争末期の1945年（昭和20年）の広島市への原子爆弾投下 から翌年の8月30日まで現在の広島市佐伯区楽々園に本社が置かれていた。また広島瓦斯電軌時代は、現在の広島市中区大手町に本社を置いていた時期もある。
広島ガス統合時代に設立された財団法人広島瓦斯電軌学園は、太平洋戦争後は学校法人鈴峯学園（鈴峯女子短期大学、鈴峯女子中学校・高等学校〈現・広島修道大学ひろしま協創中学校・高等学校〉を設置）に改組・改称し、2012年3月31日時点では学園の理事・監事9人のうち、5人が広電および広島ガス関係者が占めていた が、2015年4月に学校法人修道学園に吸収合併された。他に広島ガス統合時代の名残りとして、現在も広島電鉄の健康保険組合は「広島ガス電鉄健康保険組合」として、広島ガスと共同で運営している。
1955年末から1967年まで、プロ野球球団の広島カープ（現・広島東洋カープ）に共同出資企業の一つとして関与し、当時の広電の社長が球団社長を兼務したこともあった。
1998年時点では電車事業で約6億円の黒字があったものの、バス事業でそれ以上の赤字が出ていたため、相殺されて会社全体での黒字はほぼ不動産事業によるもののみとなっていた。これを改革するため、バス事業の改革を念頭に1998年12月より社内カンパニー制が施行された。鉄道・軌道事業は電車カンパニー、バス事業はバスカンパニー、不動産事業は不動産カンパニーが、総務や経理などをM・Sカンパニーがそれぞれ担当、2012年4月には呉市営バスの路線を継承したがこれを担当するカンパニーとして呉バスカンパニーが設置された。社内カンパニー制は2014年1月の機構改正で廃止されて本部制に移行し、鉄道・軌道事業は電車事業本部、バス事業はバス事業本部、不動産事業は不動産事業本部が担当している。

### 年表
各事業の詳細な歴史については「鉄軌道事業の歴史」「バス事業の歴史」の節、各社の記事を参照。
- 1909年（明治42年）秋 - 広島電気軌道が軌道敷設申請を広島県に提出[33]。
- 1910年（明治43年）6月18日 - 広島電鉄の前身である広島電気軌道が設立[34]。
- 1912年（大正元年）11月23日 - 電車開業[34]。
- 1917年（大正6年）8月2日 - 広島瓦斯（現在の広島ガス）と合併、広島瓦斯電軌となる[35]。
- 1922年（大正11年）8月22日 -宮島線（己斐駅 - 草津駅間）開業[36][35]。
- 1925年（大正14年）7月 - 汽船による宮島連絡開始[37]。
- 1929年（昭和4年）
  - 4月 - 広島乗合自動車の株式を取得の上、経営に参画（バス事業の始まり）[38]。
  - 10月 - 直営による己斐-宮島間のバス事業開始 [39]。
- 1931年（昭和6年）2月 - 宮島連絡廃止[40]。
- 1936年（昭和11年）9月8日 - 楽々園遊園地開園[40]。
- 1938年（昭和13年）2月1日 - 広島乗合自動車を合併[41]。自動車部を設置する[38]。
- 1941年（昭和16年）4月1日 - 広島商業実践女学校（現・広島修道大学ひろしま協創中学校・高等学校）開校[41]。
- 1942年（昭和17年）4月10日 - 広島瓦斯電軌から運輸事業を分離して広島電鉄設立[41][42]。ガス部門は旧社名の広島瓦斯に社名を戻す[43][42]。
- 1943年（昭和18年）4月 - 従業員出征による人手不足を補うため、広島電鉄家政女学校を設立[44]。
- 1945年（昭和20年）
  - 8月6日 - 広島市への原爆投下で市内線全線が不通となる[45]。本社を楽々園に移動[46][45]。
  - 8月9日 - 6日の原爆投下による被害での運行停止から一部区間で市内電車運行再開[36][45]。
- 1946年（昭和21年）8月30日 - 本社が千田町に復帰[46][45]。
- 1949年（昭和23年）6月 - 広島証券取引所に株式を上場[47][48]。
- 1954年（昭和29年）6月10日 - 広電観光設立[49]。
- 1956年（昭和31年）8月1日 - 広島観光開発設立[49]。中国観光を買収[47]。
- 1957年（昭和32年）
  - 6月 - 広島観光汽船を設立[47]。
  - 7月10日 - 広島交通（タクシー会社、現在のバス会社とは別）を買収[49]。
  - 10月13日 - 楽々園スパー開業[50]。
- 1958年（昭和33年）
  - 3月16日 - 宮島松大観光船に出資[50]。
  - 4月1日 - 市内電車と宮島線の直通運転開始[36][50]。
- 1960年（昭和35年）3月1日 - 広電興産（現在の広電ストア、現在の広電興産とは別）設立[50]。
- 1961年（昭和36年）
  - 2月1日 - 広電不動産設立[50]。
  - 6月1日 - やまとタクシーに資本参加[51]。
- 1962年（昭和37年）11月28日 - 備北交通に資本参加[51]。
- 1963年（昭和38年）
  - 4月1日 - 広島交通と銀鱗タクシーが合併して広電タクシーが発足[51]。
  - 9月1日 - 軌道内への車両乗り入れが許可される[51]。
- 1964年（昭和39年）3月28日 - 芸陽バスに資本参加[51]。
- 1965年（昭和40年）10月12日 - 広電宮島ガーデンを設立[51]。
- 1969年（昭和44年）7月16日 - 不動産部を創設し、不動産事業に本格参入[36][52]。
- 1970年（昭和45年）広電プラザ（現・ヒロデンプラザ）設立[52]。
- 1971年（昭和46年）
  - 4月 - 広電住宅産業（現・広電建設）を設立[52]。
  - 8月31日 - 楽々園遊園地閉園[52]。
  - 9月10日 - 広島バスに資本参加[52][補足 3]}。
  - 12月1日 - 公安委員会により軌道敷内自動車乗り入れ禁止実施[36][54]。
- 1973年（昭和48年） - 傘下の広島バスの独占禁止法抵触問題が、同意議決により解決[54]。後日、合意内容に基づき株式を増岡組に譲渡[55]。
- 1982年（昭和57年）6月22日 - 広電興産が広電ストアに社名変更[56]。
- 1991年（平成3年）4月 - グリーンバーズ・ヒロデン設立[47]。
- 1994年（平成6年）8月1日 - 現本社ビル竣工[57]。
- 1995年（平成7年）10月 - 広電プラザがヒロデンプラザに社名変更する[47]。
- 1997年（平成9年）
  - 4月 - 貸切自動車部を廃止し、事業を広電観光に譲渡[57]。
  - 12月 - 広電タクシーが運輸事業を第一交通産業に売却し（現在の広島第一交通）、広電興産に社名変更する[58]。
- 1998年（平成10年）12月 - 社内カンパニー制の導入[57]。
- 1999年（平成11年）
  - 1月 - エイチ・ディー西広島を設立[59]。
  - 3月 - 交通会館を設立[59]。
- 2000年（平成12年）3月 - 東京証券取引所第二部に上場[59][補足 4]。
- 2002年（平成14年）12月24日 - ひろでん中国新聞旅行を設立[59]。
- 2003年（平成15年）10月1日 - ひろでん中国新聞旅行に広電観光の旅行部門と中国新聞トラベル・サービスを合併・統合[61]。
- 2004年（平成16年）6月 - 宮島松大観光船が宮島松大汽船に社名変更[61]。
- 2012年（平成24年）
  - 3月9日 - 広島バスの保有する芸陽バス株の株式譲渡により芸陽バスを連結子会社化[62][63]。
  - 4月1日 - 呉市営バスから全路線を移管[新聞 1]（呉市営バスは3月31日限りで事業廃止）[63][64]。
- 2014年（平成26年）1月16日 - 社内カンパニー制を廃止[32]。
- 2015年（平成27年）7月13日 - ミャンマーの国鉄へ路面電車を3台譲渡[65]。
- 2020年（令和2年）
  - 1月22日 - 電車運転士に対するスマートフォン試験用アプリを使った運行支援・勤怠管理の実証実験を発表[66]。
  - 2月29日 - 宮島対岸の宮島口に新しい旅客ターミナル開業。4月2日には併設の商業施設「etto」（エット）オープン[新聞 2]。

## 鉄道・軌道事業
鉄道・軌道事業は、2014年1月より電車事業本部が担当しており、その下に電車企画部、電車営業部、電車技術部を置いている。軌道線6路線19.0km と、鉄道線1路線16.1 km の総延長35.1kmの路線を持つ。どちらも軌間1435mm、直流600V電化。年間輸送人員は約5500万人（市内線 : 3780万8000人、宮島線 : 1719万3000人） で、軌道線と鉄道線を合わせた輸送人員と路線延長は、路面電車としては日本一である。2016年3月末時点の一日平均利用者数は市内線10.6万人、宮島線4.8万人である。

### 路線の概要
路線名・区間・延長は、広島電鉄のウェブサイトにおける「路線一覧・運行系統」に基づく。なお下記のほか、旧本線の的場町 - 稲荷町間、旧皆実線の的場町 - 比治山下間が2025年8月のダイヤ改正から休止状態となっているが、改正後の扱いは不明である。
| 路線名 | 路線名 | 延長    | 運行系統 | 運行系統 | 運行系統 | 運行系統 | 運行系統 | 運行系統 | 運行系統 | 運行系統 | 区間                                        | 停留場数 |
| ------ | ------ | ------- | -------- | -------- | -------- | -------- | -------- | -------- | -------- | -------- | ------------------------------------------- | -------- |
| 軌道線 | 本線   | 5.2 km  | 1号線    | 2号線    | 3号線    | 5号線    | 6号線    | 7号線    | 8号線    | 9号線    | 広島駅(M01) - 広電西広島（己斐）(M18)       | 17       |
| 軌道線 | 宇品線 | 5.9 km  | 1号線    |          | 3号線    | 5号線    |          | 7号線    |          |          | 紙屋町 (M07/M08) - 広島港（宇品） (U18)     | 19       |
| 軌道線 | 江波線 | 2.6 km  |          |          |          |          | 6号線    |          | 8号線    | 9号線    | 土橋 (M12) - 江波 (E06)                     | 7        |
| 軌道線 | 横川線 | 1.4 km  |          |          |          |          |          | 7号線    | 8号線    |          | 十日市町 (M11) - 横川駅 (Y04)               | 5        |
| 軌道線 | 皆実線 | 2.2 km  |          |          |          | 5号線    |          |          |          |          | 稲荷町 (M02) - 皆実町六丁目 (U09)           | 7        |
| 軌道線 | 白島線 | 1.2 km  |          |          |          |          |          |          |          | 9号線    | 八丁堀 (M05) - 白島 (W04)                   | 5        |
| 鉄道線 | 宮島線 | 16.1 km |          | 2号線    |          |          |          |          |          |          | 広電西広島（己斐） (M18) - 広電宮島口 (M38) | 22       |

- 停留場数には臨時駅を含む。また紙屋町停留場は紙屋町東・紙屋町西をあわせて1停留場と数える。

軌道線
市内線と総称される。ほぼ全線が併用軌道。各路線間で直通運転が行われており、合計8つの運行系統（0号線は除外）を持つ。広島電鉄の電車は運行系統を1号線、2号線…というように「○号線」と呼んでいる（広島電鉄のバスや広島バスも同様）。
2号線（広電西広島 - 紙屋町東/西 - 広島駅）は全て連接車で運行されている（ダイヤが乱れた際などは例外あり）。また、日中の1号線（広島港 - 紙屋町東 - 広島駅）は連接車と単行車が混ざって運行、通勤・通学時間帯には5・8号線でも一部が連接車で運行されている。
毎年8月6日の原爆忌には8時15分に乗務員や乗客が1分間の黙祷を行う。原爆ドーム付近を走行している電車は8時15分近くになると近くの停留場に臨時停車する。
日本の路面電車ではもっとも早く初電が発車する。
鉄道線
宮島線のみが該当し、西日本旅客鉄道（JR西日本）山陽本線とほぼ並行する。全線が専用軌道。軌道線と広電西広島（己斐）駅でつながっており、直通運転を行っている。詳しくは「広島電鉄宮島線」の項目を参照。宮島線で運行される2号線は原爆ドーム前停留場の目の前にある原爆ドームと、広電宮島口駅を最寄り駅とする厳島神社との2つの世界遺産を結んでいる。

### 運行系統

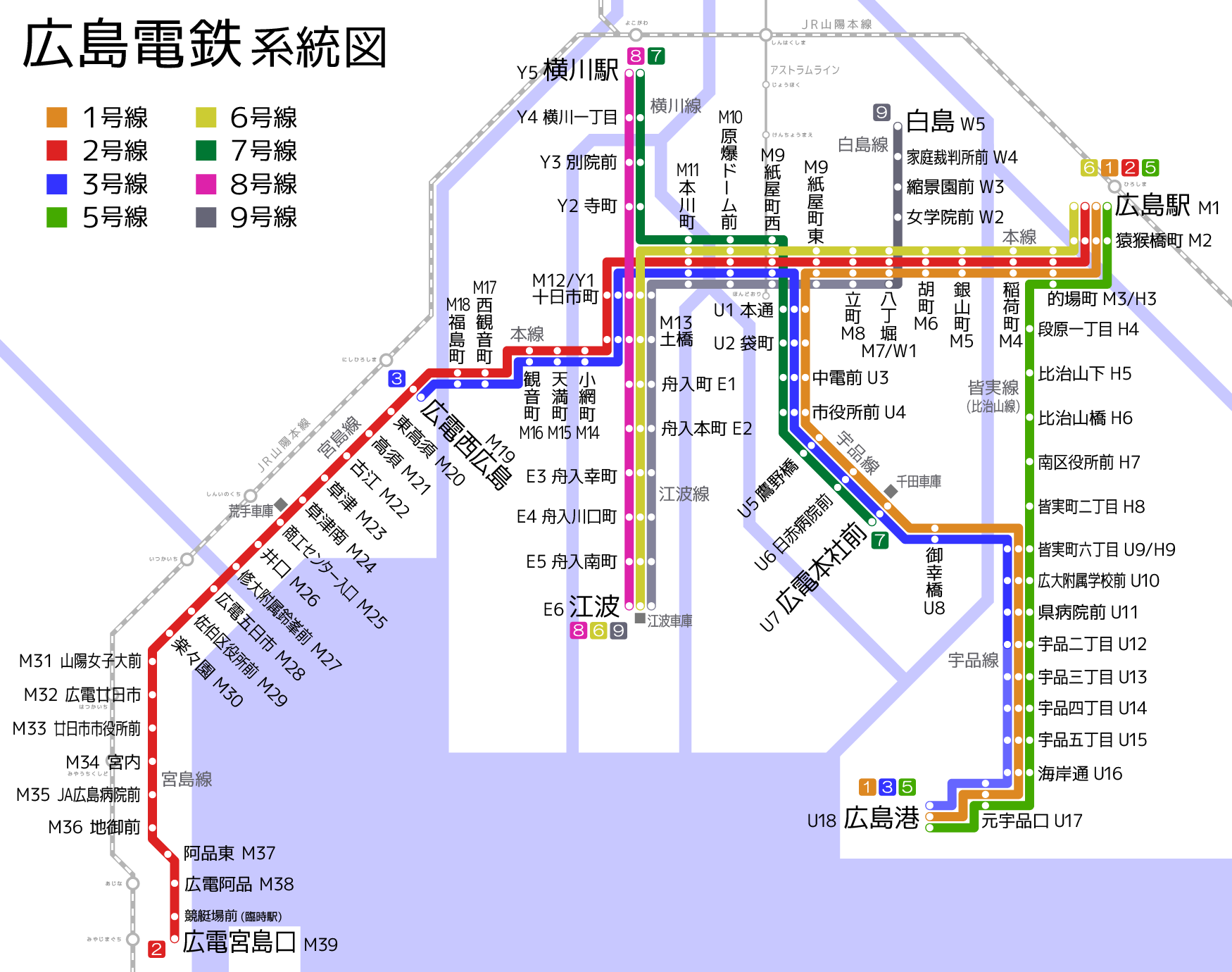
広島電鉄電車系統図（2025年8月2日まで）

2025年8月3日ダイヤ改正時点のもの。それぞれの系統は「○号線」と称している。
| 系統  | 運行区間                                          | 停留場数 | 所要時間 | 運行間隔 | 備考 |
| ----- | ------------------------------------------------- | -------- | -------- | -------- | --- |
| 1号線 | 広島駅 - 紙屋町 - 広島港（宇品）                  | 25       | 44分     | 12分     | 一部便は広電本社前または宇品二丁目行き。連接車及び単行車で運転。千田車庫管轄。 2023年8月28日より、広電本社前 - 広島港（宇品）間で一部連接車でのワンマン運転を実施。2024年3月25日改正より全ての連接車でワンマン運転を実施。 2025年8月4日からは平日朝に広島港（宇品）方面に限り快速便が実証運行されている。 |
| 2号線 | 広島駅 - 八丁堀 - 広電西広島 - 広電宮島口         | 37       | 66分     | 10分     | 連接車で運転。荒手車庫管轄。 単行車にも「広島駅」「西広島（己斐）」の行先表示は用意されているが、定期運行はない。 過去に運行された広島港・広電本社前発着の宮島線直通列車のために「西広島（己斐）」「商工センター入口」「宮島口」には黒文字の「0号線」の行先表示も用意されているが、2号線の行先表示を流用することがあった。 また、平日朝に運行されている広電本社前行きは0号線の行先表示が使われていたが、2025年現在では3号線の行先表示が使われている。 |
| 3号線 | 広電西広島 - 紙屋町 - 広電本社前 【→ 宇品二丁目】 | 29       | 34分     | 15分     | 2023年7月24日の改正で広電本社前 - 広島港間の定期運行が廃止された。2024年4月16日に臨時で宇品二丁目行きが復活し、7月8日に定期運行化された。 千田車庫管轄。 |
| 5号線 | 広島駅 - 皆実町六丁目 - 広島港（宇品）            | 17       | 29分     | 12分     | 「比治山下経由」と案内される。千田車庫管轄。 |
| 6号線 | 広島駅 - 八丁堀 - 土橋 - 江波                     | 17       | 34分     | 15分     | 江波車庫管轄。 |
| 7号線 | 横川駅 - 十日市町 - 紙屋町西 - 広島港             | 26       | 48分     | 12分     | 一部便は広電本社前行き。行先表示は「宇品二丁目」も用意されているが、定期運行はない。 2023年7月24日の改正で広電本社前 - 広島港間が延長された。 千田車庫管轄（2019年3月までは江波車庫管轄）。 |
| 8号線 | 横川駅 - 十日市町 - 土橋 - 江波                   | 12       | 24分     | 15分     | 江波車庫管轄。 |
| 9号線 | 【江波 - 土橋 -】八丁堀 - 白島                    | 5        | 8分      | 10分     | 江波 - 八丁堀間は2往復のみ運転。江波車庫管轄。 |

- 【】内は一部の便のみ運行する区間
- 運行間隔は日中のもの。
- 停留場数には臨時駅を含まない。また紙屋町停留場は紙屋町東・紙屋町西をあわせて1停留場と数える。
- 4号線は欠番。
- いずれの系統も、一部の区間のみを運行する便がある。
- 上記のほか、日赤病院前行き、臨時系統、訓練車などはまとめて0号線（）として表記されている。

なお、「7号線」は1971年（昭和46年）5月6日までは広島駅と横川駅を結ぶ系統であった。2003年4月20日に横川駅 - 広電本社前の系統として復活した（臨時運行のみ広島港まで延長。2023年7月24日の改正で定期運行でも広島港まで延長）。

### 未成線
広島瓦斯電気時代に、広島市から呉市を結ぶ鉄道路線敷設を計画した。1919年（大正8年）12月20日に申請。計画では、呉側の終点は三津田橋周辺を計画。さらに、本通りまで軌道路線敷設の特許申請を行っていた。その時は、省線（呉線）との競合路線になることより却下された。その後、路線短縮を行い広島から船越間に変更し、1926年（大正15年）2月18日に免許を取得した。日本製鋼所広島製作所への通勤輸送を目的にしたが、当初の南側の路線計画では、川船の往来妨害になることより断念。その後に計画された北側の路線計画では、省線と競合路線になることで、度々申請されていた工事着工延期申請を却下。1931年（昭和6年）8月5日に免許は失効した。電車宮島駅（現・広電宮島口駅）から山口県岩国市への路線敷設申請も行われたが免許取得はできなかった。また、横川から甲田町（現・安芸高田市）の甲立までの路線計画も存在した。
また、広島商工会議所が1927年（昭和2年）に発刊した『大広島の建設』で、横川線を延伸して江波に至る路線（後に江波線として実現）、的場町から段原町を経由して鷹野橋に至る路線（後に皆実線として実現）、己斐から観音橋・住吉橋・鷹野橋を経由して段原町に至る路線、横川から白島を経由して広島駅に至る路線、猿猴橋から尾長町を経由して府中に至る路線が提案され、それを受けて広島瓦斯電軌は青写真を作成し検討されたが、大半は実現しなかった。
戦時中の1945年（昭和20年）7月に、三菱重工業広島機械製作所への工員輸送のため、天満町から昭和新開（現・観音新町）間（約3km）の特許を得た。資材は、三菱重工業からの提供および白島線の単線化で賄うとされた。しかし、同年8月の広島市への原爆投下で市内線は壊滅的な被害を受け工事に着手できず、1959年（昭和34年）に起業廃止申請を行い特許は失効した。

### 沿線風景

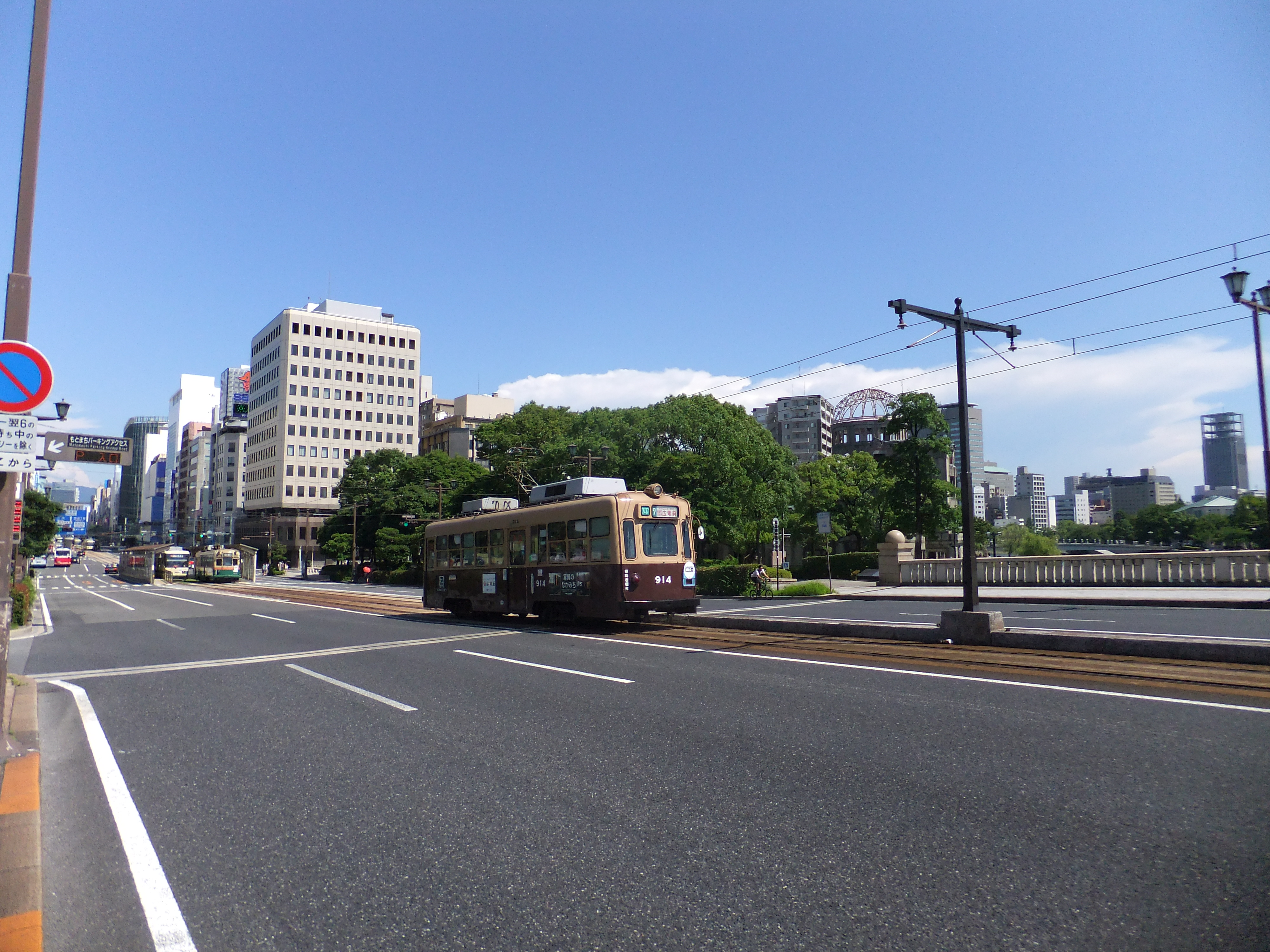
広電本社行 原爆ドーム前付近
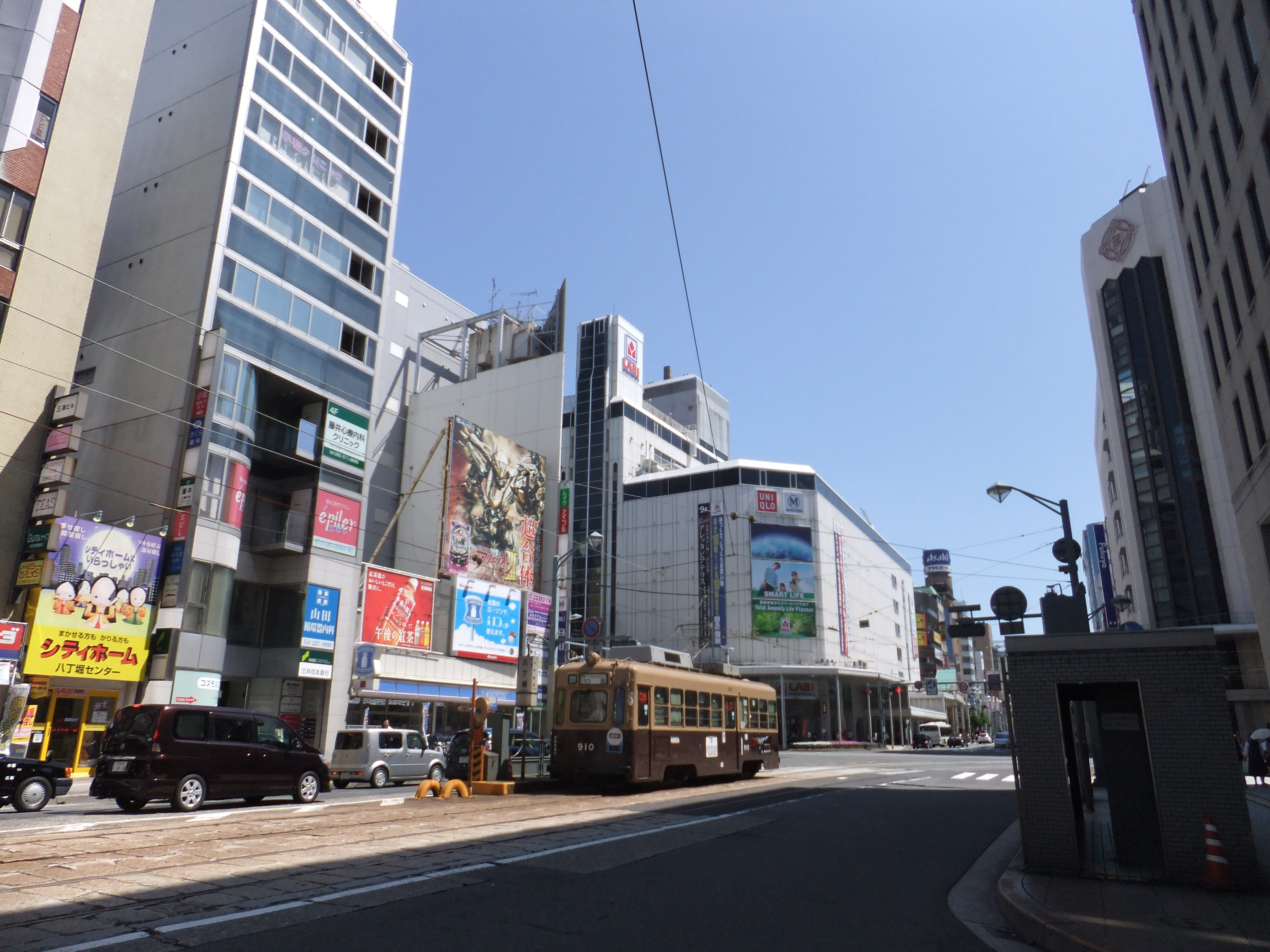
八丁堀停留場 白島線側
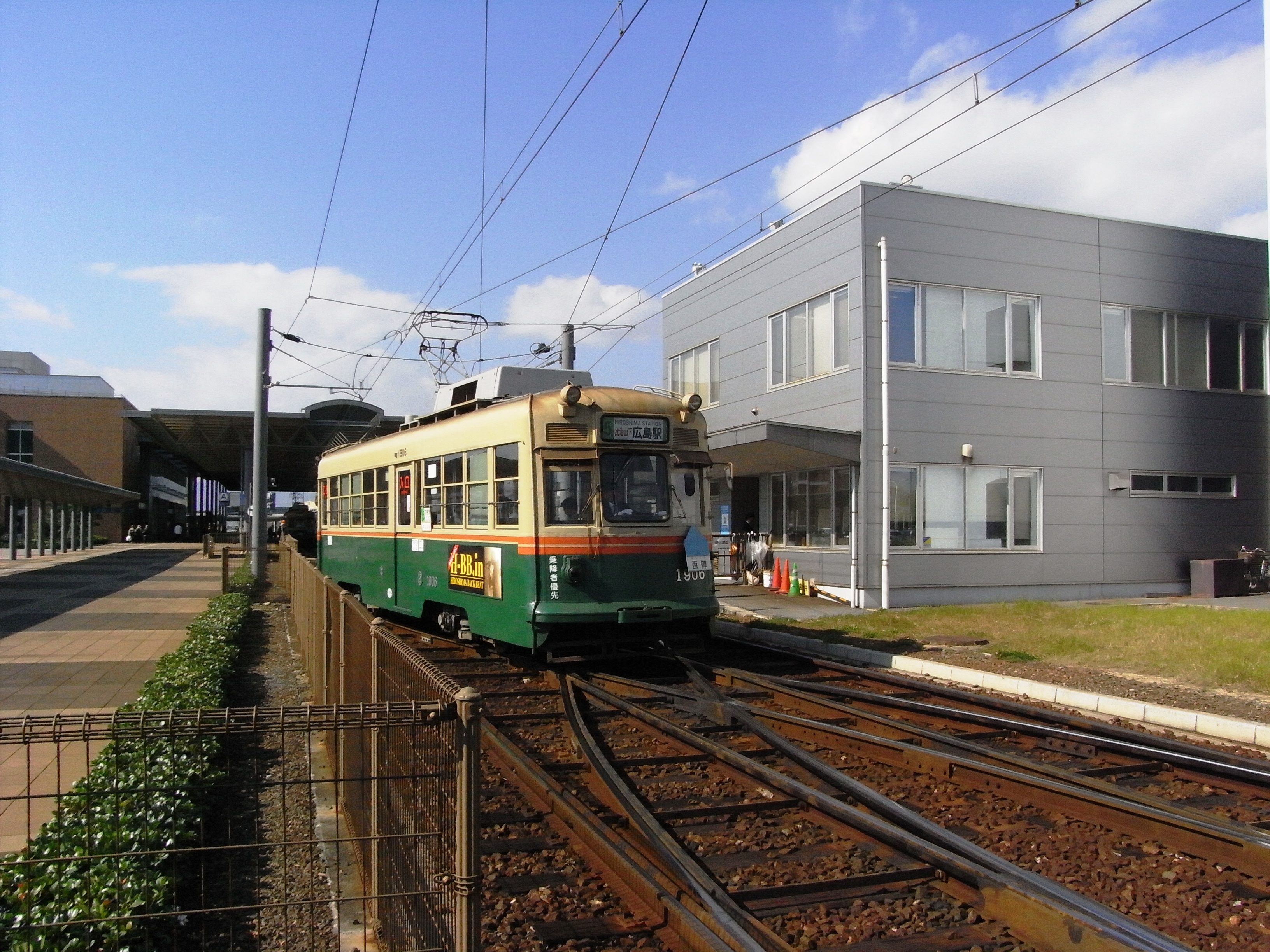
広島港周辺
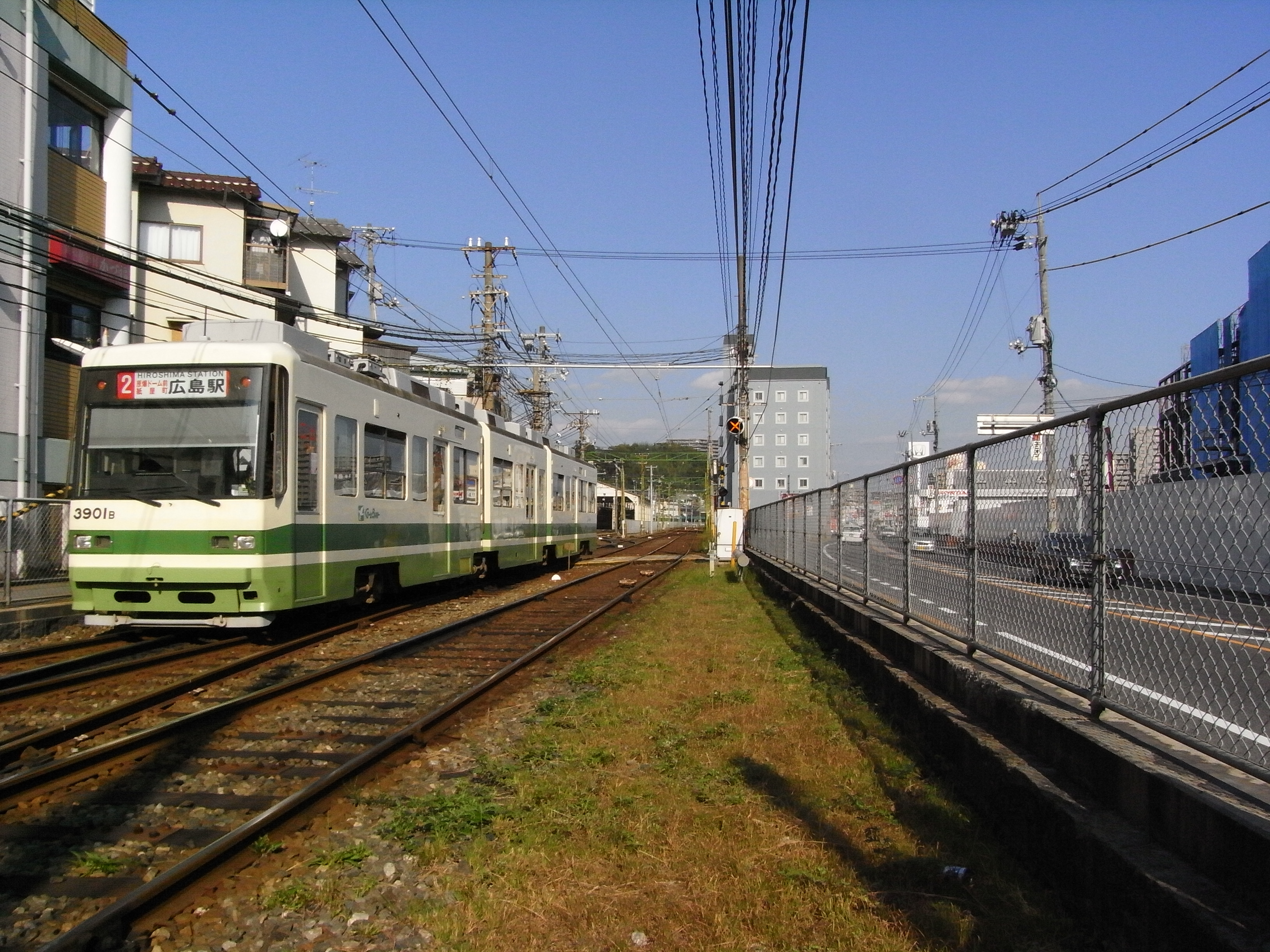
荒手車庫周辺
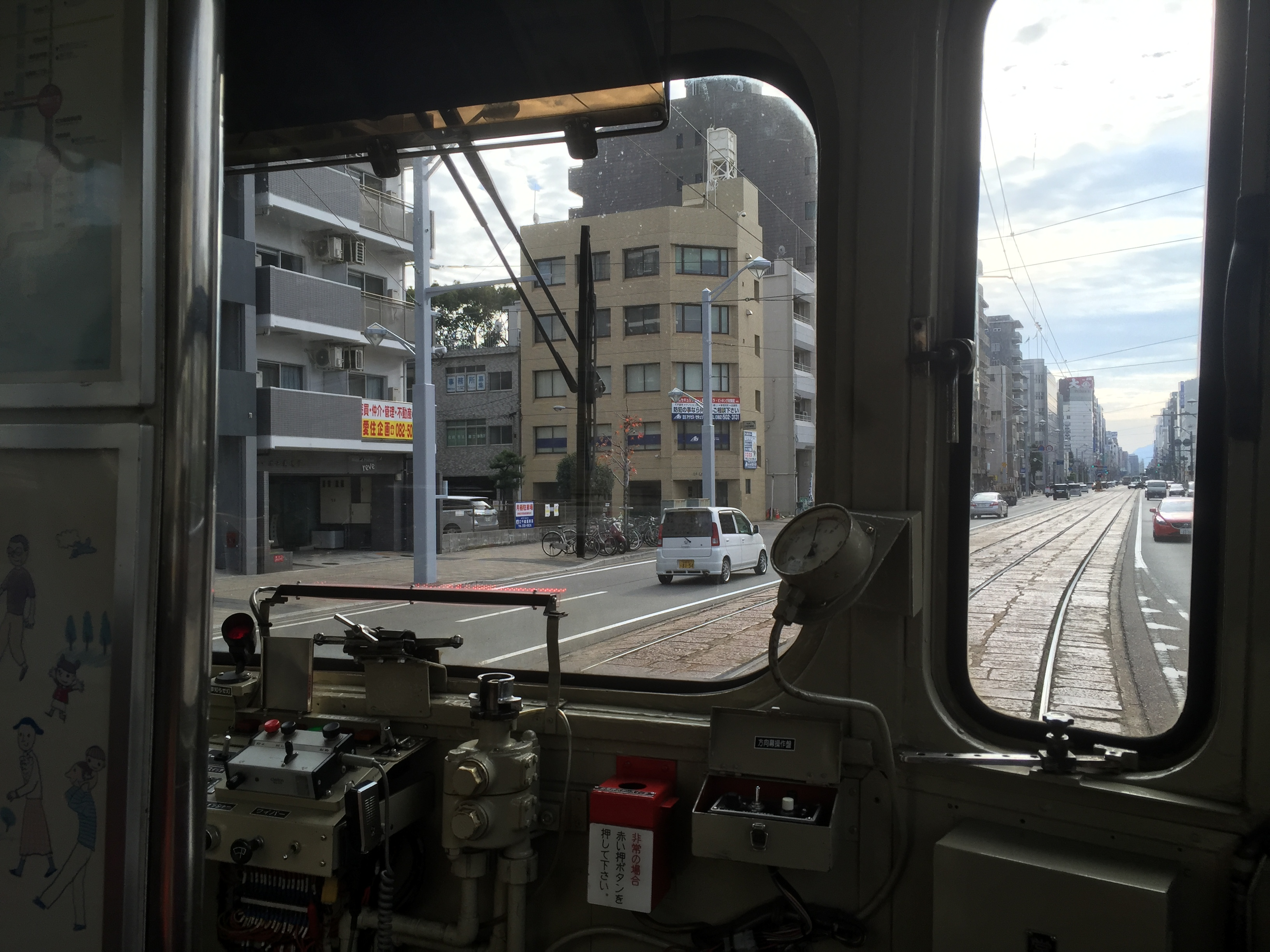
白島線車内より眺めた路線
- ビデオ

### 運賃・乗車方法
現行の運賃は2025年2月1日に改定されたものであり、現金の場合と新決済システムMOBIRY DAYSの場合で異なる運賃体系を採用している。現金の場合は市内線・宮島線共に大人240円・小児120円の均一制、MOBIRY DAYSの場合は市内線は大人220円・小児110円の均一制、宮島線は区間制のMOBIRY DAYS運賃を適用している。なお1968年から2025年まで、白島線のみの乗車の場合は通常の市内線運賃より低廉な運賃を適用していたが、2025年にこの措置は廃止されている。大人あるいは小児1人につき同伴の幼児を3人まで無賃、障害者の介助者2人までを無賃にしている。
運賃後払い方式を採用しており、電車降車時に現金やICカード等で運賃箱へ直接支払う。切符の販売はない（多客時の臨時販売を除く）。単行車（単車）は、車体中央扉から乗車し、前方扉から降車する。連接車は、車体中央2か所の扉から乗車し、両端の扉から降車する。
回数券は2009年10月いっぱいで販売を終了した後も、引き続き利用可能であった が、2019年12月31日で利用を終了し、払い戻しも2020年3月31日で終了した。
ICカードは広島県バス協会のPASPYが2025年3月29日まで利用できた。

#### 運賃の変遷
| 年月日                 | 運賃体系   | 運賃    | 運賃 （白島線） | 備考                                                           |
| ---------------------- | ---------- | ------- | --------------- | -------------------------------------------------------------- |
| 1912年11月23日（開業） | 区間制運賃 | 2銭     | -               | 1区間の場合、2区間以上1区間ごとに2銭加算                       |
| 1918年11月29日         | 均一制運賃 | 3銭     | -               |                                                                |
| 1919年11月20日         | 均一制     | 4銭     | -               |                                                                |
| 1922年4月12日          | 区間制運賃 | 3銭     | -               | 1区間の場合、2区間以上1区間ごとに1銭加算                       |
| 1926年11月11日         | 均一制運賃 | 5銭     | -               |                                                                |
| 1942年4月10日          | 均一制運賃 | 7銭     | -               |                                                                |
| 1944年4月22日          | 均一制運賃 | 10銭    | -               |                                                                |
| 1946年2月1日           | 均一制運賃 | 20銭    | -               |                                                                |
| 1946年7月1日           | 均一制運賃 | 30銭    | -               |                                                                |
| 1947年3月1日           | 均一制運賃 | 40銭    | -               |                                                                |
| 1947年8月7日           | 均一制運賃 | 1円     | -               |                                                                |
| 1948年2月4日           | 均一制運賃 | 2円     | -               |                                                                |
| 1948年5月18日          | 均一制運賃 | 3円50銭 | -               |                                                                |
| 1948年8月10日          | 均一制運賃 | 6円     | -               |                                                                |
| 1950年5月15日          | 均一制運賃 | 8円     | -               |                                                                |
| 1951年11月15日         | 均一制運賃 | 10円    | -               |                                                                |
| 1954年11月10日         | 均一制運賃 | 13円    | -               | 往復25円                                                       |
| 1962年3月20日          | 均一制運賃 | 15円    | -               |                                                                |
| 1965年8月28日          | 乗切制運賃 | 15円    | -               | 乗切制導入                                                     |
| 1968年1月16日          | 乗切制運賃 | 20円    | 15円            | 白島線別運賃導入                                               |
| 1970年6月25日          | 乗切制運賃 | 30円    | 20円            |                                                                |
| 1973年1月15日          | 乗切制運賃 | 40円    | 30円            |                                                                |
| 1974年10月17日         | 乗切制運賃 | 60円    | 40円            |                                                                |
| 1976年11月14日         | 乗切制運賃 | 70円    | 50円            |                                                                |
| 1978年11月24日         | 乗切制運賃 | 80円    | 60円            | 暫定運賃（本線のみ）                                           |
| 1979年11月1日          | 乗切制運賃 | 90円    | 60円            | 暫定運賃解除                                                   |
| 1981年4月1日           | 乗切制運賃 | 100円   | 70円            | 暫定運賃（本線のみ）                                           |
| 1982年2月1日           | 乗切制運賃 | 110円   | 70円            | 暫定運賃解除                                                   |
| 1983年12月1日          | 乗切制運賃 | 120円   | 80円            |                                                                |
| 1989年12月9日          | 乗切制運賃 | 130円   | 90円            | 乗継時50円加算 消費税導入による改定                            |
| 1997年11月1日          | 乗切制運賃 | 150円   | 100円           | 乗継時0円加算 2001年4月10日から2002年4月9日まで社会実験で120円 |
| 2014年4月1日           | 乗切制運賃 | 160円   | 110円           | 乗継時0円加算 消費税増税による改定。                           |
| 2017年8月1日           | 乗切制運賃 | 180円   | 130円           |                                                                |
| 2019年10月1日          | 乗切制運賃 | 190円   | 130円           | 消費税増税による改定                                           |
| 2022年11月1日          | 乗切制運賃 | 220円   | 160円           | 広島市地域公共交通利便増進実施計画の認可による改定             |
| 2025年2月1日           | 乗切制運賃 | 240円   | 240円           |                                                                |

| 年月日                | 運賃体系                   | 運賃                                                                                  | 備考                                                          |
| --------------------- | -------------------------- | ------------------------------------------------------------------------------------- | ------------------------------------------------------------- |
| 1922年8月22日（開業） | 区間制運賃                 | 2区間まで1区間ごとに4銭加算 3区間以上1区間ごとに3銭加算                               |                                                               |
| 1942年4月1日          | 対キロ運賃                 | 対キロ2.16銭                                                                          | 対キロ運賃導入                                                |
| 1944年4月1日          | 対キロ運賃                 | 対キロ2.50銭                                                                          |                                                               |
| 1945年4月1日          | 対キロ運賃                 | 対キロ3.00銭                                                                          |                                                               |
| 1946年4月1日          | 対キロ運賃                 | 対キロ7.50銭                                                                          |                                                               |
| 1947年3月1日          | 対キロ運賃                 | 対キロ9.50銭                                                                          |                                                               |
| 1947年7月7日          | 対キロ運賃                 | 対キロ35銭                                                                            |                                                               |
| 1948年5月1日          | 対キロ運賃                 | 対キロ1円45銭                                                                         | 国鉄運賃改定に伴う運賃改定                                    |
| 1951年11月15日        | 対キロ運賃                 | 対キロ1円90銭                                                                         | 遠距離逓減制運賃導入                                          |
| 1952年12月1日         | 対キロ運賃                 | 対キロ2円20銭                                                                         |                                                               |
| 1953年3月20日         | 対キロ運賃                 | 対キロ2円25銭                                                                         | 国鉄運賃改定に伴う運賃改定                                    |
| 1954年11月10日        | 対キロ運賃                 | 対キロ2円70銭                                                                         |                                                               |
| 1957年7月1日          | 対キロ運賃                 | 対キロ3円05銭                                                                         |                                                               |
| 1962年3月20日         | 区間制運賃                 | 10-50円5区間                                                                          | 区間制運賃導入                                                |
| 1965年8月28日         | 区間制運賃                 | 15円、1区間ごとに10円加算（6区間）                                                    |                                                               |
| 1968年1月16日         | 区間制運賃                 | 20円、1区間ごとに10円加算（6区間）                                                    |                                                               |
| 1970年6月25日         | 区間制運賃                 | 20円、1区間ごとに10円加算（7区間）                                                    |                                                               |
| 1973年1月15日         | 対キロ運賃                 | 1-3kmまで30円、4-6kmまで40円、 7-17kmまで2km毎10円加算                                |                                                               |
| 1974年10月17日        | 対キロ運賃                 | 1-3kmまで40円、 4-17kmまで3km毎20円加算                                               |                                                               |
| 1976年11月4日         | 対キロ運賃                 | 1-3kmまで60円、 4-17kmまで3km毎20円加算                                               |                                                               |
| 1978年11月24日        | 対キロ運賃                 | 1-3kmまで70円、 4-17kmまで3km毎20円加算                                               |                                                               |
| 1981年4月1日          | 対キロ運賃                 | 1-3kmまで80円、 4-17kmまで3km毎20円加算                                               |                                                               |
| 1983年12月1日         | 対キロ運賃                 | 1-3kmまで90円、4-6kmまで110円、 7-10kmまで140円、11-14kmまで160円、 15-17kmまで180円  |                                                               |
| 1989年12月9日         | 対キロ運賃                 | 1-3kmまで100円、4-6kmまで120円、 7-10kmまで150円、11-14kmまで170円、 15-17kmまで190円 | 消費税導入による改訂                                          |
| 1997年11月1日         | 対キロ運賃                 | 1-3kmまで120円、4-6kmまで140円、 7-10kmまで170円、11-14kmまで190円、 15-17kmまで210円 | 消費税増税による改訂 2014年4月1日の消費税増税時は運賃据え置き |
| 2017年8月1日          | 対キロ運賃                 | 1-3kmまで140円、4-6kmまで160円、 7-10kmまで190円、11-14kmまで210円、 15-17kmまで230円 |                                                               |
| 2025年2月1日          | （現金） 乗切制運賃        | 240円                                                                                 |                                                               |
| 2025年2月1日          | （MOBIRY DAYS） 対キロ運賃 | 1-3kmまで150円、4-6kmまで170円、 7-10kmまで200円、11-14kmまで210円、 15-17kmまで220円 |                                                               |

| 年月日         | 運賃の取扱い                                                                                               | 備考                                   |
| -------------- | --- | -------------------------------------- |
| 1978年11月24日 | 鉄道10円引+軌道10円引                                                                                      | 鉄軌道連絡割引導入、軌道側の運賃は暫定 |
| 1979年11月1日  | 鉄道10円引+軌道20円引                                                                                      | 軌道側の運賃の暫定解除                 |
| 1981年4月1日   | 鉄道15円引+軌道35円引                                                                                      |                                        |
| 1983年12月1日  | 鉄道30円引+軌道30円引                                                                                      |                                        |
| 1989年12月9日  | 鉄道30円引+軌道40円引                                                                                      |                                        |
| 1997年11月1日  | 鉄道50円引+軌道40円引                                                                                      |                                        |
| 2014年4月1日   | 鉄道70円引+軌道40円引                                                                                      |                                        |
| 2019年10月1日  | 鉄道線1-3kmまで鉄道40円引+軌道100円引、 4-17kmまで鉄道50円引+軌道100円引                                   |                                        |
| 2022年11月1日  | 鉄道線1-3kmまで鉄道40円引+軌道100円引、 4-6kmまで鉄道60円引+軌道100円引、 7-17kmまで鉄道80円引+軌道100円引 |                                        |
| 2025年2月1日   | 一律240円                                                                                                  |                                        |

#### 乗換制度・乗換券
広島電鉄では、乗車中の電車で目的地まで直通できない場合に、各路線の接続停留場である広電西広島、土橋、十日市町、紙屋町（紙屋町東・紙屋町西）・本通、八丁堀、稲荷町、皆実町六丁目および系統の起終点となる日赤病院前（下りのみ）、広電本社前、宇品二丁目の各停留場にて以下の条件で当日中に乗り換える場合に限り、通しの運賃で乗車可能な制度がある。
- 乗車停留場から目的地までの直通運行系統がない場合[105]
- 乗換指定停留場まで行けば、目的地までの電車の運行本数が増える場合[105]

乗り換えの際には、現金決済の場合は最初の電車下車時に運賃精算と同時に「乗換券」 を受け取り、次の電車の下車時に「乗換券」と共に必要に応じて差額を支払う。ICカードの場合は乗り換え時間が30分以内なら通常の決済方法で自動的に乗換制度を適用していた。
2019年10月1日から「市内線ICカード再乗車サービス」として、ICカードで乗車する場合に限り、市内線の全停留場で降車した停留場から60分以内に再乗車する電車では、後戻り乗車になっていない限り運賃を引き去らないサービスを開始した。

#### フリー乗車券
2020年3月10日に改訂され、次の3種類のフリー乗車券を紙式スクラッチ方式及び、スマートフォンで購入・利用できるデジタルチケットとして販売している。紙式スクラッチ方式のフリー乗車券は電車内（広島たびパスを除く）や広島駅電車案内所・電車定期券売場などにおいて、デジタルチケットはクレジットカードで広島電鉄が運営するデジタルチケットサービス「MOBIRY TRAVEL」において購入できる。
電車一日乗車券 (1Day Streetcar Pass)（紙）・広電電車乗車券（デジタルチケット）
路面電車（市内線・宮島線）全線に乗車可能なフリー乗車券。紙は1日券の1種類、デジタルチケットは8時間券、24時間券の2種類があり、有効期間は1日（紙）、8時間または24時間（デジタルチケット）。販売価格は広電電車乗車券（8時間）（デジタルチケット）大人600円、小児300円、電車一日乗車券（紙）・広電電車乗車券（24時間）（デジタルチケット）大人700円、小児350円。
一日乗車乗船券 (1Day Streetcar & Ferry Pass) ・広電電車乗車乗船券（デジタルチケット）
路面電車全線と宮島松大汽船（宮島口桟橋 - 宮島桟橋）に乗車可能なフリー乗車券。有効期間は1日（紙）または24時間（デジタルチケット）。宮島ロープウエー（紅葉谷 - 獅子岩）の割引特典がある。大人900円、小児450円。
広島たびパス (Visit Hiroshima Tourist Pass)
2019年4月15日から販売されているフリー乗車券。紙は1dayパス、2dayパス、3dayパスの3種類、デジタルチケットは24時間券、48時間券、72時間券の3種類があり、路面電車全線・宮島松大汽船と、指定区間内の路線バス（他社も含む）が乗車可能である。販売価格は1dayパス（紙）・24時間券（デジタルチケット）1,000円、2dayパス（紙）・48時間券（デジタルチケット）1,500円、3dayパス（紙）・72時間券（デジタルチケット）2,000円。広島県バス協会が企画したフリー乗車券のため、広電のほか広島バスの窓口でも販売している。
なお、2020年3月9日までは路面電車全線・宮島松大汽船と、指定区間内の路線バス（他社も含む）、一部の高速バス（1dayパスを除く）が乗車可能で、販売価格は1dayパス1,000円、2dayパス4,000円、3dayパス8,000円であった。広電のほか広島バス、芸陽バス、おのみちバス、中国バス、備北交通、いわくにバスの窓口でも販売していた。

#### 貸切
平日10:00-16:00の間で、1行程15,000円（市内線）で電車一両を貸し切ることができる。鉄軌道直通・宮島線内も別料金で連接車を貸切可能。基本的には車両の指定はできないが、平和学習に用いる場合は被爆電車650形を指定できる。

### 今後の予定

#### 駅前大橋線および環状線の建設

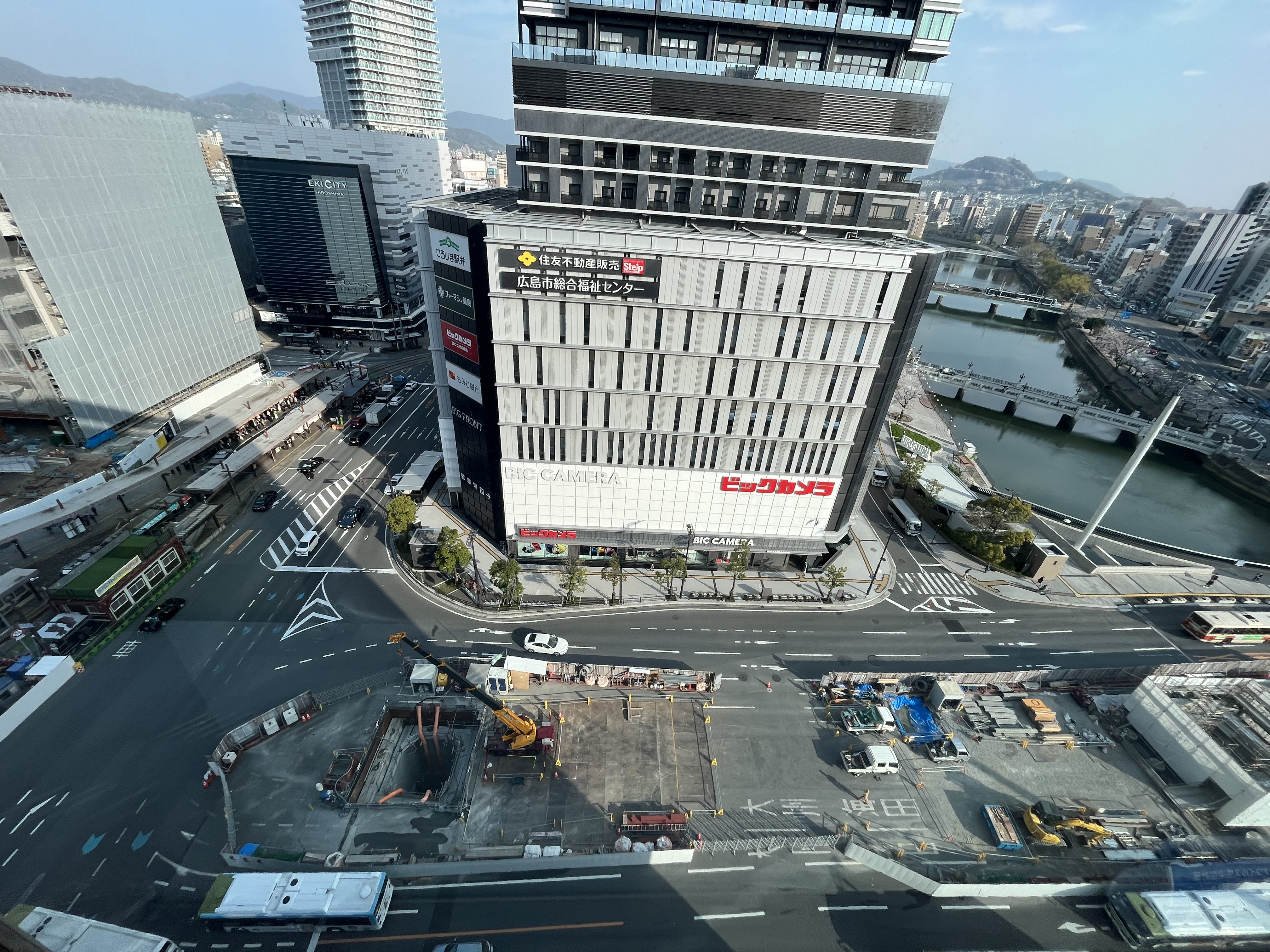
広島電鉄駅前大橋線の建設過程。（2023年3月）

2010年（平成22年）6月29日の広島電鉄の取締役会で社長に就任した越智秀信は就任前の5月12日、JR広島駅と広島市南区稲荷町を結ぶ路面電車の新路線「駅前大橋線」の、2016 - 17年の運行開始を目指す考えを明らかにした。
その後、乗り入れ方法についてJR側は広島駅建て替えを含めた高架乗り入れ、広電側は地下乗り入れを希望しているとされた。その後、2013年1月の越智社長の解任で、方針を見直すとされ、同月18日に高架式に方針転換すると社長が明らかにした。
広島市は学識経験者等で構成する「広島駅南口広場再整備に係る基本方針検討委員会」を設置し、2010年（平成22年）8月31日に第1回会合が開催され、路面電車の駅前大橋ルートを含めて、検討が行われた。2013年6月、検討委員会としては「高架式」で見解が一致。2013年（平成25年）8月から2014年（平成26年）5月にかけて4回の住民説明会を実施 した。当初の案では、駅前を東寄りに迂回していた本線の広島駅 - 稲荷町間の現ルートを廃止し、稲荷町から駅前大橋を通る軌道を新設。駅前大橋で高架に上がり広島駅ビルに乗り入れる方針となった。また、皆実線も駅前大橋ルートへの接続が的場町経由（すなわちこの場合皆実線のルートは比治山下→段原一丁目→的場町→広島駅となる）では困難なため、皆実線の比治山町交差点（比治山下 - 段原一丁目間）から松川町交差点経由で稲荷町に接続し、駅前大橋方面に向かうルートに変更されることとなった。このルート変更に合わせて本線の稲荷町 - 広島駅間・皆実線の比治山町交差点 - 的場町間を廃線とし、両区間上の猿猴橋町・的場町・段原一丁目の三つの停留場を廃止、的場町・段原一丁目両停留場の代わりに松川町地区に停留場を新設する計画となった。さらに、廃止される各停留場の周辺住民への救済措置として、広島駅を起点として広電バス等による代行バス運行が予定されていた。しかし、周辺住民からは停留場の廃止 や代替バスの運用形態（広島駅が起点となるバスルートの場合、繁華街の八丁堀・紙屋町方面へは乗り継ぎが必至となる）などに対する 反対意見が多く、広島市側も引き続き検討を重ねることとなった。しかし、2014年1月の第3回地元説明会の段階では、反対意見への対応として検討を重ねたものの、既存の皆実線を的場町停留場まで残す場合において、駅前大橋線との交差点となる駅前大橋南詰交差点に分岐点を設けることは、電車・自動車の走行安全性や信号運用の都合上厳しいことには変わりないことが確認された。この他、稲荷町交差点に的場町方面から広島駅方面に曲がる軌道を設置する（すなわち、比治山下→段原一丁目→的場町→稲荷町→広島駅）も提案された が、稲荷町交差点の通過距離の都合上厳しいと判断された。
2014年3月になって、的場町と段原一丁目の停留場廃止に反対していた沿線町内会から、その両停留場を含む環状線新設の要望書が提出された。検証の結果、この場合に本線稲荷町方面から皆実線段原一丁目方面へ新たに軌道を整備することになる的場交差点には信号上、走行安全性上支障がないことから実現可能だと判断された。
また環状線となれば、両停留場は存続し、広島駅には直行できなくなるものの、八丁堀・紙屋町方面へは直行できることから、住民の感触も概ね好意的で、また、広島市としても検討当時、市街中心部を循環する交通機関は、主に観光客の利用を想定したバス「めいぷる〜ぷ」しかなかったことから、電車の環状線開設によって回遊性が増加するということが市内の活性化に寄与すると判断。一方で猿猴橋町停留場は廃止となるものの、周辺にあるバス停が猿猴橋町停留場からすぐのところに集約されることから、関係各停留場周辺の利便性は確保されるとして、代行バス運行案は廃案の方向となった。
その後、JR西日本や広島電鉄との協議、検討委員会などを経て、2014年9月2日に『広島駅南口広場の再整備等に係る基本方針』を発表した。ここには、循環ルート便の提案や、元々は廃止予定の停留場の代わりだった松川町への停留場の新設・稲荷町のホーム増設もそのまま盛り込まれた。
2019年3月27日、広島電鉄は駅前大橋ルート及び循環ルートを整備する方針について公式発表した。2014年の広島市の公表案に沿って、「広島駅 -（駅前大橋）- 稲荷町 - （仮称）松川町 - 比治山下」間のルートを新設し、本線を駅前大橋経由として「広島駅 - 猿猴橋町 - 的場町」間を廃止、さらに「紙屋町 - 八丁堀 - 的場町 - 段原一丁目 - 皆実町六丁目 - 市役所前 - 紙屋町」の循環ルートの新設とそれに伴う的場町付近の軌道新設（稲荷町⇔段原一丁目方向）・停留場集約が盛り込まれた。広島電鉄は2019年4月に軌道法に基づく特許申請を行ない、以降は2020年度の工事着手、2025年夏の供用開始を目指している。
2025年4月24日、広島電鉄は駅前大橋線が2025年8月3日に開通予定であること、循環線については2026年春の開業を目指すこと、駅前大橋線開通から循環線開業までの間は的場町・段原一丁目の両停留場が休止となることを発表した。

#### 出島地区への延伸
2019年4月、広島市南区出島地区で造成中の埋め立て地への路線延伸計画が報道された。現在の宇品線の終点である広島港駅から広島市立広島特別支援学校南側に広がる埋め立て地まで1.2kmの区間を延長し、新たな終点には車両基地が建設される予定である。造成の完了する2024年度以降の着工を見込んでいる。

#### 本線クランク解消
広島電鉄は、1997年（平成9年）9月に広島駅と広電西広島駅の間を平和大通り・駅前通り・駅前大橋を介して結ぶ路線を新設する計画を発表して免許を申請した。広島駅と広電西広島駅の間は2号線で結ばれているが、途中に交差点を抱えて路線はクランク状に折れ曲がるため、長大列車を運行する上の課題となっている。平和大通りは幅が大変広く、複線軌道を敷設するには十分である。これにより、クランクを回避できると長大編成による拠点間の高速運行が可能となり、利便性が格段に向上するとされる。
発表直後から広島市や市民、運輸審議会を交えた折衝が数度にわたって行われたが、当時の広島市は、アストラムラインによる東西線建設を希望していた。しかし、広島市は巨額の財政赤字を抱え、新球場建設等の大型事業に着手、既存のアストラムラインの大幅な赤字、国による路面電車のLRT化の推進方針も重なり、既存の路面電車やバスを改善していく方向に公共交通機関の整備計画が見直された。さらに広島電鉄は、2002年（平成14年）頃までに数度にわたって修正した計画案（最終案では、平和大通り西端の西観音町停留場 - 江波線までのみ敷設）を発表したが、広島市による緑大橋の架け替え費用等の資金面で目途が立たず、同計画は棚上げ状態にある。

### 鉄軌道事業の歴史

#### 広島電気軌道時代

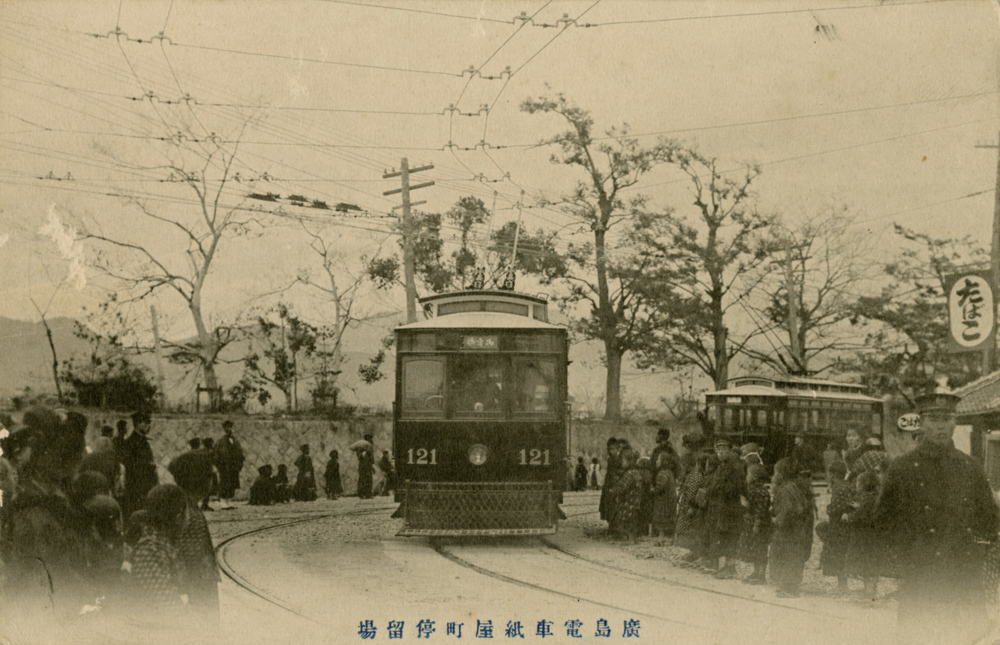
1912年（大正元年）紙屋町停留場

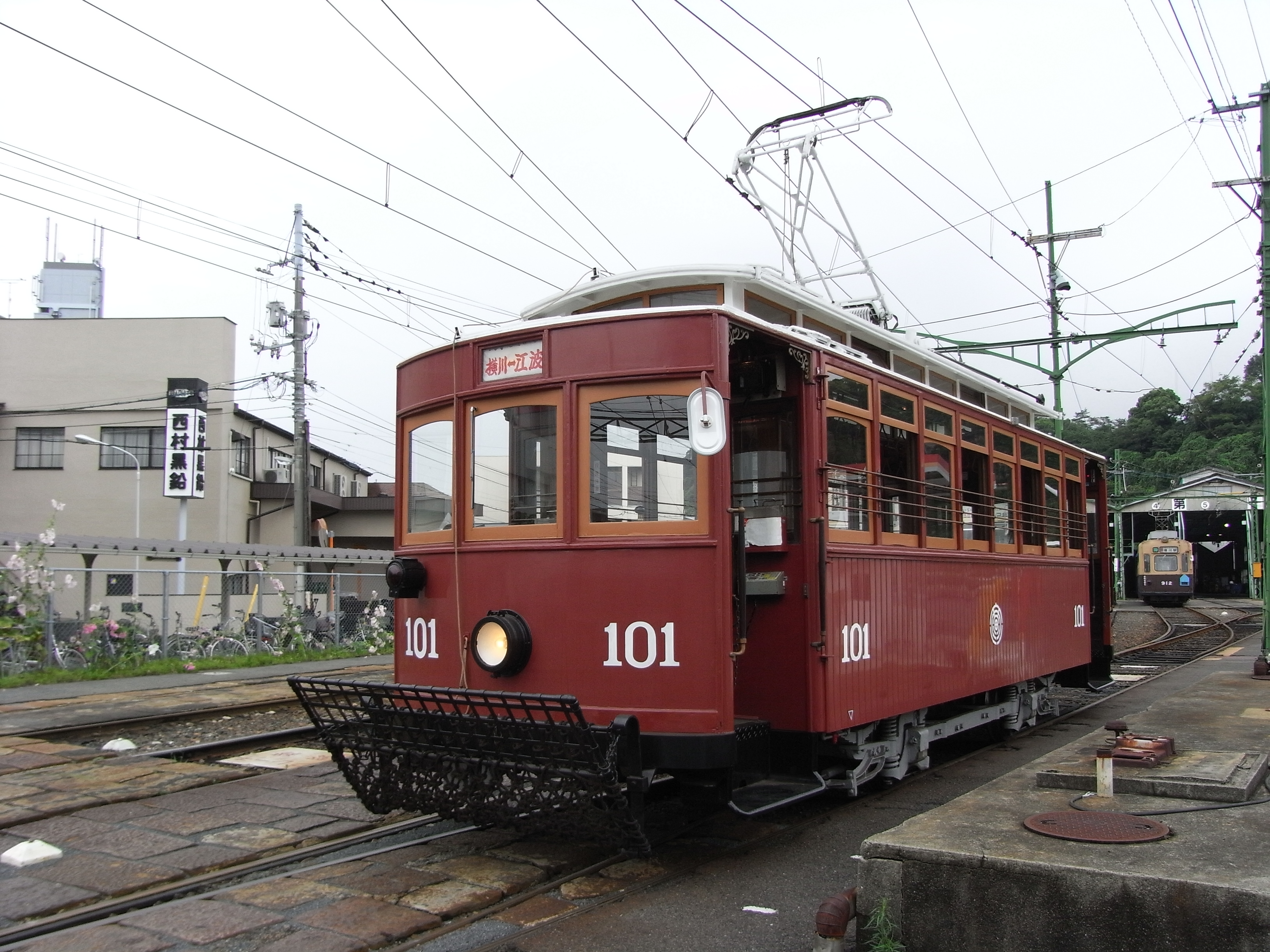
開業当時の電車を復元した100形

住民の増加による、広島城の堀の汚水による伝染病問題を解決するため、1908年（明治41年）に埋め立てを決定。埋め立てを契機に4件の軌道建設申請が出された。最終的に、四宮廣二、福澤桃介、松永安左エ門らによる東京系資本の「広島電気鉄道」との2社競願となったが、事前に話し合いにより解決していたことで、大林芳五郎や片岡直輝らにより設立された大阪系資本の「広島電気軌道」が、1910年（明治43年）2月7日に、広島駅-己斐間（現在の本線）、土橋-中島新橋-鷹野橋-御幸橋間（現在の宇品線の一部）、八丁堀-竹屋町-御幸橋間（実現せず）、十日市-横川間（現在の横川線）の路線敷設の特許を取得。同年6月18日に資本金300万円で設立された。その後、八丁堀-竹屋町-御幸橋間を紙屋町を経由する案に変更、新たに八丁堀-白島（現在の白島線）の特許を取得した。1911年（明治44年）7月に軌道敷設の第一期工事が開始される。なお1911年11月には城の外堀埋立が、翌1912年（大正元年）に運河として使われていた西塔川の埋立が終わり、のちに電車通りとなる相生通りや鯉城通りが整備される。
宮島線は、広島電気軌道による申請以前より、己斐から魚市場があった草津までの路線計画は存在した。1910年（明治43年）には、広島電気軌道のほか草津電気軌道や佐伯軽便鉄道が軌道条例に基づき申請したが、省線（山陽本線）と競合することより却下。1916年（大正5年）12月8日に、宮島電気軌道により特許申請され受理したが、関係町村との調整が不調に終わり計画中止になった。
1912年（大正元年）11月に、現在の宇品線の一部となる広島駅前から紙屋町を経由して御幸橋に至る区間と、現在の白島線になる八丁堀から白島に至る区間で開業した。開業のために後に100形（A形）になる車両（101-150号）を50両用意した。翌月には現在の本線となる紙屋町 - 己斐間が開通。1915年（大正4年）4月に御幸橋東詰から宇品間が開通した。ただ、当時は単線でかつ御幸橋から御幸橋東詰まで徒歩連絡を行っていた。

#### 広島瓦斯電軌時代

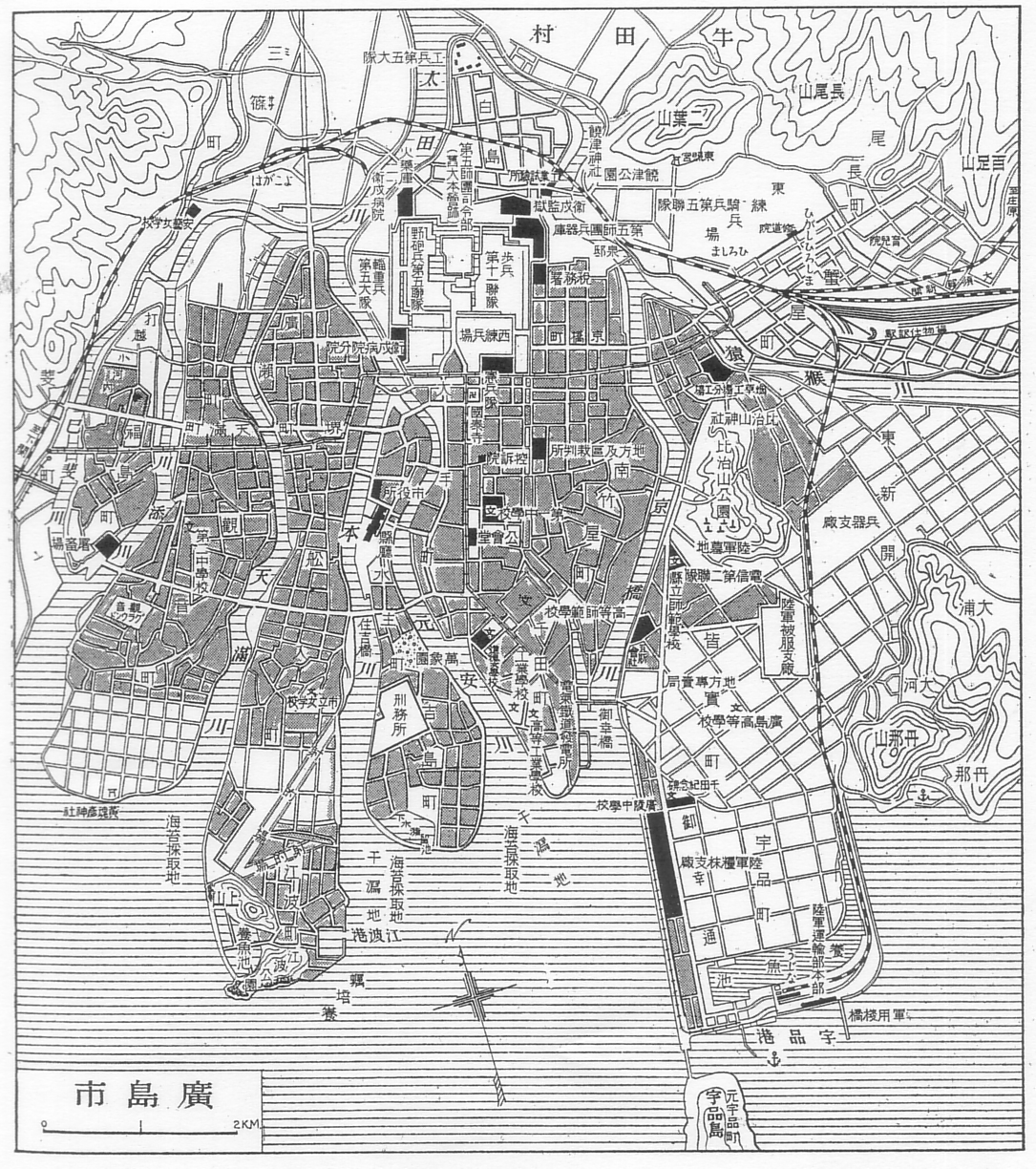
1930年頃（昭和初頭）の廣島市の地図。

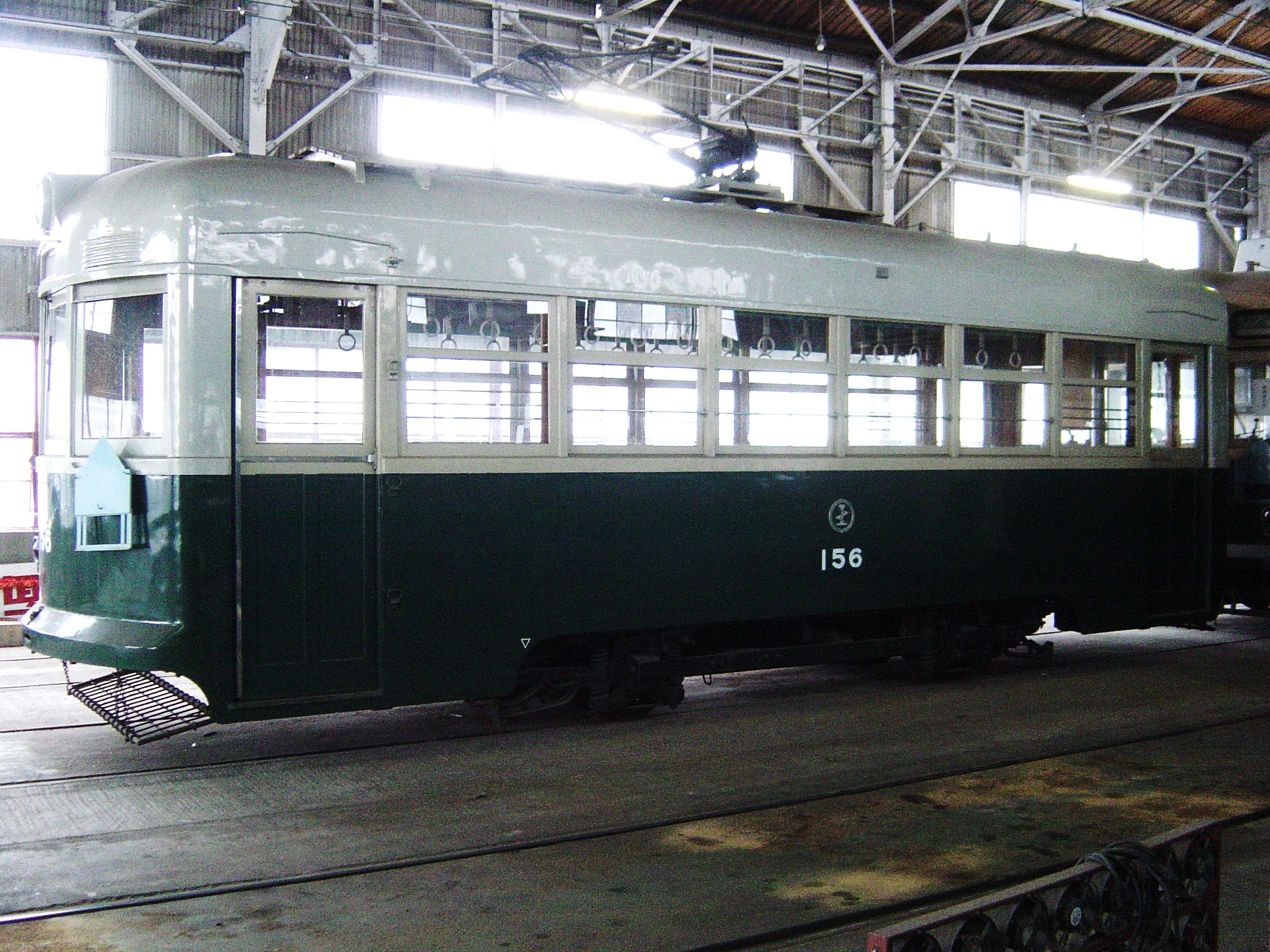
1925年に導入された、広島電鉄生え抜きの150形（営業運転には使われず江波車庫で保管）

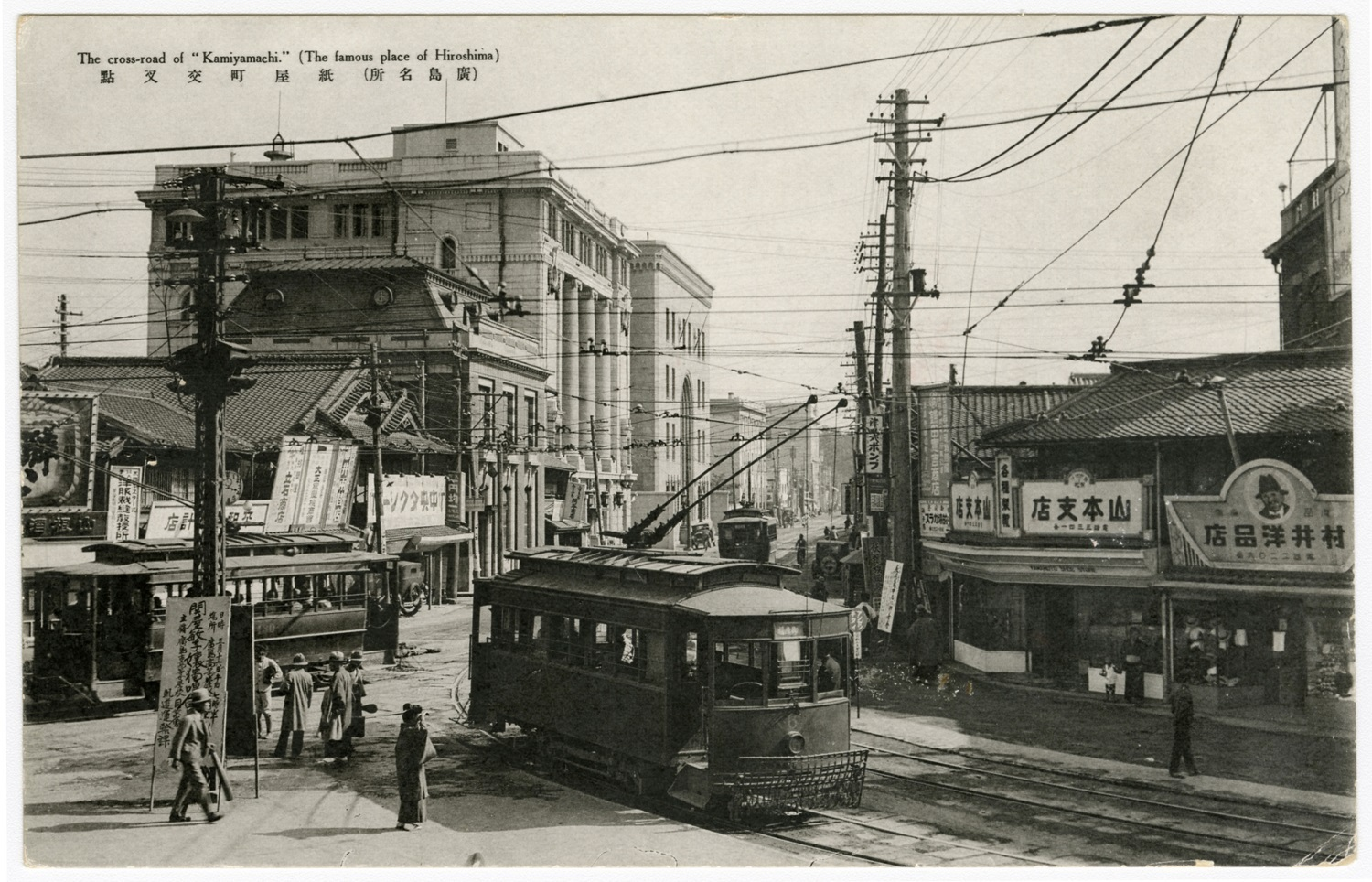
1938年（昭和13年）紙屋町停留場

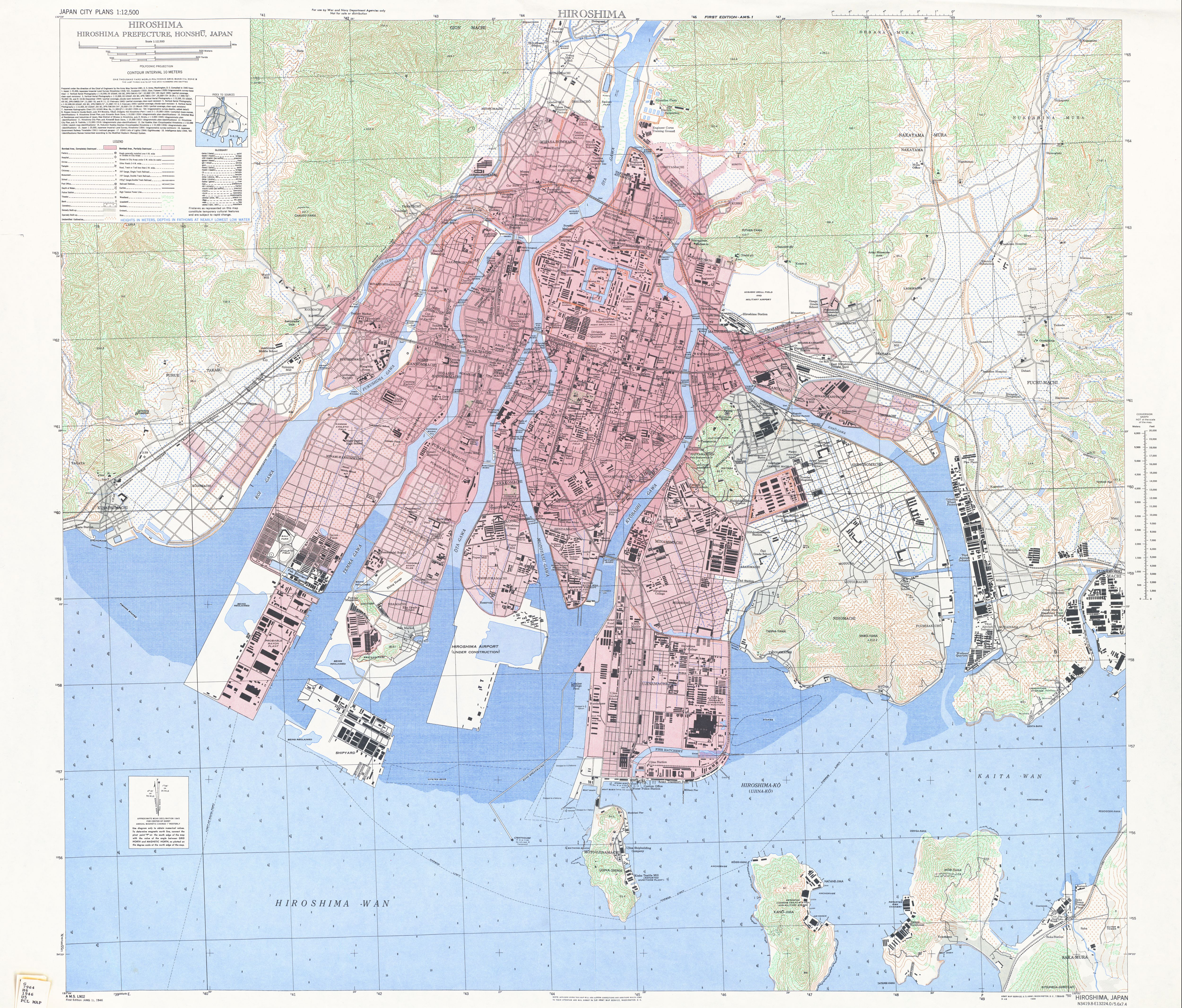
1945年アメリカ軍作成の廣島市地図。

広島電気軌道は、1917年（大正6年）8月に広島瓦斯（現在の広島ガス）と合併、資本金600万円で広島瓦斯電軌になった。これは、夏季に売り上げの多い電車部門と、冬季に売り上げの多いガス部門を統合させることにより、経営体質を安定させるためである。
市内線は、1917年（大正6年）の11月に現在の横川線の一部となる左官町 - 三篠間が開通。1919年（大正8年）5月に御幸橋の軌道専用橋が完成し、宇品線が1本につながった。1921年（大正10年）に大阪市電より後にB形になる車両（2代目101-110号）を10両購入。それに伴い、元々の101-150号車を1-50号に改番した。1925年（大正14年）4月に2013年現在広電最古参となる後に150形（E形）になる車両（151-160号）を導入。同年6月頃より、宮島線の車両に倣う形で、車体左下部に0形には「A」、100形（2代）には「B」、150形には「E」の文字が付記された。1927年（昭和2年）に大阪市電よりB形（2代目100形）を20両追加購入。1930年（昭和5年）にG形（後の初代200形）を10両導入。1935年（昭和10年）12月に御幸橋東詰 - 宇品間が複線になった新線に移動した。1933年から1934年頃にかけてポールが2本から1本に変更された。1937年（昭和12年）に千田車庫で火災が発生。被害車両の復旧で100形（初代）11両が450形になった。1938年（昭和13年）に大阪市電より市内線初のボギー車になる300形を5両、京王電気軌道（現在の京王電鉄）より23形を10両購入し500形（初代）とした。またB形を全車更新し400形になった。
これに前後して、1920年（大正9年）都市計画法（旧法）施行に伴い広島県による市中心部の道路整備計画が建てられ昭和期に入り電車道の幅員を13間半（約24.5m）まで拡幅し橋梁も道路・軌道併用橋として架け替えられ、広電も軌道の複線化を行うなど随時更新していった。なおこれらの財源は県債だけではなく、一部は広電からの出資で賄われている。
宮島線は、1919年（大正8年）3月7日に広島軽便鉄道が、己斐 - 草津間の免許を取得。同年4月18日に、広島瓦斯電軌に免許は譲渡された。同年6月に鉄道院に対し、敷設権の継承、草津町-大野村間の免許申請、動力を蒸気機関から電気への変更申請を行い、同年9月25日に許可され同年11月16日に宮島線の建設が始まった。1922年（大正11年）8月に宮島線の第一期工事区間である己斐町 - 草津町間が開通。それに併せて同年6月にC形（後の1000形）を導入した。1924年（大正13年）4月に第二期工事区間である草津町 - 廿日市町間が延長。それに併せて1923年（大正12年）12月にD形（後の1010形）を導入した。1925年（大正14年）7月に廿日市町 - 地御前間が開通。それに併せて同月F形（後の1020形）を導入。それと同時に宮島に向かう連絡船が開業した。1926年（大正15年）7月に地御前 - 新宮島間が開通し、連絡船に接続した。1931年（昭和6年）2月に新宮島 - 電車宮島（現在の広電宮島口）間が開業し、宮島線が全通した。同日連絡船事業は廃止。それに併せて1930年（昭和5年）にはH形（後の1030形）を導入した。1937年（昭和12年）の火災では、C形・D形1両ずつ、計2両が被災。足回りなどを流用し、1941年（昭和16年）に半鋼製の1040形として復旧した。
1939年（昭和14年）にアルファベットだった形式名を、車番と同様の数字による形式名に変更した。

#### 広島電鉄時代

##### 会社成立から原爆投下

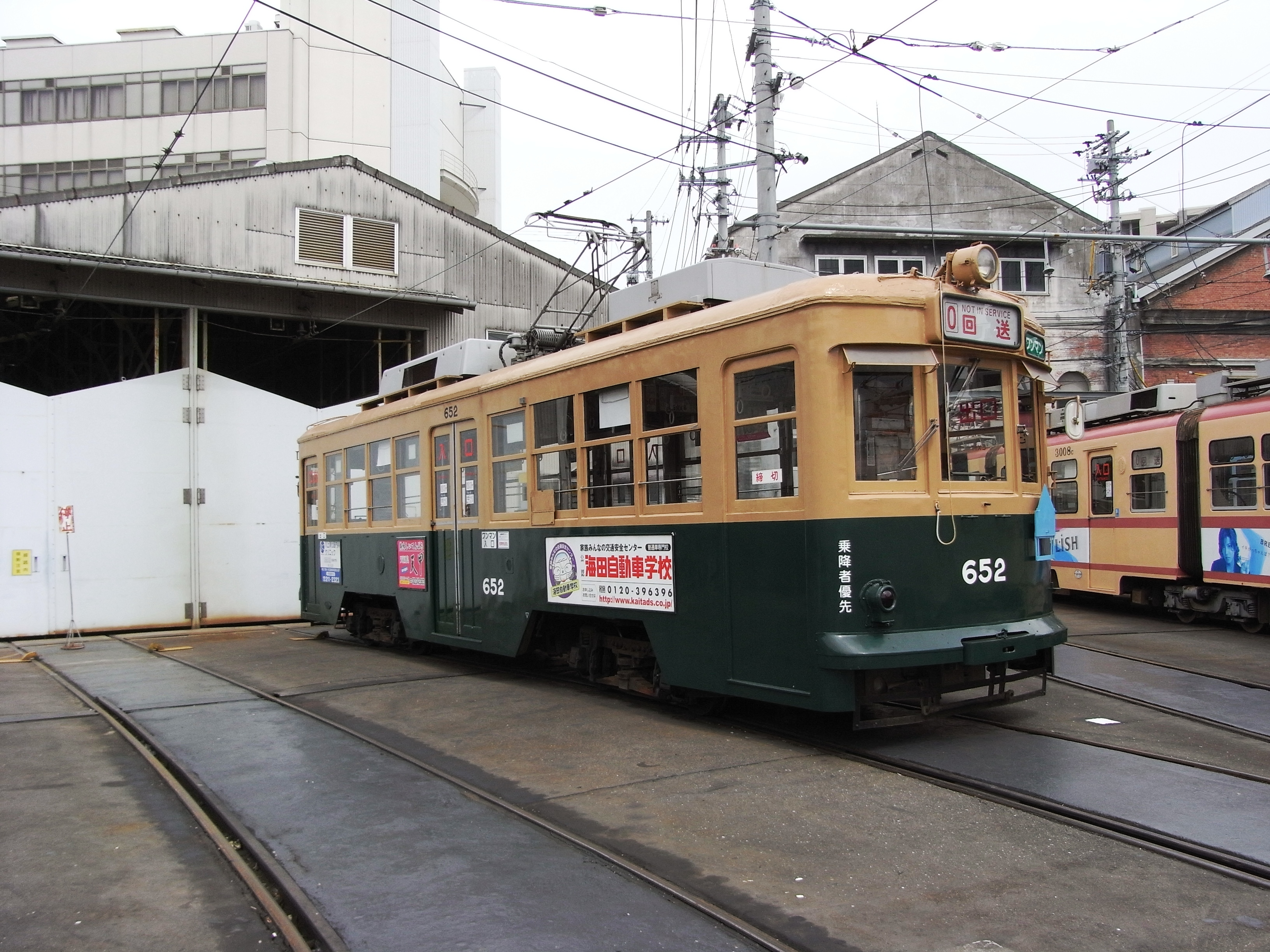
1942年に導入された、広島電鉄生え抜きの650形

| （左・被爆前、右・被爆後）被爆前後の八丁堀周辺。横断する道路が本線が通る相生通り。左から2番目の道に当時白島線が通っていた。戦後その一つ右側の道が白島通りとして整備される。 |  | （左・被爆前、右・被爆後）被爆前後の八丁堀周辺。横断する道路が本線が通る相生通り。左から2番目の道に当時白島線が通っていた。戦後その一つ右側の道が白島通りとして整備される。 |
| （左・被爆前、右・被爆後）被爆前後の八丁堀周辺。横断する道路が本線が通る相生通り。左から2番目の道に当時白島線が通っていた。戦後その一つ右側の道が白島通りとして整備される。 |  | |

当時の国の政策により、1942年（昭和17年）1月30日に 臨時株主総会で、運輸部門の分離を可決。同年2月2日に、内務省および鉄道省に軌道譲渡許可申請を、鉄道省に地方鉄道譲渡許可申請・旅客自動車運輸事業譲渡許可申請を各省庁に申請した。同年4月4日に、各運輸事業に関する、譲渡許可が下り、1942年（昭和17年）4月10日、広島瓦斯電軌の交通事業部門が分離して広島電鉄となった。この年、600形（初代）、650形が導入された。1943年（昭和18年）12月に現在の江波線の一部となる土橋 - 舟入本町間が開通。1944年（昭和19年）6月に舟入本町 - 舟入南町間が単線で開通。翌7月に宮島線の廿日市 - 電車宮島間が単線化。その線路を使い、12月に皆実線が開通。1945年（昭和20年）3月に舟入本町 - 舟入南町間が複線化された。この頃には、現在の路線網がほぼでき上がった。
その頃集電装置も技術的な進歩があり、市内線に関して1940年（昭和15年）4月より白島線で、100形4両にビューゲルを、200形1両にパンタグラフを装着し、試験開始。1944年（昭和19年）8月までに全車両に取り付け、火花が飛びやすく敵の標的になりやすいトロリーポールを置き換え、日本国内初のビューゲルの本格的実用化に成功した。宮島線についても、1943年（昭和18年）3月に、集電装置をトロリーポールからパンタグラフに交換した。また、ビューゲルの金具の実用新案権（実用新案登録第355463号）も取得した。
1945年（昭和20年）6月には、電車の疎開のため桜土手引込線が整備され、戦災を防ぐために宮島などを含め分散留置された。
そして、1945年（昭和20年）8月6日午前8時15分、人類史上初の原子爆弾が広島市に投下された。人類が経験したことのない未曾有の被害であった。原爆投下で本社は半壊。広島市内にあった広電の建物は1棟を除き50棟すべて損壊した。当時は1,241人在籍していたが、185人が死亡、266人が負傷した。路面電車車両も、在籍していた123両のうち108両被災した（全焼22・半焼3・大中小破83）。軌道の被害は28,150mに及んだ。

##### 原爆投下からの復興
| 被爆後の千田町変電所 |  | 現在も現役の千田町変電所 |
| 被爆後の千田町変電所 |  | 現在も現役の千田町変電所 |

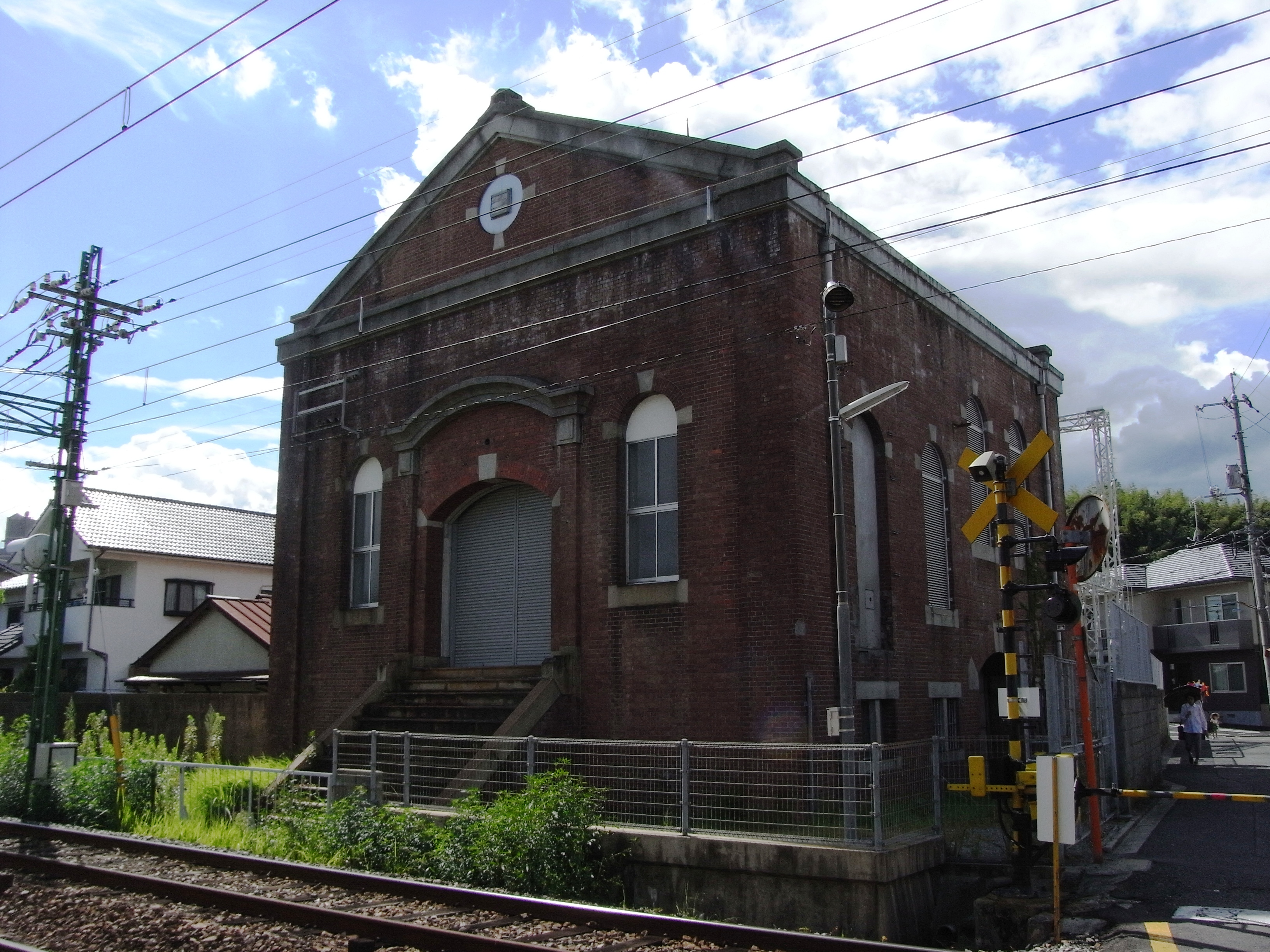
1945年8月9日の運行再開時には廿日市変電所から送電。建物自体は現存しない。

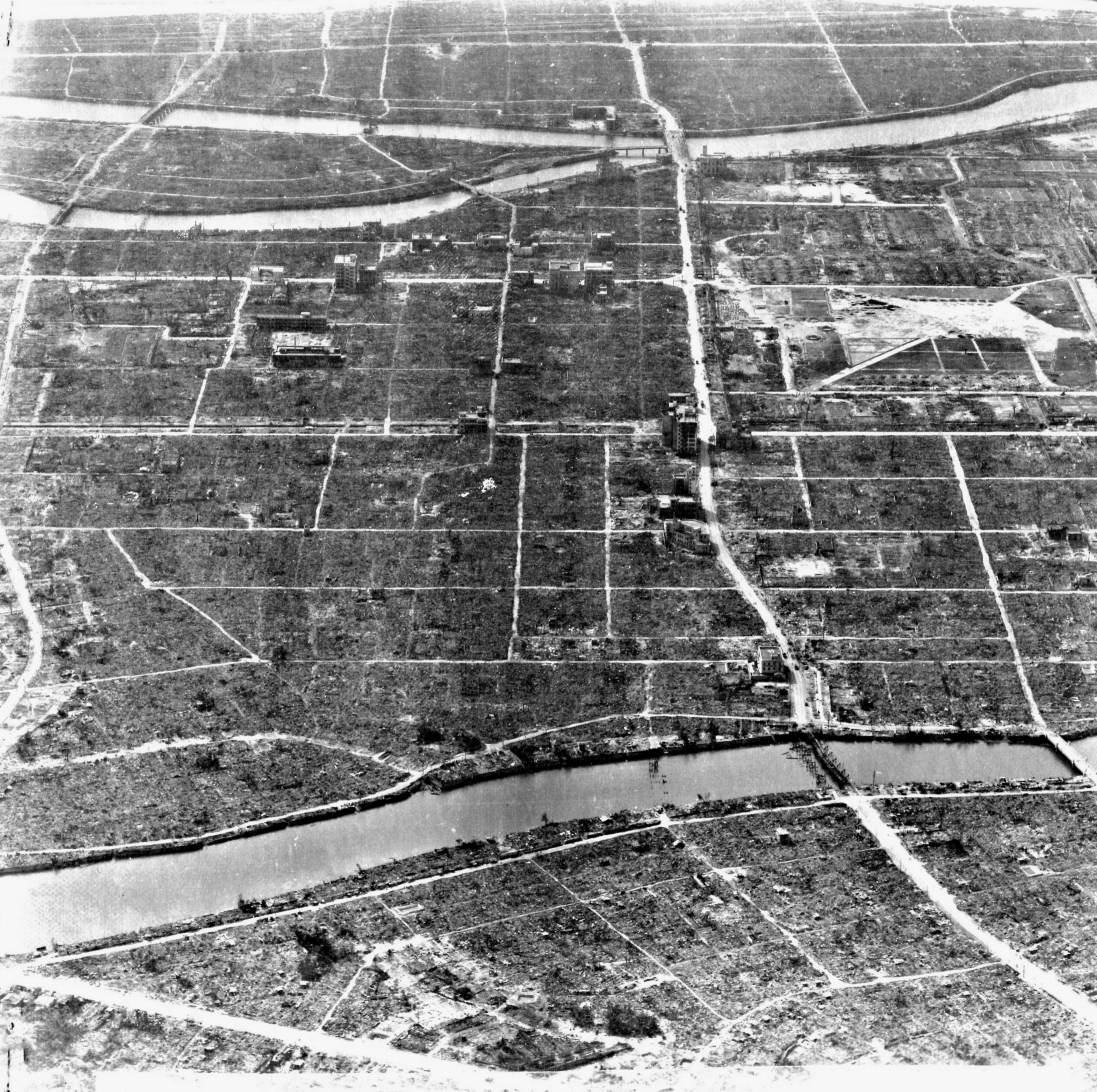
1945年8月（とされる）米国戦略爆撃調査団撮影の空中写真。中央やや右を縦断する道が相生通り。手前の稲荷町電車専用橋は被害はなく通行可能だった。

しかし、宮島線は被爆翌日の7日には草津町（現草津）から電車宮島（現広電宮島口）で運行再開。翌8日には全線で運行再開した。
市内線も、広電社員と軍（東京電信隊など40名）の協力により、電柱をトラックとロープを使い立て直し、暁部隊が所有していたマスト300本も活用、さらに電線を引き直すなど行い、廿日市変電所から送電を行うことで、8月9日には己斐から西天満町（現在の天満町）までの間で折り返し運転を再開した。復旧は単線で行われた。男性乗務員が多数兵役に出ていたため、広島電鉄家政女学校の女子学生が終戦まで運転士としての業務を行った。その時使われた車両は、2両 または3両であった。運行再開時に運賃が払えない乗客には無理に請求を行わず、運行再開は途方にくれる市民を大いに勇気付けたとされている。終戦直前の14日には小網町まで復旧した。
8月9日に使用された車両は、一番電車に車掌として乗車した女学生の証言では400形 とされ、中国新聞が8月9日の運行再開時に撮影した写真で413号が写っている、『電車を走らせた女学生たち』の女学生の記録では600形。『広電が走る街今昔』や『鉄道ピクトリアル2011年8月増刊号』では500形501号・503号となっている。
戦後も復旧は進み、吉田営業所に避難させていた整流器と300kWの電動発電機1機を使い8月18日には千田町変電所を復旧させた。復旧当初は己斐を起点に復旧が行われ、8月19日には土橋まで、21日に十日市町まで、23日に左官町（現・本川町）まで、9月7日には八丁堀まで復旧した。広電本社からも復旧が行われ、8月18日には電鉄前（現・広電本社前）から宇品（現・広島港（宇品））まで復旧。9月12日には紙屋町まで復旧し宇品線は全線復旧した。1945年（昭和20年）12月には本線が全線復旧。続いて1947年（昭和22年）11月に江波線が、1948年（昭和23年）7月には皆実線と宇品線が、12月26日には横川線十日市‐横川橋（現・別院前）がそれぞれ復旧した。1950年（昭和25年）7月には宮島線が複線に戻った。1952年（昭和27年）3月には、道路の付け替えで復旧が遅れていた白島線が復旧した。
千田町変電所は1945年8月18日から電気の供給を再開したが、爆心地に非常に近かった櫓下変電所は壊滅的な被害を受けたため、代わりに1947年11月に本川町停留場前に中央変電所が開設された。
車両についても、1948年（昭和23年）より残存していた100形の内4両を450形に、500形全車を700形（初代）に改造が始まる。終戦後、復旧される事無く1951年（昭和26年）3月に300形は廃車になった。
当時、被爆した車両の一部は被爆電車として現在も保存を兼ねて運行されている。

##### 区画整理による線路付け替え
1949年（昭和24年）8月6日には広島平和記念都市建設法が成立。それに基づき、建設省・広島市復興局と協議を行い計画を策定。道路拡幅および軌道の道路中央部に移動することになり、当時の市内線18.4kmのうち半分強の9.4kmを移動させることになった。
線路付け替えの費用分担は、当初予定では3分の1とされたが、査定の見直しなどで1952年（昭和27年）時点で、平均約48%、最高57%の負担になった。広電側の負担減額の陳情で、その後は電車施設のみの負担になり、1954年（昭和29年）の稲荷大橋-広島駅間は22.4%の負担になっている。
道路中央部への移設のほか線路の付け替えも行われ、1956年（昭和31年）には左官町（現・本川町）周辺の線路の付け替え、1964年（昭和39年）には太田川放水路および福島川の廃川による観音町 - 己斐間の付け替えが行われた。
建設法に先がけ、広島市の事業として1947年（昭和22年）より線路付け替えを開始。広島市内にある広島電鉄の線路がある7橋（荒神橋、稲荷大橋、相生橋、広電天満橋、新己斐橋、御幸橋、横川新橋）のうち、都市計画道路上にない広電天満橋と、第二次大戦前より併用橋だった荒神橋以外の5橋は橋の架け替え、または橋の新設が必要になった。1950年（昭和25年）に稲荷大橋が、1958年（昭和33年）に横川新橋が、1964年（昭和39年）には太田川放水路の完成に合わせて新己斐橋が、1983年（昭和58年）に相生橋が、1990年（平成2年）には御幸橋が完成した。
線路の付け替えは長期にわたり、最後に行われた小網町-舟入本町間、十日市町-寺町間は1995年（平成7年）に完成。完成までに40年以上かかった。

##### 宮島線との直通運転開始

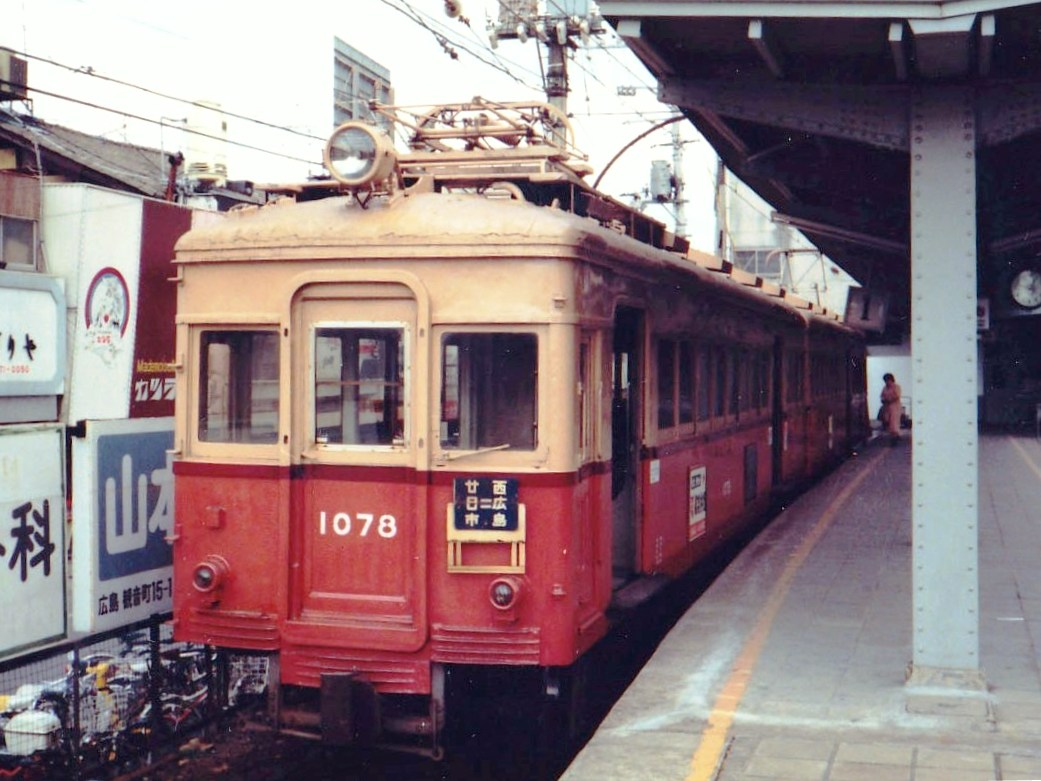
宮島線専用高床車として運転された、阪急電鉄から移籍した1070形。1988年までに全車廃車。

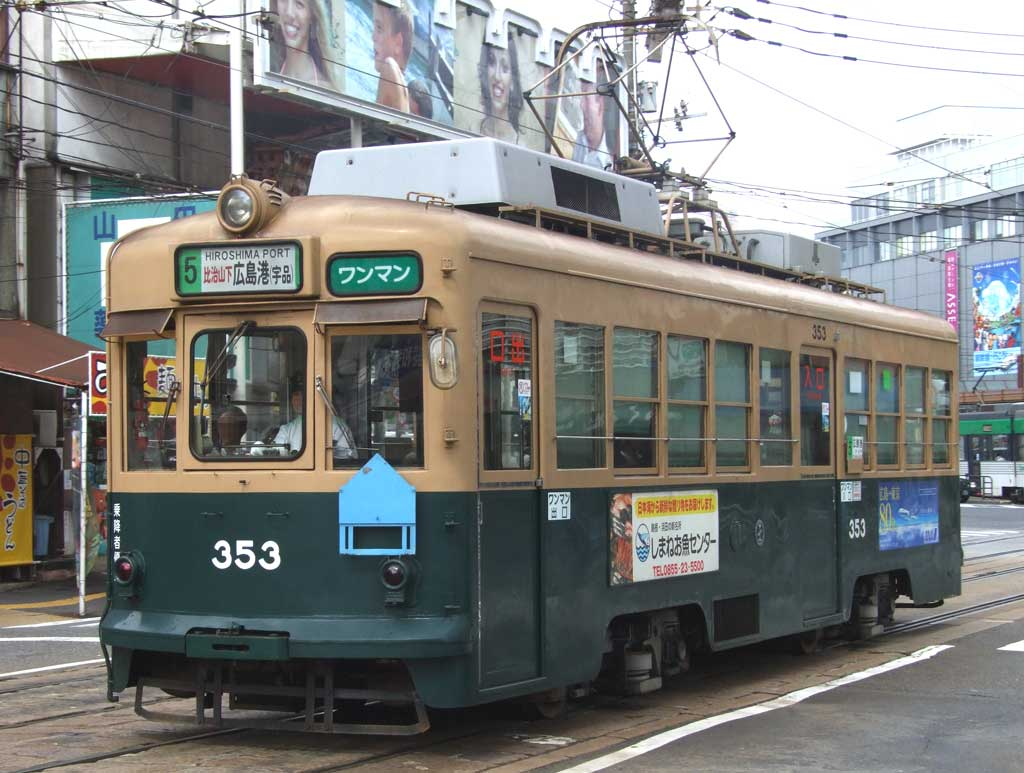
1958年に導入された、広島電鉄生え抜きの350形

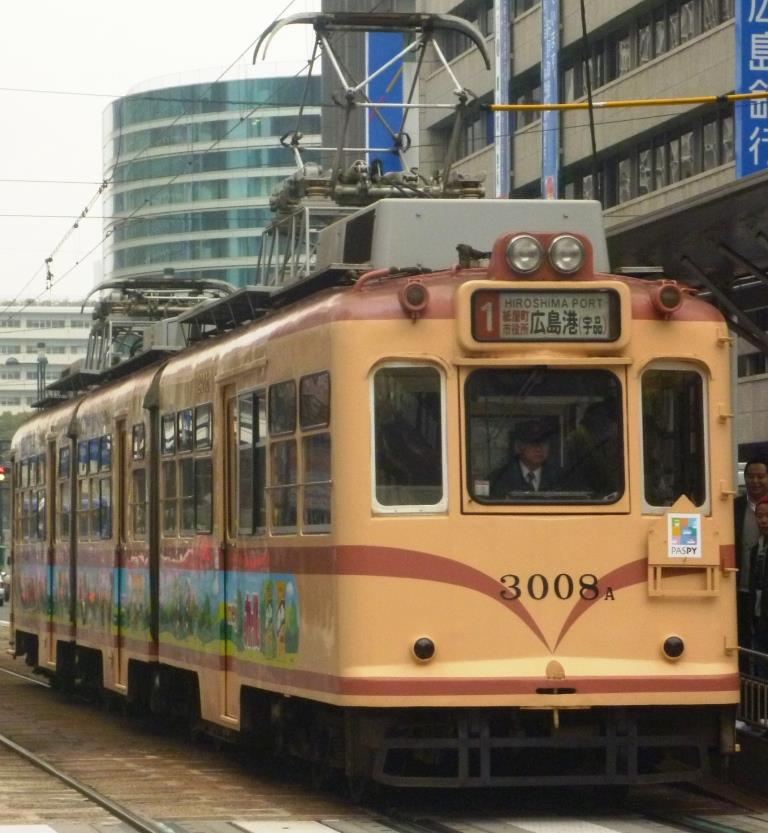
1980年に導入された、西日本鉄道から移籍・改造された3000形。現在も3003号のみが直通色で稼働している。

市内線車両は、1951年（昭和26年）3月には800形（初代）を10両導入。同じ年に150形の車体更新が始まった。1953年（昭和28年）9月には500形（2代）を5両導入。その年に更新を受けなかった100形（初代）は全車廃車になった。1955年（昭和30年）3月には550形を5両導入。551のみ製造当初は間接制御を採用し、宮島線との直通許可を受けていた。
宮島線車両は、京阪神急行電鉄（現在の阪急電鉄）より、1947年（昭和22年）2月に1050形を購入。1954年（昭和29年）に全鋼製車両に更新した。1957年（昭和32年）に1060形を導入。最後の新製高床車になり、直通形の増備に移行した。
1955年（昭和30年）頃、国鉄山陽本線や路線バスとの競合により、宮島線の利用者数は伸び悩んでいたため、当時バス事業が郊外路線延長で利用者数が伸びていたこと、以前より千田車庫での整備のために連絡線がもうけられていたが、1957年3月の太田川放水路の整備による区画整理により、己斐駅・西広島駅の移転の必要があったことより、市内線と宮島線を直通させることを計画。市内線用の低床車両を乗り入れる方式を採用した。それに併せて、宮島線の各駅に低床用のホームの整備を行い、1957年（昭和32年）5月に己斐停留場・西広島駅の移転が完了。1958年（昭和33年）4月より団体貸し切り列車として直通運転を開始した。1962年（昭和37年）1月に広島駅から広電廿日市駅まで15分間隔の定期運転を開始。定期運転開始に併せて、オリエントピーチの車体色にベネチアンレッドの帯を配した「直通色」が登場した。1963年（昭和38年）5月には広電宮島口駅まで延長された。
直通形車両も増備され、550形551をはじめ、1958年（昭和33年）3月には850形を3両導入。1960年（昭和35年）より2000形、1961年（昭和36年）より2500形の導入を開始した。2004号については、経費削減や広電のチャレンジ精神より、日本車輌製造が製造したフレームに、自社で鋼製車体を組み立て、1962年（昭和37年）11月に竣工した。2000形については同年末までに合計6両を製造。その後、2500形にも同様に製造した車両がある。
また沿線整備も進められ、楽々園遊園地の施設の整備および別会社への移管。宮島方面は、1958年（昭和33年）3月に宮島松大観光船（現・宮島松大汽船）に出資。1959年（昭和34年）4月に、広島電鉄が大株主の広島観光開発が、『宮島ロープウエー』を開通。1965年（昭和40年）には、現在『etto』を運営している『広電宮島ガーデン』を設立した

##### 動く電車の博物館

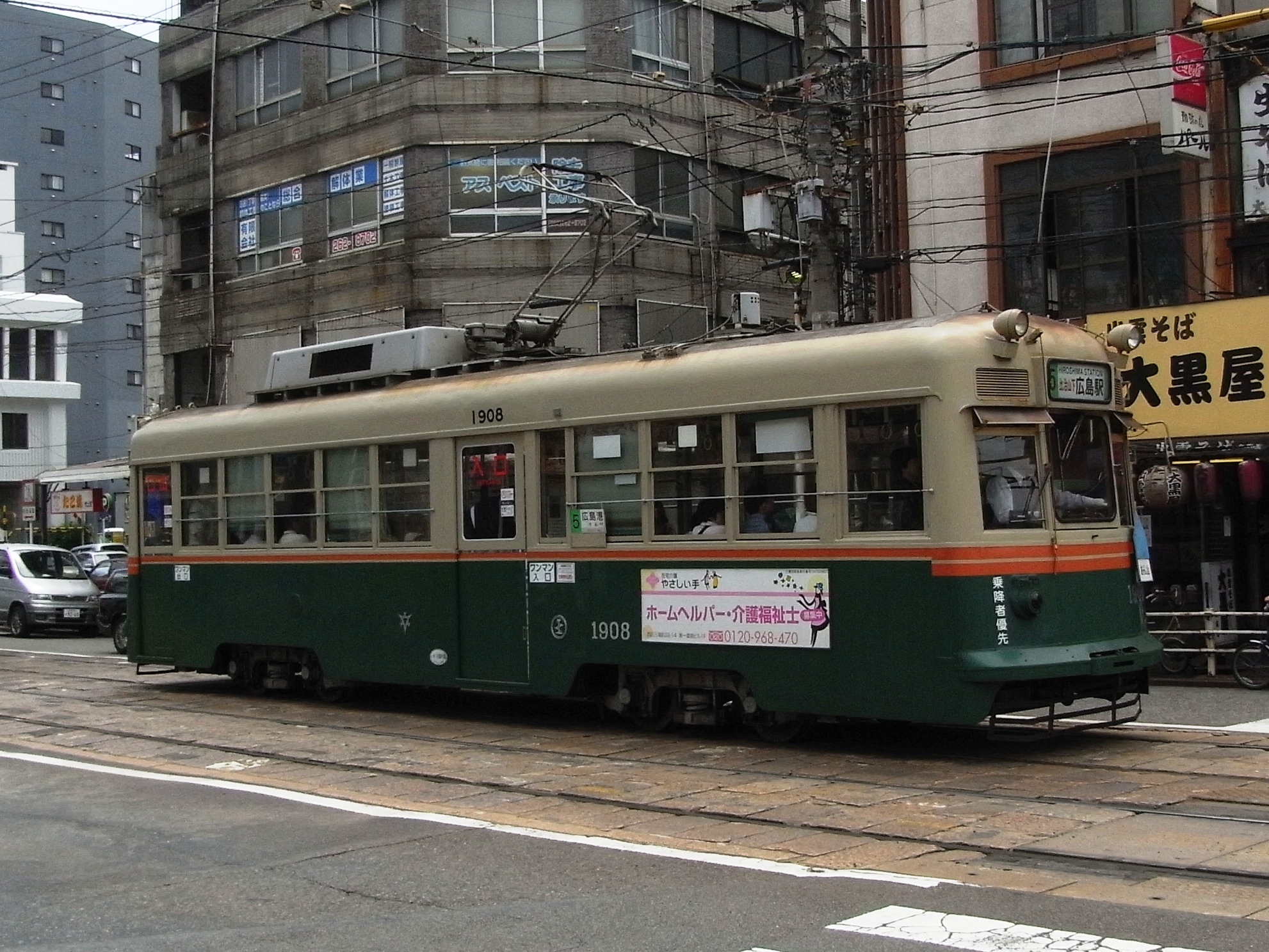
1978年に導入された元京都市電の1900形

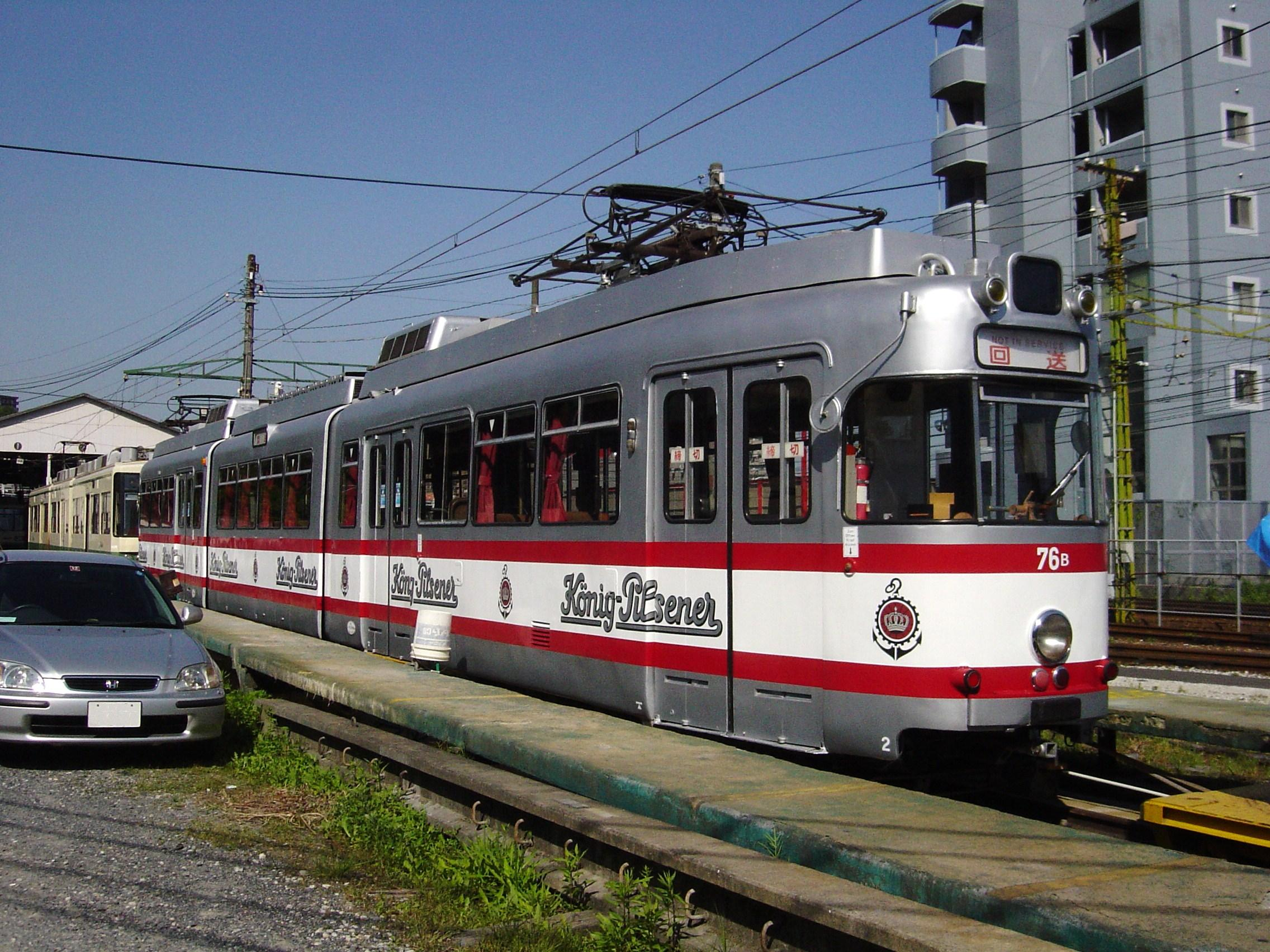
1982年に導入され塗装変更後、保存中の元ドイツ・ドルトムント市電の70形

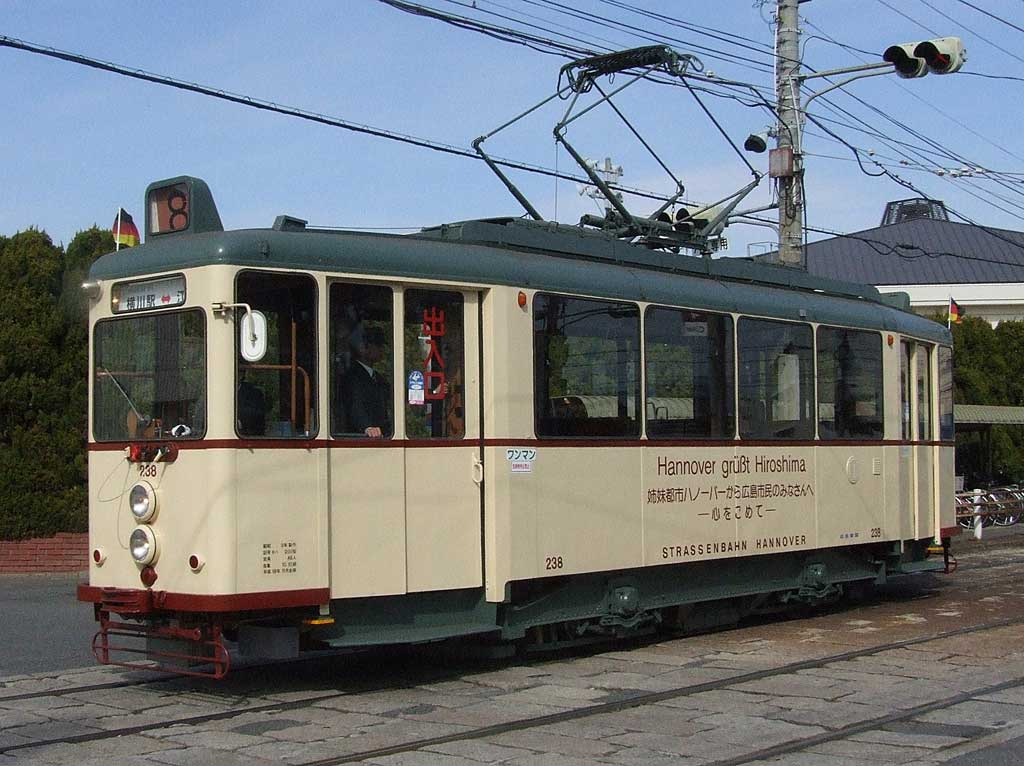
1988年に導入された元ドイツ・ハノーバー市電の200形

昭和30 - 40年代には広島電鉄も他の都市の路面電車と同様にモータリゼーションの進展に伴う渋滞の増加で定時運行ができなくなったことから利用客の減少により売り上げが減り、存廃問題に立たされた。一旦は1963年（昭和38年）6月に、軌道敷内への車両乗り入れが許可された。その頃、広島市に地下鉄計画があり、移行しようとしていた節もあった。しかしこの時、広島電鉄の関係者が市や警察局などに説得を続け、同時に広島県警も独自に調査団を当時路面電車が多数残っていたヨーロッパに派遣・調査を行う。そこで見たものは、中心地の渋滞緩和のための方法としての新たな役割を任され、進化した路面電車の姿だった。1971年（昭和46年）2月に広電は『電車を守る』宣言を行い、路面電車存続へ方針転換。この結果、代替交通機関が決まらないまま軌道を廃止したら、中心街のさらなる交通環境の悪化を引き起こすという結論に至り、一時解除されていた軌道内への自動車進入禁止を1971年（昭和46年）12月に再開させることに成功し、市内の全面駐車禁止、電車優先信号設置、右折レーン設置などの施策を実行させた。廃止された事業者から車両の譲渡を受け、二軸単車をボギー車に置き換えることで車両の大型化およびワンマンカー化。さらなる高速化も図られ、1974年（昭和49年）3月に、海岸通付近に初めて電車優先信号を導入、1975年（昭和50年）2月には、皆実町六丁目から宇品五丁目間に延長された。機構改正や合理化などを行い、1969年（昭和44年）には白島線でワンマン運転を開始。1976年（昭和51年）に市内線は、ラッシュ時を除きワンマン運転化した。それらの努力で、辛うじて残すことができた。その中、1971年（昭和46年）に、広島駅から紙屋町を経由して横川駅に向かう、旧7号線が廃止になった。また、広島市中心部は太田川河口部の三角州にあるため、地下水脈や地質などの問題から当時の技術では大規模な地下鉄建設が難しかったことも廃止を免れた一因である。
市内線には、1966年（昭和41年）より大阪市電から750形および900形を、1971年（昭和46年）に神戸市電より570形および1100形・1150形を購入した。それにより広電に残っていた二軸単車を置き換え、1966年（昭和41年）に200形（初代）、1969年（昭和44年）に400形・450形、1971年に150形が全車廃車になり、二軸単車が全車廃車になり、車両の大型化を完了した。またボギー車も、1972年（昭和47年）に600形（初代）が全車廃車。700形（初代）が1972年（昭和47年）までに4両廃車、800形（初代）が1976年（昭和51年）までに9両廃車 になった。
宮島線には、1967年（昭和42年）には、1070形を京阪神急行電鉄から購入。1977年（昭和52年）1080形を京阪神急行電鉄から購入。1982年（昭和57年）には、1050形を改造し1090形とした。また、木造車の廃車も進み、1966年（昭和41年）に1020形が全車廃車、1968年（昭和43年）に1010形がすべて廃車になり木造車は全車廃車になった。
直通車の大型化も進行。2000形が1973年から1974年にかけて、端数になる1両を除き8両が2両連結車に改造を行った。
1975年（昭和50年）に千田車庫で火災が発生して一部車両が廃車となり、その補充のために西鉄北九州線より600形を購入し、ほとんど廃車になっていた800形（初代）も1両がワンマン化改造を受けた。1978年（昭和53年）より京都市電から1900形を購入開始するとともに700形（初代）、800形（初代）は全廃、750形も一部が廃車された。
1979年（昭和54年）には、3両連接車3000形の運用を開始。3000形は広電初の3両連接車で従来型と比べ7m長く、定員も180人と従来型と比較して50人増加した。1976年（昭和51年）に廃止になった西鉄福岡市内線より2両連接車1101・1201・1301形を購入・改造したもので、また1301形は一部小改造の上、1976年より1300形として運用していた。
その後、直通車の増備のため、当時は市内線で主に使われていた 2両連接車の2500形を1985年（昭和60年）より3両連接車に改造、3100形とした。また広電西広島駅の宮島線用ホーム2本の内1本を直通車用に改良し、直通車用ホームを3本にした。
当初750形が移籍した時は広電色に塗り直されたが、900形等の移籍の時より、経費節減のために移籍前の塗装を塗り替えずに運行。また、大阪市や神戸市からは安価に外装用の塗料など入手できた ことより、以前の塗装を維持した。そこから「動く電車の博物館」や「路面電車の博物館」などの異名でファンから呼ばれるようになった。呼ばれた当初は広電はこの名称を嫌い、塗り替え色の公募を行ったが、地元デザイン会議のメンバーの反対により塗り替えを断念している。その反面、乗客へのサービスとして方向幕の大型化、冷房改造などを積極的に行い、原型には必ずしもこだわっていない。
また、移籍車両の側面に1979年（昭和54年）2月20日より、旧在籍事業者・移籍年を記載した「移籍プレート」を取り付けている。
また、日本国外からも車両の導入が行われ、1977年（昭和52年）の開業65年時に日本国外から車両を導入する話が上がり、軌間が1435mmで同一でかつ両方向に運転台が付いていること、さらには路線の地下化で余剰車になったことより、ドイツのドルトムント市の中古車両を導入することになり、1編成に付き車両購入費500万円・輸送費1500万円・改造費2500万円をかけて、1981年（昭和56年）に同市から70形が移籍してきた。その他、広島市とドイツのハノーバー市との姉妹都市提携を記念し、広島市が茶室を送った返礼として、1989年（平成元年）に200形（2代）（通称:ハノーバー電車）が贈られた。広島電鉄から日本国外への車両の寄贈も行われ、1986年（昭和61年）には、578号がサンフランシスコ市に寄贈されている。
1988年（昭和63年）には、3103号が西ドイツの画家ジョー・ブロッケルホフによりスプレー画が描かれ、「ピースバーン号」になった。1992年（平成4年）に塗装の劣化のため全面塗り替えも検討されたが、8月頃に車体の補修のため腰部のみ塗装を残して他の部分はぐりーんらいなー色に変更され、1995年（平成7年）8月に全面的に塗り替えされた。
また1972年（昭和47年）より、「電車接近装置」を停留場に順次設置を開始。これを発展させる形で、1980年（昭和55年）に広島駅-己斐間に「電車ロケーションシステム」を試験的に採用。1985年（昭和60年）3月までに全停留場に整備された。また電車運行状況を放送する停留場案内放送装置や、停留場での利用者の安全を確保するため停留場に安全柵、屋根、平面安全地帯を島状にするなどの整備などを行った。

##### 軽快電車の導入

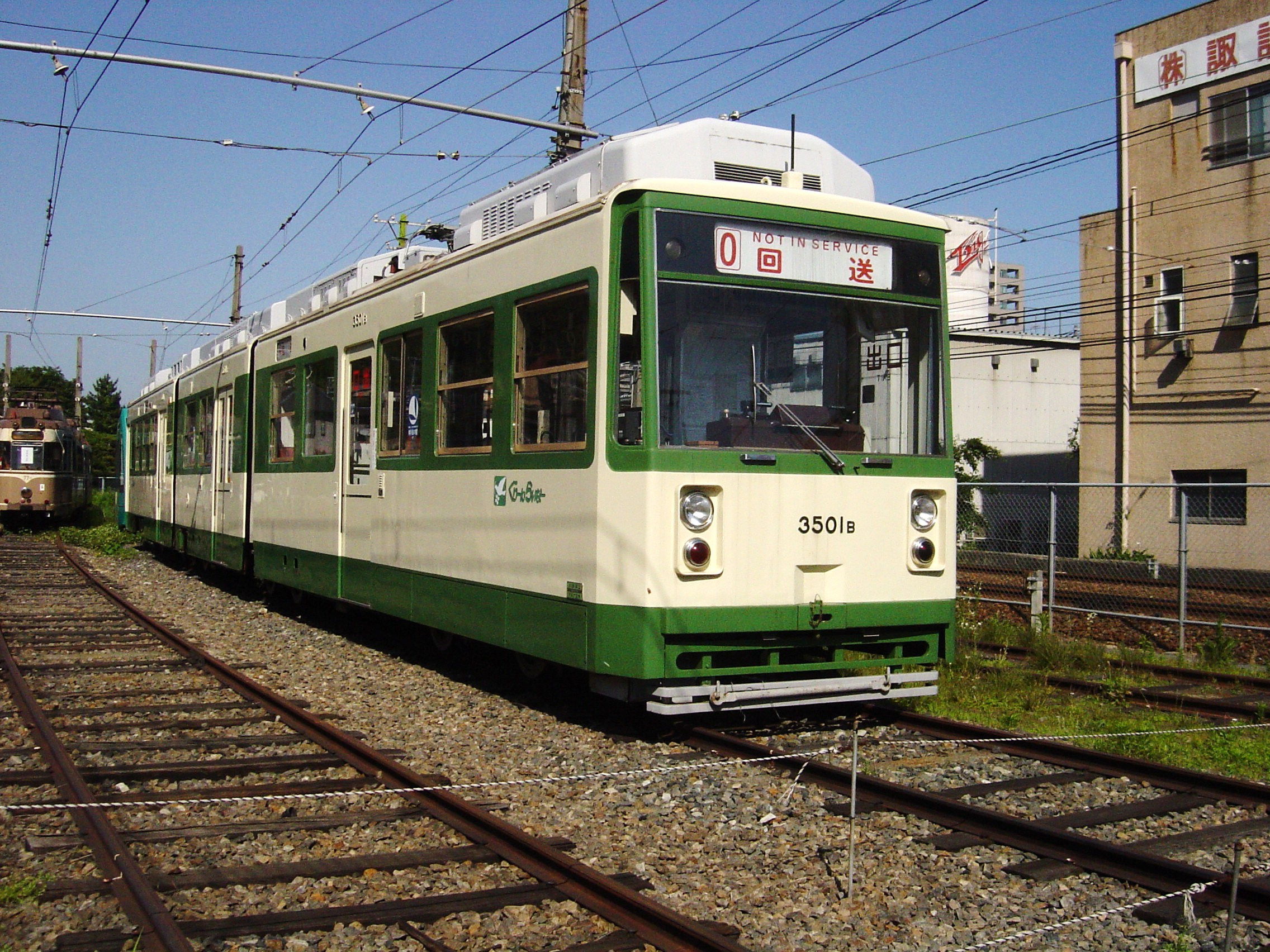
1980年に導入された3500形。現在は事実上休車中で営業運転には使用されていない。

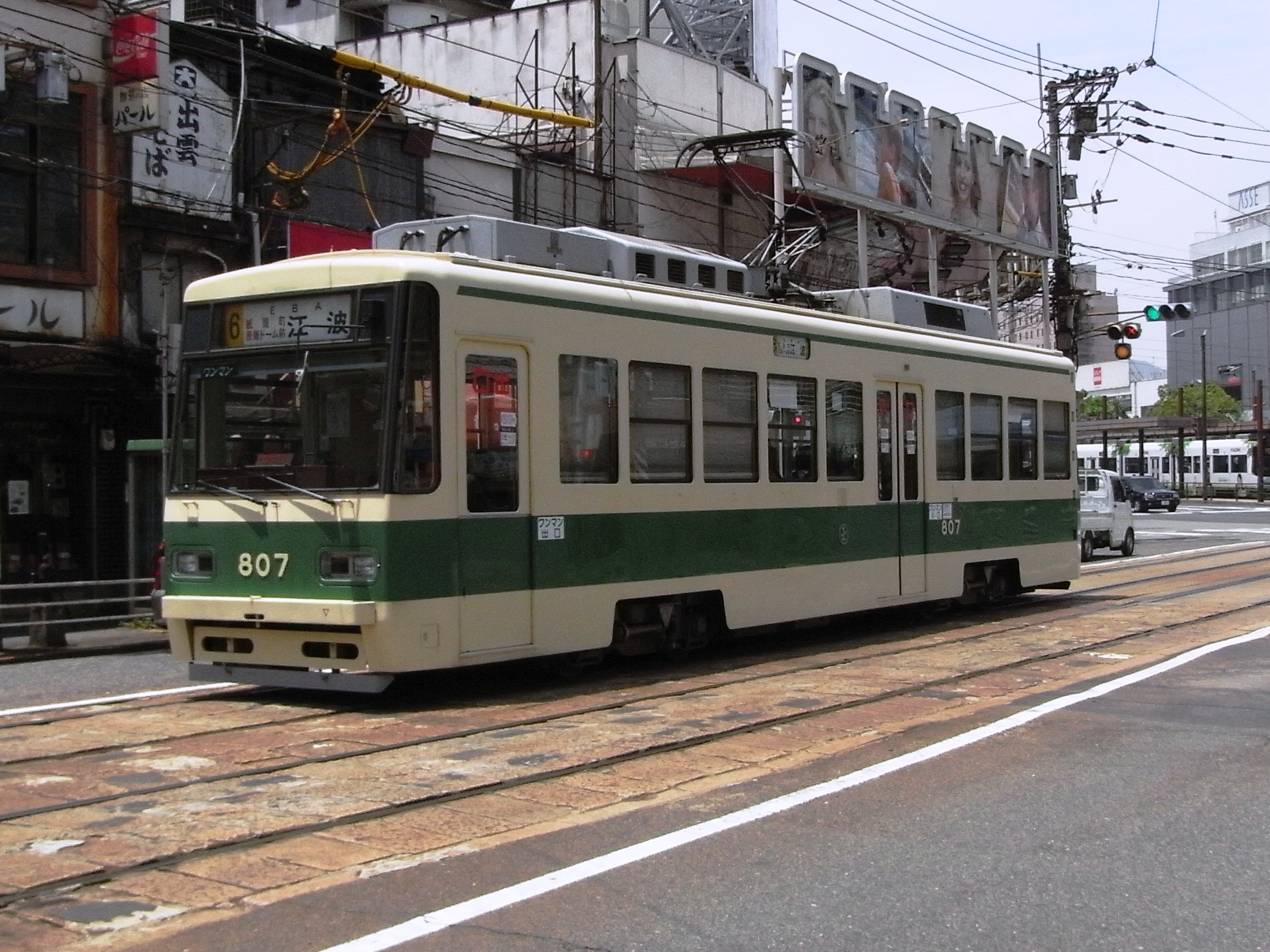
1983年に導入された800形

1980年（昭和55年）に久方ぶりの新車になる3500形を導入。軽快電車のはしりになった。当初は開発委員会が所有していたが、1981年（昭和56年）に広電が購入した。1982年（昭和57年）より、廃車になった車両の中古モーターを利用したセミ軽快電車700形（2代）。1983年（昭和58年）より800形（2代）、1984年（昭和59年）より3700形、1987年（昭和62年）より3800形、1990年（平成2年）より3900形、1997年（平成9年）より3950形が導入された。3800形は当時としては珍しいVVVFインバーター制御を採用している。
宮島線の車両は、1050形を永久連結化・台車の換装・大型方向幕の装着など更新を行い、1982年（昭和57年）に1090形に改番。1984年（昭和59年）には、宮島線専用車で唯一の冷房化改造も行われた。しかし直通形の増加により廃車が進み、1980年（昭和55年）に1040形が全車廃車、1985年（昭和60年）に1030形が全車廃車、1987年（昭和62年）に1070形が全車廃車、1989年（平成元年）に1060形と1080形が全車廃車、1991年（平成3年）に1090形が全車廃車になり、いわゆる「高床車」と呼ばれる宮島線専用車が全廃された。
また、1971年（昭和46年）に全車廃車になった二軸単車の復活も行われ、1984年（昭和59年）には地域イベント『Sun Sunひろしま』にあわせて、開業時の電車を復元した100形が登場。1987年（昭和62年）には被爆電車として150形が車籍を復活させた。
軽快電車の導入で、老朽化の進んでいた570形や750形の多くに廃車が発生。冷房改造されていなかった900形にも廃車が出た。1990年代後半までに一部保存されている単車を除いて冷房化を完了した。
1994年（平成6年）には、ラッシュ時に70形を導入。直通列車を除き市内線では初の連接車導入になった。その後、連接車の運行範囲は拡大されていった。

##### 超低床車両 (LRV) の導入と従来車両の廃車

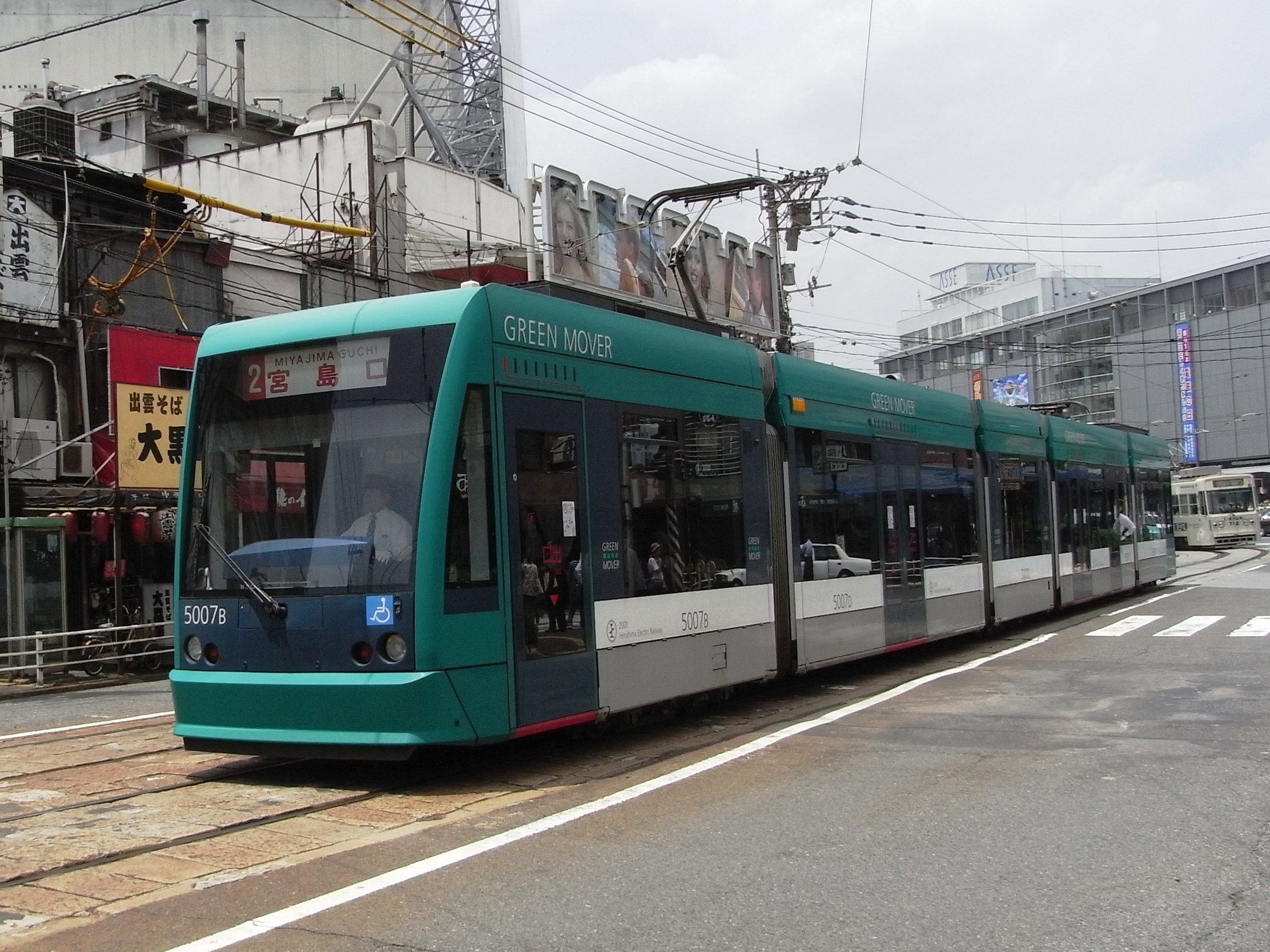
1999年にドイツで製造のうえ導入された5000形

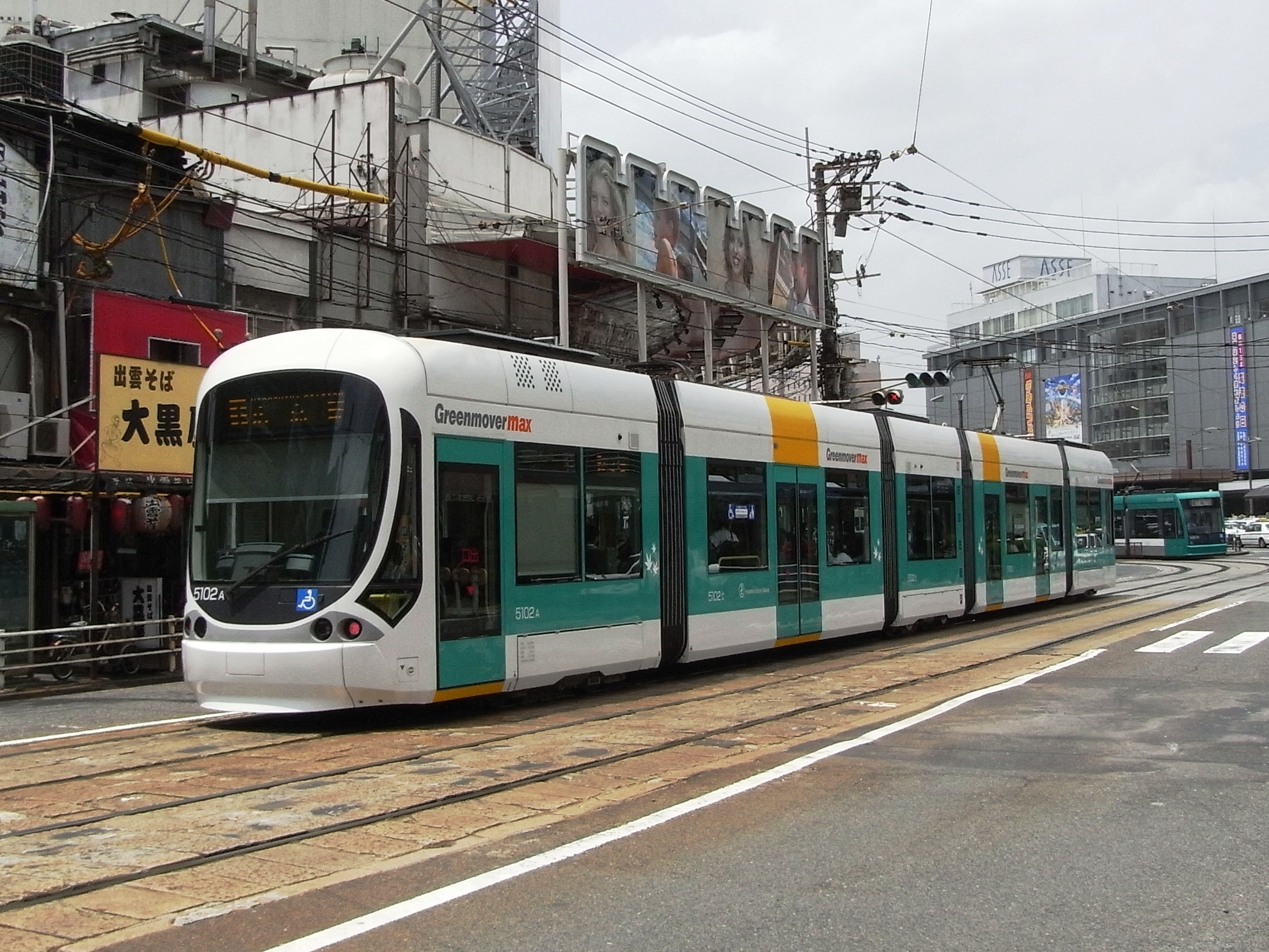
2004年に導入された5100形

1990年（平成2年）に欧州視察を行うなど、路面電車が急速に見直される中で新時代の公共交通機関を目指してLRT化に積極的に取り組んでいる。
軽快電車をさらに進化させた、バリアフリー対応の超低床電車の導入も1990年代から検討され、先行するヨーロッパの主要車両メーカへ日本の気候に合った100%低床車両の可能性を問い合わせていた。3950形増備の前年時点で、アルナ工機・住友金属工業・東洋電機製造で検討したが、日本の国産部品を使って、床高を79cmから75cmにするのが限界で、コストの関係で一旦は国産低床車の導入は断念した。そのことで、先行して実用化していた日本国外のメーカーから輸入する方針に転換。アドトランツ・シーメンス・アルストムなどが検討され、1999年（平成11年）よりドイツシーメンス製のGREEN MOVER5000形を導入した。5000形は完成が遅れ船便で送った場合に、到着時期が政府の補助金給付期限を過ぎてしまうため、大型輸送機(An-124)で空輸。広島空港には鉄道ファンと航空ファンが集まり、マスコミに多く報道された。この車両は、バリアフリー化推進功労者表彰・内閣官房長官賞を受賞している。
その後、日本国外の車両を使うことで、車両を輸入することでの輸送費の増大、部品を輸入することでコストが高く時間がかかること、そして車両構造が日本での運用を考慮していないこと などの問題で、2001年（平成13年）に『U3プロジェクト』を立ち上げ、日本国産の低床車両の開発を開始。2004年（平成16年）より国産初の100%超低床電車Green mover max5100形を導入し、同年12月19日には江波車庫（広島市中区江波）に搬入された。また、既存の車両も出入口に補助ステップ（踏み台）を設置するなど、高齢社会に相応しい公共交通機関を目指している。
それらの超低床車両に入れ替わるように、老朽した自社オリジナルおよび他都市からの移籍車両の廃止が進み、オリジナルの500形・550形、旧神戸の1100形は形式消滅。2000形（自社）は全車両が営業運行を離脱、570形（旧神戸）、600形（旧北九州）、1150形（旧神戸）は残り1両に。これまで事故廃車しか出ていなかった650形（自社、被爆車両）にも2両が運用を離脱し（653号は休車・江波車庫保管、654号は廃車・ヌマジ交通ミュージアムに保存）、世代交代が進むことになった。650形のようにメディアに取り上げられ、引退式典を行う車両は例外的で、ほとんどの車両は置き換えた車両に問題がないことを確認の上で休車・廃車・解体を行っている。
2000年（平成12年）3月に鷹野橋のバリアフリー化を実施。順次、他の停留場でも同様の工事を行っている。2003年（平成15年）には、横川駅を改良。それに合わせて、十日市の連絡線を整備し、広電本社前行きとして7号線が復活した。同年には、広島港（宇品）停留場を新旅客ターミナル完成に合わせて、100m路線延長し、駅を移設した。

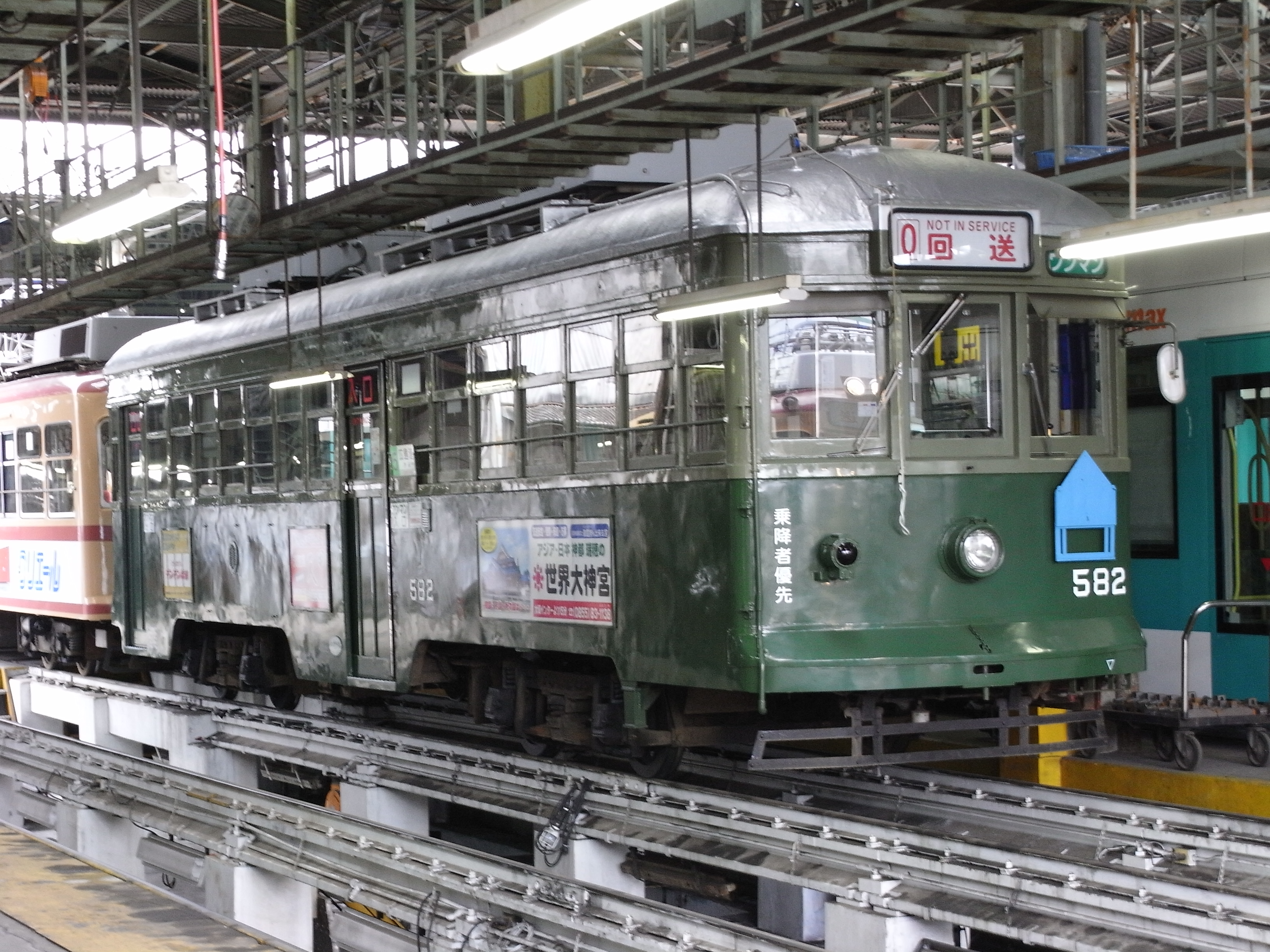
582号の1両のみが残る570形
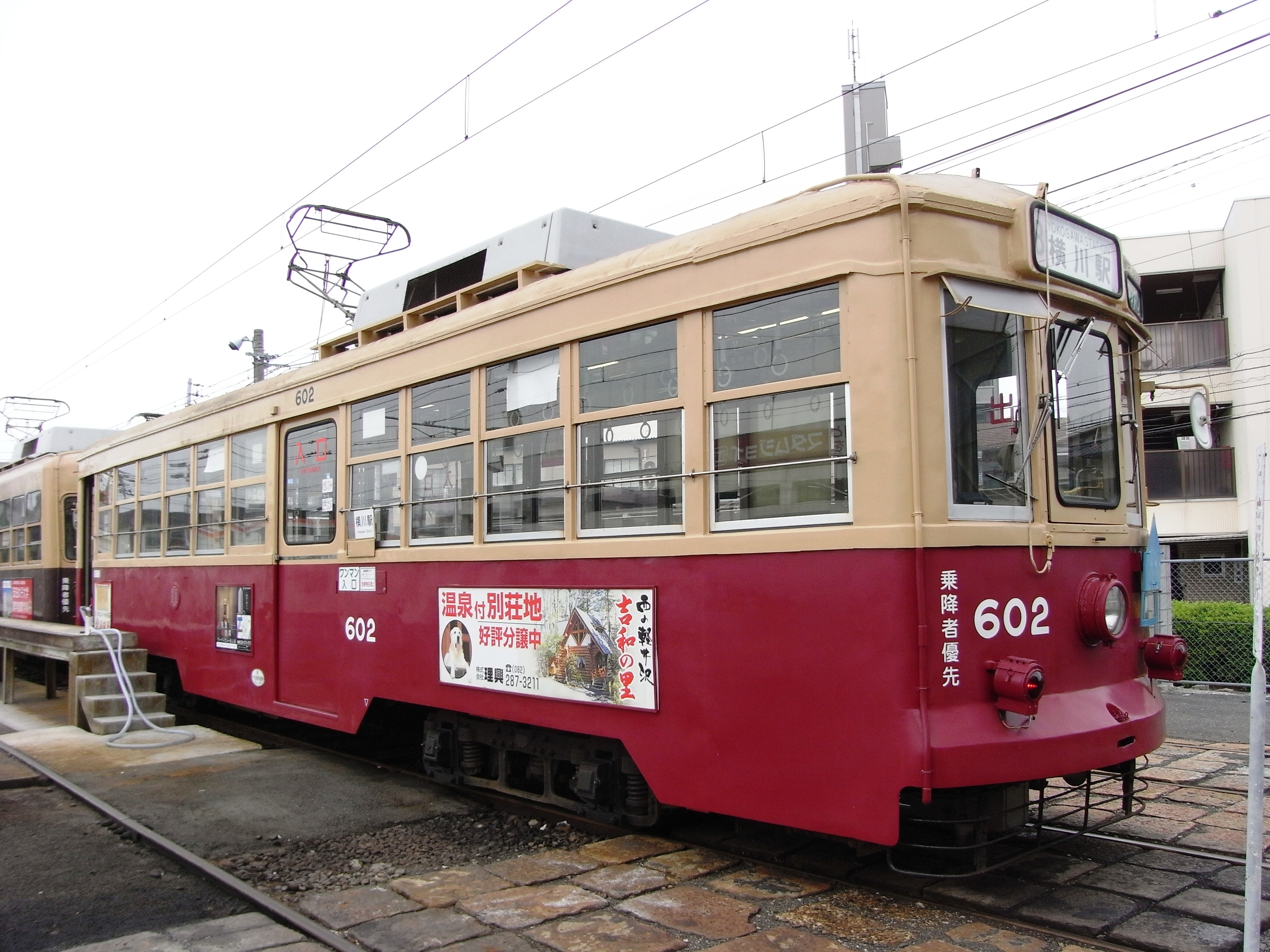
602号の1両のみが残る600形
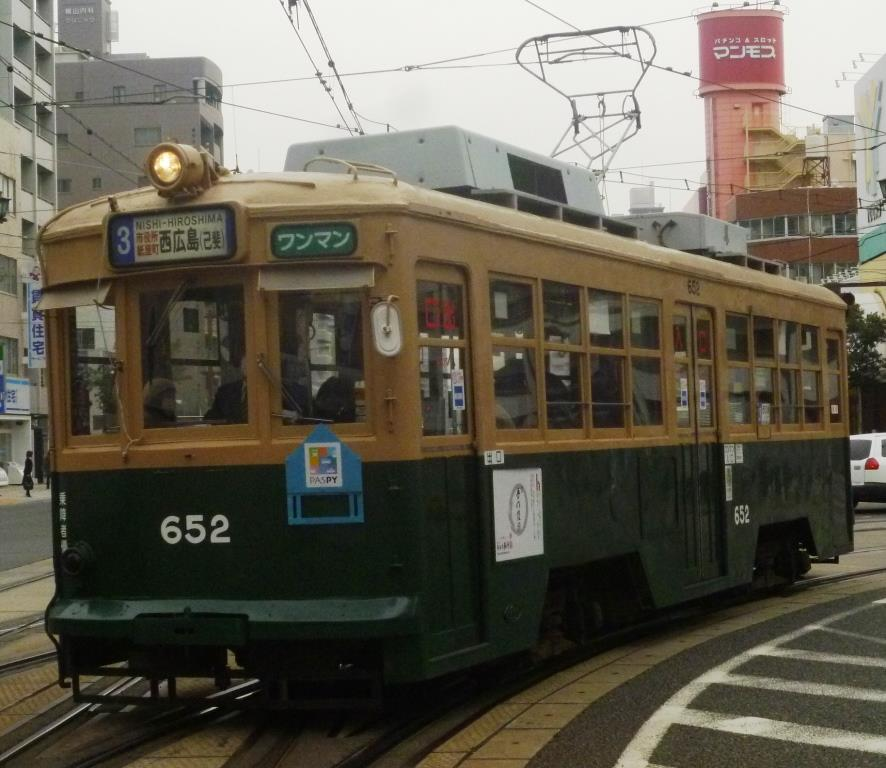
被爆電車として3両が残る650形
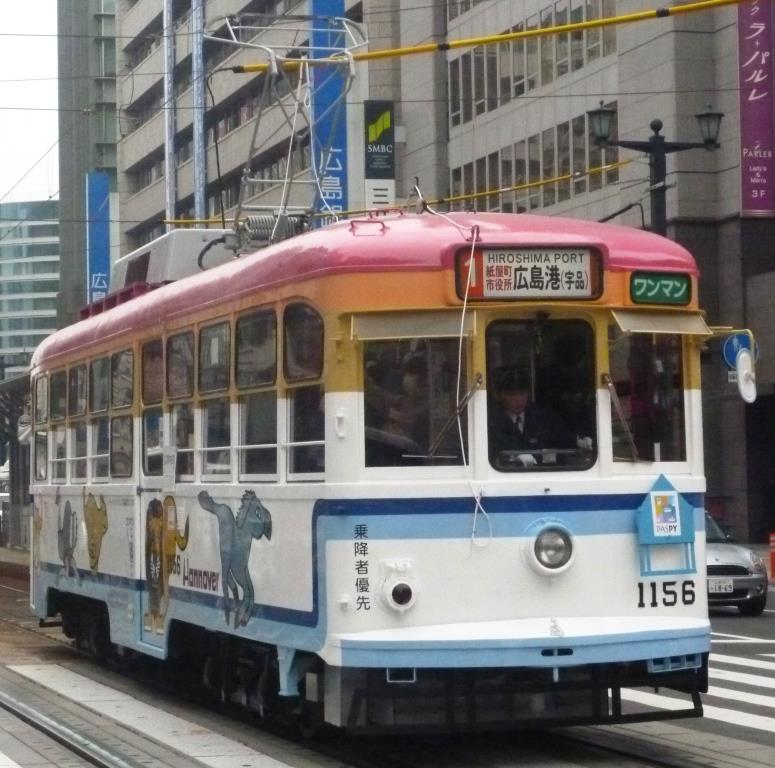
1156号の1両のみが残る1150形
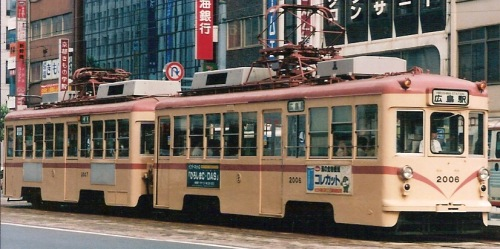
2009年10月17日以降、1編成のみ休車として残る2000形
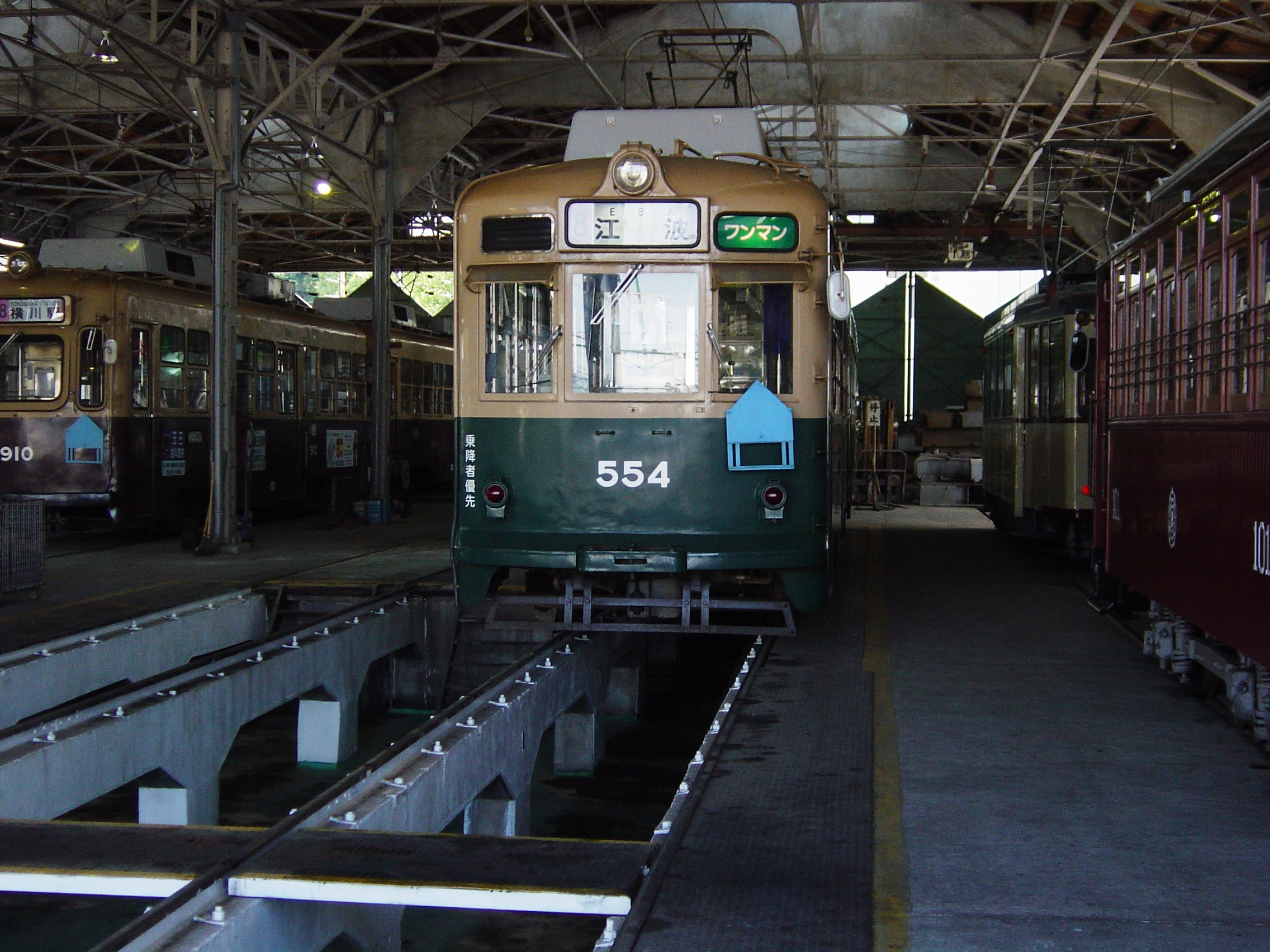
2006年6月以降、営業運用から離脱して廃車された550形
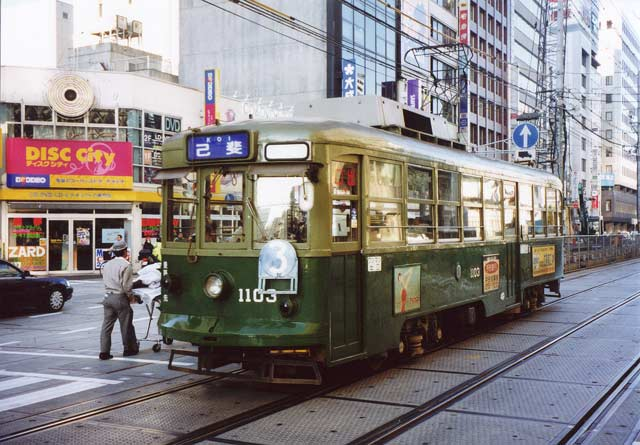
2003年3月に形式消滅した1100形

##### 2010年以降

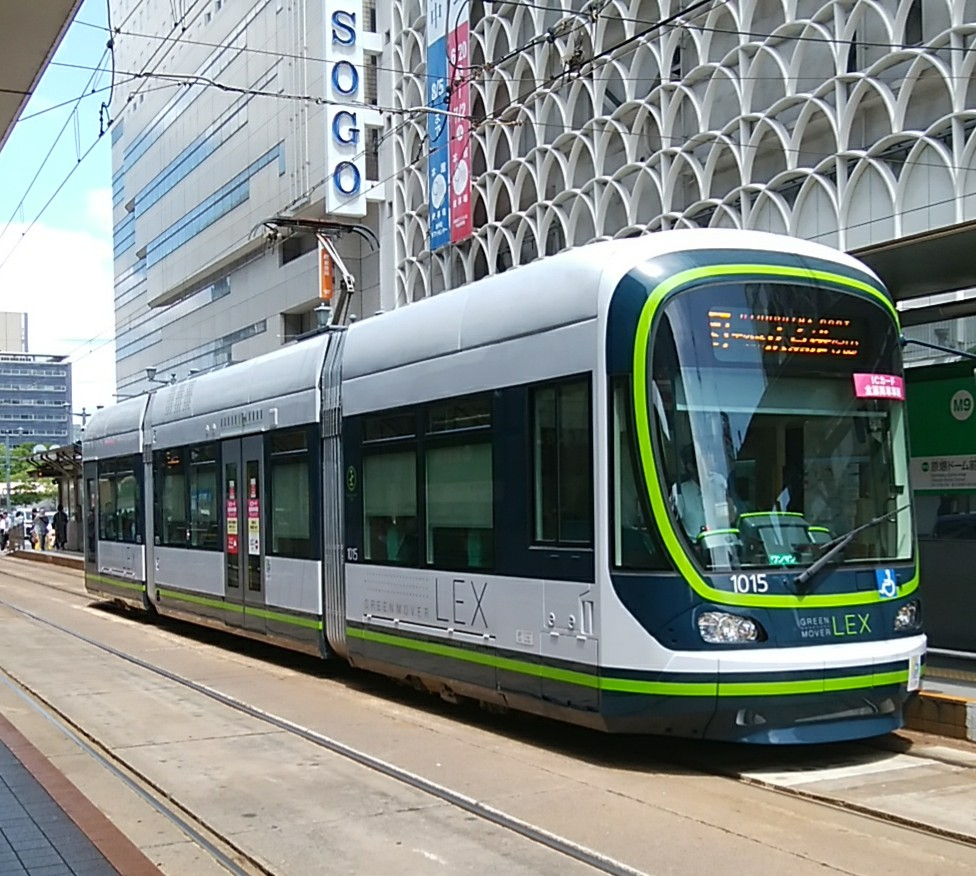
2013年から導入されている1000形（2代目） 標準塗装の車両

2011年（平成23年）4月11日の市内線ダイヤ改正により、3号線は朝ラッシュまでは 広電西広島 - 広島港間で運行し、その後の時間帯は 広電西広島 - 宇品二丁目間に区間を短縮して運行した（3号線は、2018年4月2日のダイヤ改正で、夜間を除く大部分の便が広電西広島 - 広島港間の運行となった）。2011年7月11日の市内線ダイヤ改正により、5号線は原則、広島駅 - 広島港間で運行して、日中12分間隔となった。
2011年（平成23年）には、2013年（平成25年）度以降の本格導入を目指して信用乗車方式の社会実験を始めると報道された。2012年（平成24年）2月15日から3月31日までの間、3両連接車（3703号・3906号）の中扉にも降車用のICリーダー機を設置し、ICカード（ICOCA等）の利用者に限り全扉から乗降できるようにして社会実験が行われた。
2012年（平成24年）8月には、低床車両更新や停留場改修のため20円から30円ほどの値上げを検討していることを明らかにし、同年11月の時点では2013年に値上げする方針であると明らかにした。
中国新聞2012年11月23日付けの報道 で、3両編成の新しい超低床車両を2013年（平成25年）2月から白島線に導入し、白島線と江波線を直通する系統として運行する計画があることが報じられた。2012年12月18日付けの広電のプレスリリース で、2013年2月14日に3車体2台車の2編成（1001号・1002号）が登場し、うち1編成はタイアップラッピングが施されることが発表され、2013年2月15日からこの超低床車両1000形（2代目）の営業運行が開始された。
その後も2012年（平成24年）5月に策定した「広電サービス向上計画」 に基づき、超低床車両1000形の導入、停留場のバリアフリー化、ロケーションシステムの高度化などを継続的に行っている。
2013年（平成25年）1月8日に、独断的な業務遂行で正当な業務に支障をきたしているとして、前社長を解任。新社長は、地下方式による駅前大橋線整備計画や（2012年11月に表明した）運賃値上げなど、これまでの一部事業について、白紙にするとしている。
その後2013年（平成25年）12月13日に、2014年（平成26年）4月の消費税増税に伴う運賃改訂を申請した。市内線運賃は10円の値上げ、鉄道線運賃は据え置き、鉄軌道連絡運賃は軌道部分を20円値引き額を上げるとして申請。2014年（平成26年）3月4日に認可され、同年4月1日より改訂された。

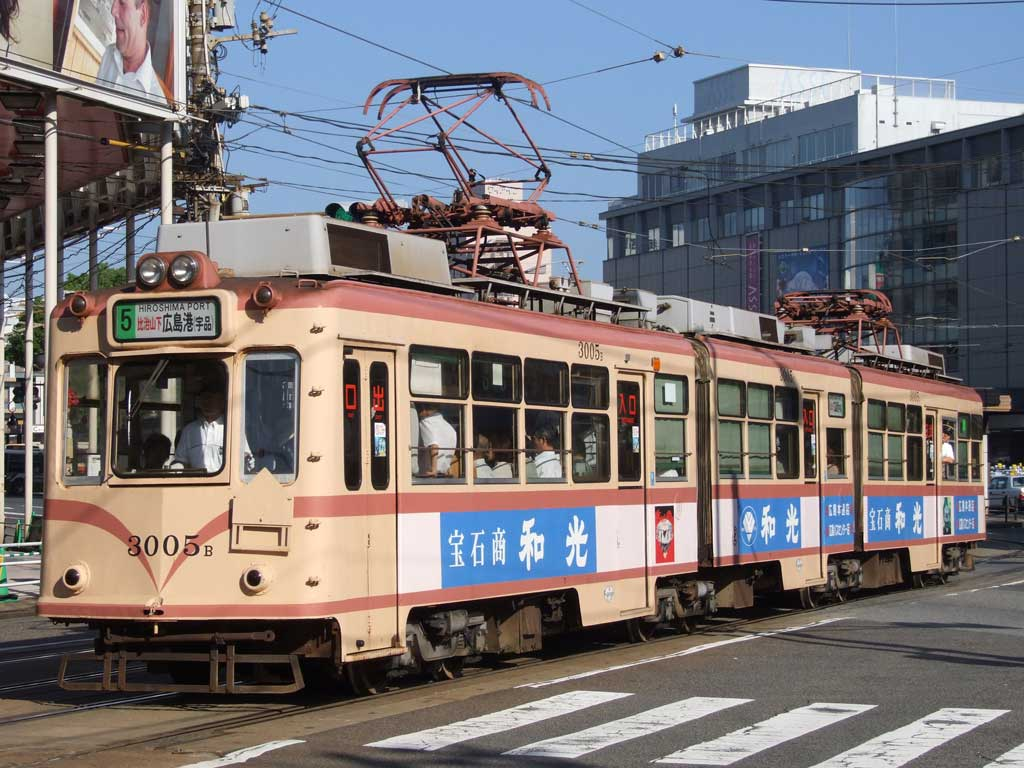
1000形の導入で廃車が発生した3000形
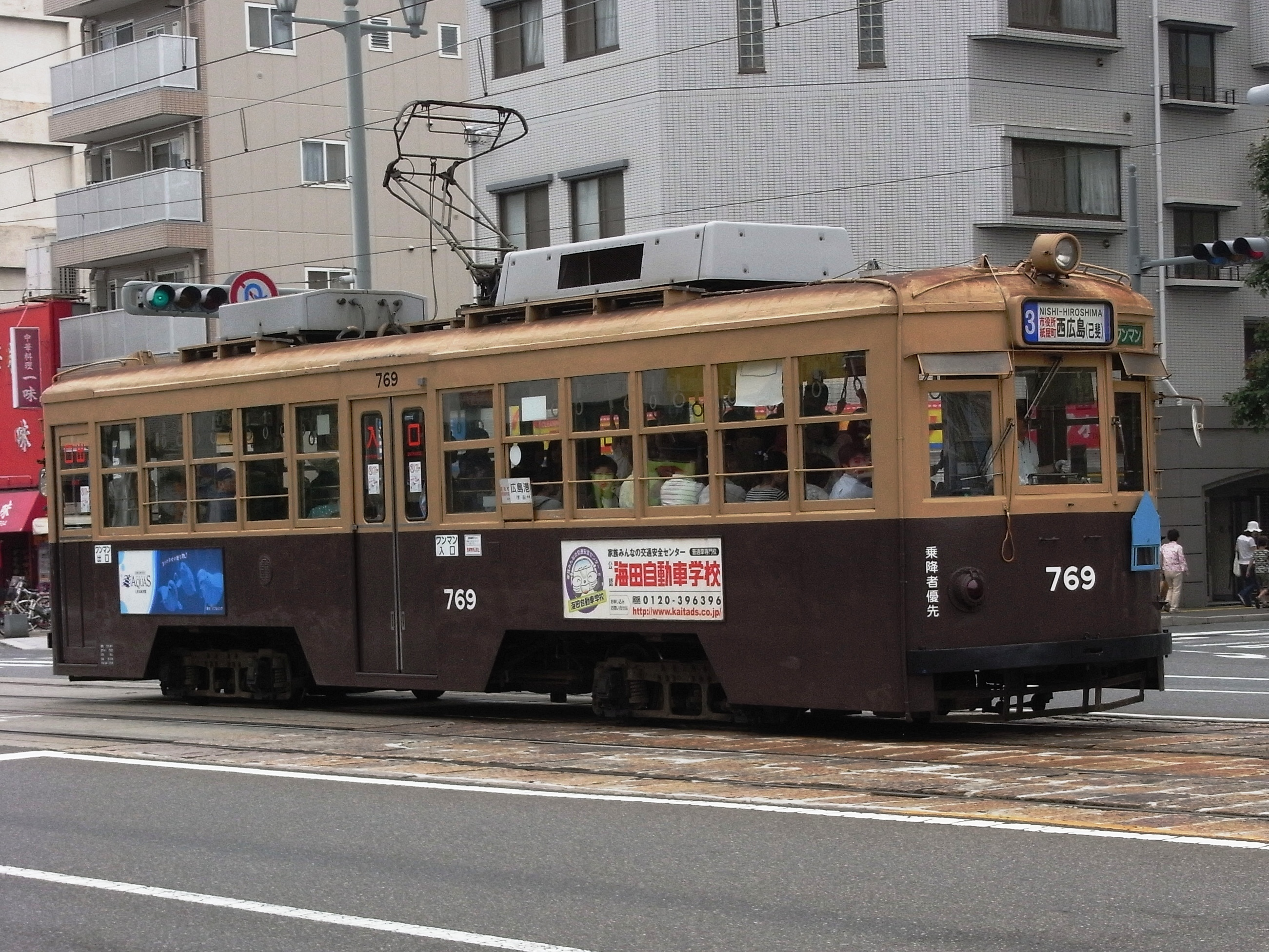
1000形の導入で廃車が発生した750形

### 鉄軌道車両

#### 現用車両
2023年12月時点での在籍車両数は、135両（編成）。それとは別に貨車が1両在籍している。在籍状況は『路面電車年鑑 2024』（2023年12月現在）に基づいているが、現状と異なる部分がある。

##### 単行車
貨50形は事業用。350形のみ市内線・宮島線直通許可を受けているが、現在の運用はすべて市内線のみの運用となっている。
なお、一般的に路面電車において「単車」というのは、いわゆる二軸単車を指すことが多いが、広島電鉄ではボギー車を含め1両で走る単行車を「単車」と呼称している。
| 形式名     | 導入初年 | 導入車両数 | 導入車番            | 在籍車両数 | 在籍車番        | 備考・『路面電車年鑑 2023』発行後の動き                                                    |
| ---------- | -------- | ---------- | ------------------- | ---------- | --------------- | ------------------------------------------------------------------------------------------ |
| 貨50形     | 1979年   | 2          | 51,52               | 1          | 51              | - 750形、51（759）52（758）が種車。 - 52は登場時は51だった。 - 2013年4月に52は廃車・解体。 |
| 3代目100形 | 1984年   | 1          | 101                 | 1          | 101             | 開業時車両の復元車。                                                                       |
| 2代目200形 | 1988年   | 1          | 238                 | 1          | 238             | 元ハノーバー市電。                                                                         |
| 350形      | 1958年   | 3          | 851-853→ 351-353    | 1          | 352             | 旧形式名850形、旧直通車。、2023年に351・353廃車解体                                        |
| 570形      | 1971年   | 17         | 571-587             | 1          | 582             | 元神戸市電500形。                                                                          |
| 2代目600形 | 1976年   | 3          | 601-603             | 1          | 602             | 元西日本鉄道500形。                                                                        |
| 650形      | 1942年   | 5          | 651-655             | 3          | 651-653         | 被爆電車。                                                                                 |
| 2代目700形 | 1982年   | 11         | 701-707,711-714     | 11         | 701-707,711-714 | 701-707は750形の廃車モーターを利用。                                                       |
| 750形      | 1965年   | 22         | 751-772             | 2          | 762,768         | - 元大阪市電1601形・1651形・1801形。 - 768はイベント車両「TRAIN ROUGE」。                  |
| 2代目800形 | 1983年   | 14         | 801-814             | 14         | 801-814         |                                                                                            |
| 900形      | 1969年   | 14         | 901-914             | 1          | 913             | 元大阪市電2601形。                                                                         |
| 1150形     | 1971年   | 7          | 1151-1154,1156-1158 | 1          | 1156            | 元神戸市電1150形。1158は1155に改番。                                                       |
| 1900形     | 1977年   | 15         | 1901-1915           | 15         | 1901-1915       | 元京都市電1900形。                                                                         |

##### 連接車
全車が市内線・宮島線の直通許可を受けている。ほとんどの車両が、市内線・宮島線直通運用されているが、現在3000形と2代目1000形は市内線のみとなっている。
| 形式名      | 導入初年 | 導入編成数 | 導入車両数 | 導入編成番 | 在籍編成数 | 在籍車両数 | 在籍編成番 | 愛称                                                           | 備考・『路面電車年鑑2023』発行後の動き                                                                            |
| ----------- | -------- | ---------- | ---------- | ---------- | ---------- | ---------- | ---------- | -------------------------------------------------------------- | --- |
| 3000形      | 1979年   | 8          | 24         | 3001-3008  | 3          | 9          | 3003       | -                                                              | - 元西日本鉄道福岡市内線1101形・1201形・1301形より改造。 - 2015年に3005,3006号はミャンマーに譲渡。                |
| 3700形      | 1984年   | 5          | 15         | 3701-3705  | 5          | 15         | 3701-3705  | ぐりーんらいなー                                               | |
| 3100形      | 1985年   | 3          | 9          | 3101-3103  | 3          | 9          | 3101-3103  | ぐりーんらいなー                                               | - 2500形（新製車グループ）より改造。 - 3103号はかつてピースバーン号としてフルラッピングされていた。               |
| 3800形      | 1986年   | 9          | 27         | 3801-3809  | 9          | 27         | 3801-3809  | ぐりーんらいなー                                               | |
| 3900形      | 1990年   | 8          | 24         | 3901-3908  | 8          | 24         | 3901-3908  | ぐりーんらいなー                                               | |
| 3950形      | 1997年   | 6          | 18         | 3951-3956  | 6          | 18         | 3951-3956  | GREEN LINER                                                    | 全編成行先表示のLED化改修実施済                                                                                   |
| 5000形      | 1999年   | 12         | 60         | 5001-5012  | 12         | 60         | 5001-5012  | GREEN MOVER                                                    | - 超低床電車。 - 全編成行先表示のLED化改修実施済。                                                                |
| 5100形      | 2005年   | 10         | 50         | 5101-5110  | 10         | 50         | 5101-5110  | Green mover max                                                | 超低床電車。 |
| 2代目1000形 | 2013年   | 18         | 54         | 1001-1018  | 18         | 18         | 1001-1018  | - PICCOLO（1001） - PICCOLA（1002） - GREEN MOVER LEX（1003-） | - 超低床電車。 - ICカード全扉降車サービス対象車両。 - 1001,1002号の愛称は、ラッピング広告を経て2019年現在不使用。 |
| 5200形      | 2019年   | 11         | 55         | 5201-5211  | 11         | 55         | 5201-5211  | Greenmover APEX                                                | 超低床電車。『路面電車年鑑2024』販売以降、5209,5210,5211編成増備                                                  |

#### 休車・保存車

##### 単行車
| 形式名       | 導入初年 | 導入車両数 | 導入車番 | 在籍車両数 | 在籍車番 | 備考・『路面電車年鑑2023』発行後の動き |
| ------------ | -------- | ---------- | -------- | ---------- | -------- | -------------------------------------- |
| 150形（E形） | 1925年   | 10         | 151-160  | 1          | 156      | - 被爆電車、保存車。 - E形として登場。 |

##### 連結・連接車
2000形のみ連結車。
| 形式名 | 導入初年 | 導入編成数   | 導入車両数 | 導入編成番                                    | 在籍編成数 | 在籍車両数 | 在籍編成番 | 備考・『路面電車年鑑2023』発行後の動き                                        |
| ------ | -------- | ------------ | ---------- | --------------------------------------------- | ---------- | ---------- | ---------- | ----------------------------------------------------------------------------- |
| 2000形 | 1960年   | 4（1両余剰） | 9          | 2001,2002=2003,2004=2005, 2006=2007,2008=2009 | 1          | 2          | 2004=2005  | - 1974年に連結化。 - 『路面電車年鑑2024』発行時点でも車籍は抹消されていない。 |
| 3500形 | 1980年   | 1            | 3          | 3501                                          | 1          | 3          | 3501       | - ぐりーんらいなー。 - 軽快電車第一号。                                       |

#### 過去の保有車両

##### 単行車
550形は551号のみ市内線・宮島線の直通許可を受けていた。
| 形式名            | 導入初年 | 導入車両数 | 導入車番 | 備考                                                                                                |
| ----------------- | -------- | ---------- | -------- | --------------------------------------------------------------------------------------------------- |
| 初代100形（A形）  | 1912年   | 50         | 101-150  | - 開業時の車両。 - 導入後に車番を1-50 → 101-139（11両は450形に改造）に改番、A形 → 100形に形式変更。 |
| 2代目100形（B形） | 1921年   | 30         | 101-130  | - 導入後にB形に形式変更。 - 全車400形に改造。                                                       |
| 初代200形（G形）  | 1930年   | 10         | 201-210  | G形として導入。                                                                                     |
| 400形             | 1938年   | 30         | 401-430  | 2代目100形を元に車体更新。                                                                          |
| 450形             | 1939年   | 15         | 451-465  | 初代100形を元に車体更新。                                                                           |

| 形式名     | 導入初年 | 導入車両数 | 導入車番  | 備考                                                                |
| ---------- | -------- | ---------- | --------- | ------------------------------------------------------------------- |
| 300形      | 1938年   | 5          | 300-304   | - 元大阪市電500形。 - 300は305に改番。                              |
| 初代500形  | 1938年   | 10         | 500-509   | - 元京王電気軌道23形。 - 500は510に改番。 - 全車、初代700形に改造。 |
| 2代目500形 | 1953年   | 5          | 501-505   |                                                                     |
| 550形      | 1955年   | 5          | 551-555   | 551は旧直通車・間接制御車。                                         |
| 初代600形  | 1942年   | 3          | 601-603   |                                                                     |
| 初代700形  | 1948年   | 10         | 701-710   | 初代500形の車体更新車。                                             |
| 初代800形  | 1951年   | 10         | 801-810   | 803は801に改番・ワンマン改造。                                      |
| 1100形     | 1971年   | 5          | 1101-1105 | 元神戸市電1100形。                                                  |

##### 連接車
全車が市内線・宮島線の直通許可を受けていた。
| 形式名 | 導入初年 | 導入編成数 | 導入車両数 | 導入編成番                                                                  | 備考                                                                                       |
| ------ | -------- | ---------- | ---------- | --------------------------------------------------------------------------- | ------------------------------------------------------------------------------------------ |
| 70形   | 1981年   | 2          | 6          | 76, 77                                                                      | 元ドルトムント都市事業 Dortmunder Stadtwerke AG。                                          |
| 1300形 | 1976年   | 2          | 4          | 1305, 1306                                                                  | - 元西日本鉄道1301形。 - 後日、3000形に改造。                                              |
| 2500形 | 1961年   | 7          | 14         | 2501=2502, 2503=2504, 2505=2506, 2507=2508, 2509=2510, 2511=2512, 2513=2514 | - 2501-2510は自社発注。 - 2511-2514は元大阪市電1601形を改造。 - 自社発注車は3100形に改造。 |

##### 宮島線専用車
| 形式名            | 導入初年 | 導入車両数 | 導入車番            | 備考                                                             |
| ----------------- | -------- | ---------- | ------------------- | ---------------------------------------------------------------- |
| 初代1000形（C形） | 1922年   | 2          | C1, C2 → 1000       | - C形として導入。 - 後日1000形に形式変更。 - 1両は1040形に改造。 |
| 1010形（D形）     | 1923年   | 8          | D3-D10 → 1011-1016  | - D形として導入。 - 後日1010形に形式変更。 - 1両は1040形に改造。 |
| 1020形（F形）     | 1925年   | 5          | F11-F15 → 1020-1024 | - F形として導入。 - 後日1020形に形式変更。 - 1020は1025に改番。  |
| 1030形（H形）     | 1930年   | 5          | H16-20 → 1030-1034  | - H形として導入。 - 後日1030形に形式変更。 - 1030は1035に改番。  |
| 1060形            | 1954年   | 1          | 1061                | 最後の新製高床車。                                               |

| 形式名         | 導入初年 | 導入編成数 | 導入車両数 | 導入編成番                                 | 備考 |
| -------------- | -------- | ---------- | ---------- | ------------------------------------------ | --- |
| 1040形         | 1939年   | 1          | 2          | 1041=1042                                  | - 千田車庫火災で被災したC2, D8を車体更新。 - 1957年に連接車化。                                                                    |
| 1090形 ←1050形 | 1947年   | 2          | 4          | 1051=1052,1053=1054 → 1091=1092, 1093=1094 | - 元京阪神急行電鉄（現:阪急電鉄・京阪電気鉄道）100形・200形。 - 1954年に車体更新。 - 1980年に連結車化。 - 1982年に1090形に改形式。 |
| 1070形         | 1967年   | 4          | 8          | 1071=1072, 1073=1074, 1075=1076, 1077=1078 | 元阪急電鉄500形。 |
| 1080形         | 1977年   | 1          | 2          | 1081=1082                                  | 元阪急電鉄210系。 |

### 車庫

#### 現在
現在は、千田車庫・江波車庫・荒手車庫がある。
- 千田車庫 - 1912年（大正元年）11月23日の開業時に設置[296]
  - 広島県広島市中区東千田町二丁目9-29
- 江波車庫 - 1952年（昭和27年）10月1日に設置[167]
  - 広島県広島市中区江波西一丁目24-29
- 荒手車庫 - 1960年（昭和35年）10月25日に設置[297]
  - 広島県広島市西区草津南三丁目6-3

#### 過去
以前は、宮島口車庫・己斐車庫があった。また、戦時中には桜土手引込線が存在した。
- 己斐車庫
  - 太田川放水路の整備で1960年（昭和35年）10月25日に廃止[297]。代替として荒手車庫が整備された。
- 宮島口車庫
  - 広電宮島口駅から宮島ボートレース場までの本線に並行する留置線は宮島口車庫の名残である。
- 桜土手引込線
  - 1945年（昭和20年）6月に、広陵中学前停留場（現在の県病院前停留場）付近に整備された[167]。

## バス事業

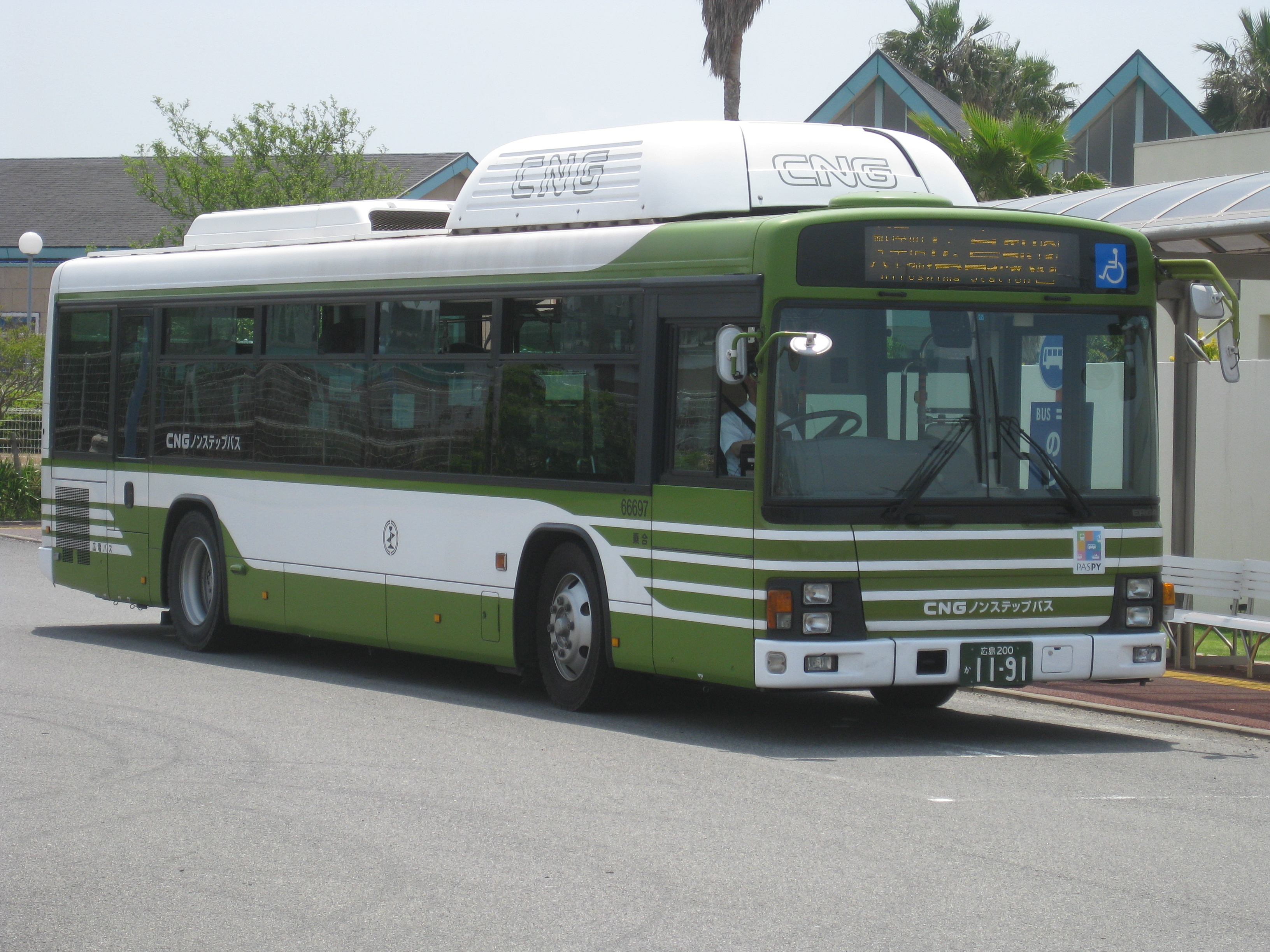
広電バスの例

広島電鉄のバス事業は、2014年1月よりバス事業本部が担当し、その下に都市圏輸送営業部、地域輸送営業部、呉輸送営業部、バス企画部を置いている。広島市を中心に広島県西部や呉市で一般路線バスを運行しているほか、広島空港や山陰地方各地（鳥取県鳥取市・米子市や島根県松江市・浜田市・益田市）への高速バスも運行している。青バスとも呼ばれている。
営業キロは1,404.6 km（2016年3月31日時点）で、呉市交通局統合前の2011年（平成23年）度の営業キロ1,191.9 km と比較し、約200km増加している。
バス事業を行う系列会社に、エイチ・ディー西広島（ボン・バス）、備北交通、芸陽バスがある。
広電電車の路線との競合するバス路線の調整目的に、1928年（昭和3年）に発足した広島乗合自動車の株式の大部分を、1929年（昭和4年）に取得し子会社化し経営に参画。電車と競合する路線を調整。また、宮島線沿線の他社の参入を防ぐために、広電直営で始めたものが、バス事業の始まりで、1938年（昭和13年）に広島乗合自動車と合併し、自動車部を設置し事業統合を行った。戦時中の1942年（昭和17年）11月5日までに、7事業者（三段峡自動車・太田自動車・平和自動車・丸三自動車・水内自動車商会・熊野胡子自動車・広島郊外自動車）および1個人とバス事業の事業統合を行った。
その後、芸陽バス や備北交通の子会社化、広島バスの子会社化（その後、公正取引委員会からの勧告を受け株式の過半を売却）、エイチ・ディー西広島（ボンバス）の分社化、貸し切りバスからの撤退、中四国地方初のグリーン経営認証、呉市交通局のバス事業の譲受 を経て、2013年（平成25年）時点で中国地方最大のバス事業者になっている。
バス車両については、2018年3月時点で564両を保有する。統合前の2011年3月時点で広電410台・呉市交通局163台所有で、移籍車両分程度が増加している。
2018年3月末現在、564両のうち、ハイブリッドバスが26両、CNGバスが42両、最新の排ガス規制に適合した車両が247両、アイドリングストップ機能装着車が432両である。また「広電サービス向上計画」と称して、座席の「ひろでんオリジナルシート」への置き換えや、ノンステップバスの導入 などのサービスの向上を図っている。

## 不動産事業
不動産事業は、不動産事業本部および連結子会社の交通会館によって行われている。広電不動産は2013年（平成25年）4月1日に、広電興産は2016年（平成28年）4月1日に、それぞれ広島電鉄本体に吸収合併された。

### 事務所
- 不動産事業本部
  - 広島市中区東千田町二丁目9番29号 広島電鉄本社ビル
- 交通会館
  - 広島市東区上大須賀町1-16 交通会館ビル

### 概要

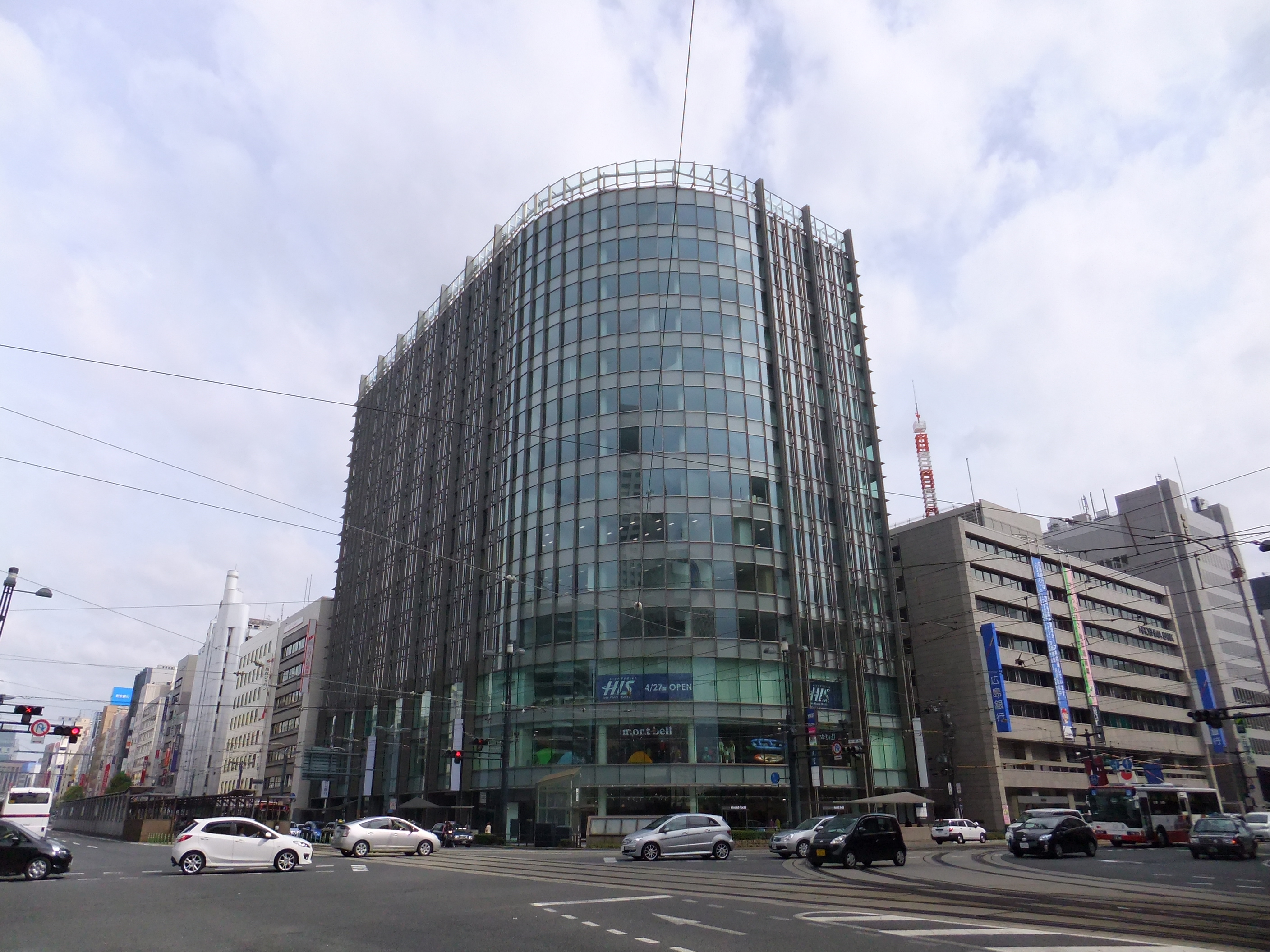
広島トランヴェールビルディング

不動産事業に本格参入する以前より宮島線沿線の開発の一環として、第二次世界大戦前には楽々園、1955年（昭和30年）に藤垂園の開発を行っていた。
1958年（昭和33年）10月28日、子会社として銀鱗不動産を設立。1959年（昭和34年）10月31日には紙屋町に『広電ビル』が完成し、オフィスビル賃貸事業に参入した。1961年（昭和36年）2月1日に広電不動産を設。八丁堀に「第二広電ビル」を建設した。銀鱗不動産・広電不動産は、1971年（昭和46年）10月1日に、広電不動産を存続会社にして合併した。
1960年（昭和35年）の経済政策所得倍増計画に伴い、住宅の販売が増加。1967年（昭和42年）に事業部内に開発課を設置。不動産事業に本格参入した。1969年（昭和44年）7月16日、開発部を拡充し、不動産事業本部の前身となる「不動産部」を新設した。1970年（昭和45年）度より、鉄軌道部門・バス部門での赤字を補うようになった。
まずは小規模な住宅開発から行い、1969年（昭和44年）に中地（現・佐伯区八幡東）に8棟開発したのを皮切りに、1970年（昭和45年）に城内（現・廿日市市城内）に5棟、原（現・廿日市市原）を開発した。
その後、住宅団地開発に本格参入し、1970年（昭和45年）に553区画の「観音台」、1971年（昭和46年）に188区画の「月見台」、1972年（昭和47年）に956区画の「陽光台」、1973年（昭和48年）より63戸の翠光台団地（現・口田五丁目）、1974年（昭和49年）より最終的には2,500区画以上になる「毘沙門台」の販売を開始。1979年には357区画の広電己斐団地 1986年（昭和61年）に224区画購入し土地区画整理事業団地である「東観音台団地」、1991年（平成3年）に127区画を購入し同じく土地区画整理事業団地である「アメニティタウン仁保南」、2010年には63戸の「宇品御幸」 を販売した。
マンション開発も行い、1975年（昭和50年）に「楽々園マンション」、1989年（平成元年）に『ビューハイツ己斐上』、1999年（平成11年）に「グランソシエ五日市」を販売した。また2004年にはエレンシーレ宮島、2008年にはアライヴコート西条駅前 の分譲を行った。
それらの開発は、鉄軌道沿線に限定せず、バス路線沿線も開発を行った。
その後、鉄軌道部門・バス部門の収益は改善し赤字ではなくなった が、紙屋町などのオフィスビルの賃貸、一般向けに宅地・マンションの販売・仲介を行っている。
2012年（平成24年）には、広電ビルなどの建て替えで『広島トランヴェールビルディング』（「トランヴェール」はフランス語で「緑色の電車」を意味する）が開業した。

## 会社の各種データ

### 資本金の変遷
| 年月日                     | 金額          | 備考                               |
| -------------------------- | ------------- | ---------------------------------- |
| 1910年（明治43年）6月18日  | 3,000,000     | 広島電気軌道成立日                 |
| 1917年（大正6年）12月27日  | 6,000,000     | 広島瓦斯と合併。広島瓦斯電軌成立日 |
| 1921年（大正10年）8月2日   | 10,000,000    |                                    |
| 1942年（昭和17年）4月10日  | 7,500,000     | 広島電鉄成立日                     |
| 1943年（昭和18年）11月15日 | 7,850,000     |                                    |
| 1947年（昭和22年）6月5日   | 16,000,000    |                                    |
| 1947年（昭和22年）11月26日 | 32,000,000    |                                    |
| 1948年（昭和23年）7月26日  | 65,000,000    |                                    |
| 1949年（昭和24年）10月10日 | 135,000,000   |                                    |
| 1952年（昭和27年）4月3日   | 220,000,000   |                                    |
| 1960年（昭和35年）4月1日   | 360,000,000   |                                    |
| 1961年（昭和36年）10月1日  | 450,000,000   |                                    |
| 1964年（昭和39年）2月1日   | 900,000,000   |                                    |
| 2005年（平成17年）9月7日   | 2,150,000,000 |                                    |
| 2005年（平成17年）9月25日  | 2,335,625,000 |                                    |

### 歴代の社長
| 代   | 氏名       | 在任期間                                             | 備考                                                                        |
| ---- | ---------- | ---------------------------------------------------- | --------------------------------------------------------------------------- |
| 初代 | 大林芳五郎 | 1910年（明治43年）6月18日 - 1916年（大正5年）1月24日 | - 大林組店主、広島瓦斯取締役など兼任 - 死亡により退任                       |
| 不明 | 藤田謙一   | 1916年（大正5年）8月8日 - 1917年（大正6年）8月2日    | - 同時期に広島瓦斯の代表も兼任 - 広島瓦斯代表就任は1916年（大正5年）7月28日 |

| 代        | 氏名       | 在任期間                                             | 備考                                         |
| --------- | ---------- | ---------------------------------------------------- | -------------------------------------------- |
| （初代）  | 藤田謙一   | 1917年（大正6年）8月2日 - 1919年（大正8年）1月25日   | 広島ガス代表としては3代目                    |
| （2代目） | 松浦泰次郎 | 1919年（大正8年）1月25日 - 1923年（大正12年）3月16日 | 広島ガス代表としては4代目                    |
| （3代目） | 松本勝太郎 | 1923年（大正12年）3月16日 - 1927年（昭和2年）3月31日 | 広島ガス代表としては5代目                    |
| （4代目） | 三宅兼一   | 1927年（昭和2年）4月30日 - 1933年（昭和8年）2月14日  | 広島ガス代表としては6代目                    |
| （5代目） | 倉田信太郎 | 1933年（昭和8年）2月14日 - 1938年（昭和13年）3月27日 | - 広島ガス代表としては7代目 - 死亡により退任 |
| （6代目） | 多山恒次郎 | 1938年（昭和13年）4月1日 - 1940年（昭和15年）3月27日 | 広島ガス代表としては8代目                    |
| （7代目） | 山口吾一   | 1940年（昭和15年）3月27日 - 1942年（昭和17年）4月9日 | 広島ガス代表としては9代目                    |

| 代     | 氏名       | 在任期間                                              | 備考                                                                         |
| ------ | ---------- | ----------------------------------------------------- | ---------------------------------------------------------------------------- |
| 初代   | 山口吾一   | 1942年（昭和17年）4月10日 - 1945年（昭和20年）3月15日 | - 分社後も続投 - 広島ガスは1945年（昭和20年）8月6日まで代表を務めた          |
| 2代目  | 多山恒次郎 | 1945年（昭和20年）3月15日 - 1952年（昭和27年）4月26日 |                                                                              |
| 3代目  | 伊藤信之   | 1952年（昭和27年）4月26日 - 1969年（昭和44年）5月27日 |                                                                              |
| 4代目  | 堀江明     | 1969年（昭和44年）5月27日 - 1977年（昭和52年）6月28日 |                                                                              |
| 5代目  | 石松正二   | 1977年（昭和52年）6月28日 - 1989年（平成元年）6月29日 | 広島バスと資本提携していた1971年から1973年まで、広島バスの社長に就任していた |
| 6代目  | 奥窪央雄   | 1989年（平成元年）6月29日 - 1996年（平成8年）4月1日   |                                                                              |
| 7代目  | 大田哲哉   | 1996年（平成8年）4月1日 - 2010年（平成22年）6月29日   | 広島商工会議所前会頭、広島ガス取締役など兼任                                 |
| 8代目  | 越智秀信   | 2010年（平成22年）6月29日 - 2013年（平成25年）1月8日  | 2013年の臨時取締役会で解任された                                             |
| 9代目  | 椋田昌夫   | 2013年（平成25年）1月8日 - 2024年（令和6年）6月27日   |                                                                              |
| 10代目 | 仮井康裕   | 2024年（令和6年）6月27日 - 現任                       |                                                                              |

## その他

### イベント
毎年、6月10日の路面電車の日前後に「路面電車まつり」を開催。また、七夕電車やクリスマス電車の運行などの各種イベントを開催している。

### 鉄道むすめ
トミーテックが主体で展開する鉄道むすめには、広島電鉄のキャラクターとして、「鷹野みゆき」（レギュラーシリーズvol.3初登場） と、「的場まりな」（ステーションポスターシリーズvol.5初登場） の2人のキャラクターが存在する。鉄道むすめステーションポスターvol.5（鷹野みゆき・的場まりな）は、バリアフリー化と車内事故防止を掲げたポスターを停留場や駅に掲示している。

### テレビドラマ『西部警察』ロケ
1982年放送のテレビドラマ『西部警察 PART-II』第18話「広島市街パニック!!」のロケでは広島電鉄が撮影協力を行っており、ロケ期間中、市内中心部で各電車の運転を一時取り止め、付近の道路を一時通行止めにして撮影が行われた。クライマックスシーンの撮影では自社の750形766号が広電宮島駅（現・広電宮島口駅）まで運転され、同駅構内（当時）で爆破シーンが撮影された。爆破時には周りが一瞬にして停電になるほどであった。このシーンの映像はのちに『西部警察 PART-III』のオープニングにも流用されている。同車は廃車を前提としていた車両で、撮影のため、営業運転終了時の「パールライス号」から塗色・広告を変更し、同番組同ロケのスポンサーにちなみ「にしき堂号」とされ、爆破後正式に廃車された。この回では当時の運転指令室や本社社屋の模様も映し出されている。また雑誌『鉄道ファン』の読者投稿欄でも撮影トピックが掲載されていた。

### ドイツ連邦共和国名誉領事
2001年5月28日に、奥窪央雄・代表取締役会長（当時）が「在広島ドイツ連邦共和国名誉領事」に就任した。2007年2月14日に、大田哲哉・代表取締役社長（当時）が引き継いだ。少なくとも大田が存命中の2011年9月14日の時点でドイツ大使館のリストに掲載されていたが、大田死去後の2011年11月18日の時点でドイツ大使館のリストから削除され、同年12月19日までに外務省の「駐日外国公館リスト」からも削除された。以前は広島電鉄本社内に名誉領事事務所が設置されており、管轄地域は広島県であった。

### 越智社長の解任
2013年（平成25年）1月8日、越智秀信を代表取締役社長から取締役に降格。椋田昌夫専務が社長に就任した。事実上の解任とされ、理由は「代表取締役の独断的業務執行による、会社組織として業務に支障が出ているため」とし、詳細な理由説明はされなかった。臨時取締役会は、越智と社外取締役が欠席で、常勤役員全員出席で行われた。その後、社長に就任した椋田は、越智が運賃値上げや広島駅前新線などの計画を取締役会にかけずに公表したことを解任理由とし、それらの計画について白紙に戻すなど見直すことを明らかにした。

### 女性運転士・運転手の採用
電車運転士・バス運転手ともに女性の採用が増加しつつあり、その中には貸切バス事業から撤退した元広電観光のバスガイド出身者も見受けられる。

### スポーツ選手の支援活動
2011年シーズンより、広島ガス所属のスノーボードアルペン選手竹内智香のスポンサーに名を連ねている。

### 栃木県内のライトレール構想への支援
2023年3月の開業を目指して栃木県の宇都宮市などが事業を進めているライトレール構想について、2015年に宇都宮市長などの支援要請に対し広電社長の椋田は「全面的に協力したい」と回答、技術面や乗務員養成等の支援は可能という意向を示した。運営主体となる宇都宮ライトレールの取締役には、同年11月に元広電常務の中尾正俊が就任した。2021年1月より、宇都宮ライトレールから乗務員候補者4名が広電に出向し、訓練が実施されている。

## 関連作品
- 『被爆70年 一番電車が走った』（2015年8月10日、NHK）

## 関連会社

### 連結子会社
- エイチ・ディー西広島（ボン・バス）
- 芸陽バス
- 備北交通
- 宮島松大汽船
- 広島観光開発（宮島ロープウエー）
- 広電ストア - スーパーマーケット「マダムジョイ」を展開。2018年、マックスバリュ西日本への事業譲渡を経て会社解散を決議。
- ホテルニューヒロデン - 客室数256室、収容人数392人。1974年9月開業、2021年1月営業終了。
- 広電宮島ガーデン - 広電宮島口駅隣接の商業施設「etto」、山陽道宮島SA下り線、下松SA下り線を運営している。
- 広電エアサポート - 旧社名「広電観光」。貸切バス事業撤退、旅行代理店事業のひろでん中国新聞旅行への移管を経て、広電エアサポートに社名変更した。
- 広電建設
- グリーンバーズ・ヒロデン（グリーンバーズゴルフ倶楽部）
- ヒロデンプラザ（ヒロデンボウル、広電ゴルフガーデン）
- 広電興産 - 1997年まで「広電タクシー」として広島市内および近郊でタクシー事業を営んでいたが、同年タクシー事業を業界大手の第一交通産業に譲渡し（現・広島第一交通）、広電興産に社名を変更した。2016年4月1日、広島電鉄に吸収合併された。
- 交通会館
- ひろでんモビリティサービス - 都市型ハイヤー専門事業者。

### 持分法適用関連会社
- たびまちゲート広島（2002年に広電観光の旅行部門と中国新聞トラベルサービスを統合し設立。2021年4月にひろでん中国新聞旅行から社名変更）
- 加計開発（ホテル&リゾート 温井スプリングス）
- 大亜工業

### その他の関連会社・団体等
- 学校法人鈴峯学園（鈴峯女子短期大学・鈴峯女子中学校・高等学校）
財団法人広島瓦斯電軌学園として1940年に設立され、戦後も永らく学園理事と評議員の多くを当社および広島ガス関係者が占めていた。しかしながら少子化に伴い学校経営の将来性に展望が開けないことから、自らも修道高校の卒業生であり修道学園・鈴峯学園の両方の理事も兼務していた当時の当社代表取締役である大田哲哉が中心となり両学校法人の合併の検討に着手し、2013年に法人合併に合意。2015年4月に学校法人修道学園に吸収合併された。ちなみに修道学園の理事会は当社や広島ガスを含む広島の財界グループ「二葉会」の主要メンバーを中心に構成されている。
また、鈴峯学園と直接の関係はないが、戦時中は電車運行要員確保を目的とした実業学校広島電鉄家政女学校も別に設立していた。